# Liste der Kulturdenkmäler in Sontra
Die folgende Liste enthält die in der Denkmaltopographie ausgewiesenen Kulturdenkmäler auf dem Gebiet  der  Stadt Sontra, Werra-Meißner-Kreis, Hessen.
Hinweis: Die Reihenfolge der Denkmäler in dieser Liste orientiert sich zunächst an Stadtteilen und anschließend der Anschrift, alternativ ist sie auch nach der Bezeichnung, der vom Landesamt für Denkmalpflege vergebenen Nummer oder der Bauzeit sortierbar.
Kulturdenkmäler werden fortlaufend im Denkmalverzeichnis des Landes Hessen durch das Landesamt für Denkmalpflege Hessen auf Basis des Hessischen Denkmalschutzgesetzes (HDSchG) geführt. Die Schutzwürdigkeit eines Kulturdenkmals hängt nicht von der Eintragung in das Denkmalverzeichnis des Landes Hessen oder der Veröffentlichung in der Denkmaltopographie ab.

Das Vorhandensein oder Fehlen eines Objekts in dieser Liste ist keine rechtsverbindliche Auskunft darüber, ob es Kulturdenkmal ist oder nicht: Diese Liste entspricht möglicherweise nicht dem aktuellen Stand der offiziellen Denkmaltopographie. Diese ist für Hessen in den entsprechenden Bänden der Denkmaltopographie Bundesrepublik Deutschland und im Internet unter DenkXweb – Kulturdenkmäler in Hessen einsehbar. Auch diese Quellen sind, obwohl sie durch das Landesamt für Denkmalpflege Hessen aktualisiert werden, nicht immer aktuell, da es im Denkmalbestand immer wieder Änderungen gibt.
Eine verbindliche Auskunft erteilt allein das Landesamt für Denkmalpflege Hessen.
Nutze diese Kartenansicht, um Koordinaten in der Liste zu setzen. In dieser Kartenansicht sind Kulturdenkmale ohne Koordinaten mit einem roten bzw. orangen Marker dargestellt und können in der Karte gesetzt werden. Kulturdenkmale ohne Bild sind mit einem blauen bzw. roten Marker gekennzeichnet, Kulturdenkmale mit Bild mit einem grünen bzw. orangen Marker.

## Legende
- Bezeichnung: Nennt den Namen, die Bezeichnung oder die Art des Kulturdenkmals.
- Lage: Nennt den Straßennamen und wenn vorhanden die Hausnummer des Kulturdenkmals. Die Grundsortierung der Liste erfolgt nach dieser Adresse. Der Link „Karte“ führt zu verschiedenen Kartendarstellungen und nennt die Koordinaten des Kulturdenkmals.
- Datierung: Gibt die Datierung an; das Jahr der Fertigstellung bzw. den Zeitraum der Errichtung. Eine Sortierung nach Jahr ist möglich.
- Beschreibung: Nennt bauliche und geschichtliche Einzelheiten des Kulturdenkmals, vorzugsweise die Denkmaleigenschaften.
- Objekt-Nr: Gibt, sofern vorhanden, die vom Landesamt für Denkmalpflege vergebene Objekt-ID des Kulturdenkmals an.

## Sontra

### Gesamtanlage Altstadt
| Bild                                  | Bezeichnung                           | Lage                                                          | Beschreibung | Bauzeit                      | Objekt-Nr. |
| ------------------------------------- | ------------------------------------- | ------------------------------------------------------------- | --- | ---------------------------- | ---------- |
| weitere Bilder                        | Gesamtanlage Altstadt                 | Gesamtanlage Lage                                             | Bäckergasse 1–35, 2a–32; Bahnhofstraße 3–9, 2–18; Brandstätte 1; Braugasse 1–3; Friedrich-von-Baumbach-Straße 1–5; Fuldaer Straße 1; Gerbergasse; Göttinger Straße 1–5, 4–8; Herrenstraße 1–17, 2–22; Hinter der Wachtmauer 1, 4–7, 8; Kirchgasse 1–7, 2–12; Kirchplatz 1–3, 9; Lindenauer Straße 1–21, 2–22; Lurloch 4–6; Marktplatz 1–17; Mühlrain 1–6; Neues Tor 1–3, 2–8; Neustadt 1–27, 2, 10; Niederstadt 7–43, 2–36; Pfarrgasse 2, 4, 7; Rosengasse 1–9, 2–16; Steinweg 1–11, 4–10. |                              | 38519 DDB  |
| ehemalige Zigarrenfabrik              | ehemalige Zigarrenfabrik              | Hinter der Wachtmauer 1 LageFlur: 16, Flurstück: 12/2, 208/10 | | Beginn des 20. Jahrhunderts  | 38540 DDB  |
| traufständiges Wohnhaus               | traufständiges Wohnhaus               | Neustadt 19 LageFlur: 17, Flurstück: 6/2                      | | Mitte des 18. Jahrhunderts   | 38561 DDB  |
| traufständiges Wohnhaus mit Ladeerker | traufständiges Wohnhaus mit Ladeerker | Neustadt 27 LageFlur: 17, Flurstück: 18                       | | Beginnend im 18. Jahrhundert | 38562 DDB  |

Denkmäler der Gesamtanlage Altstadt ohne eigenen Eintrag in der Topographie
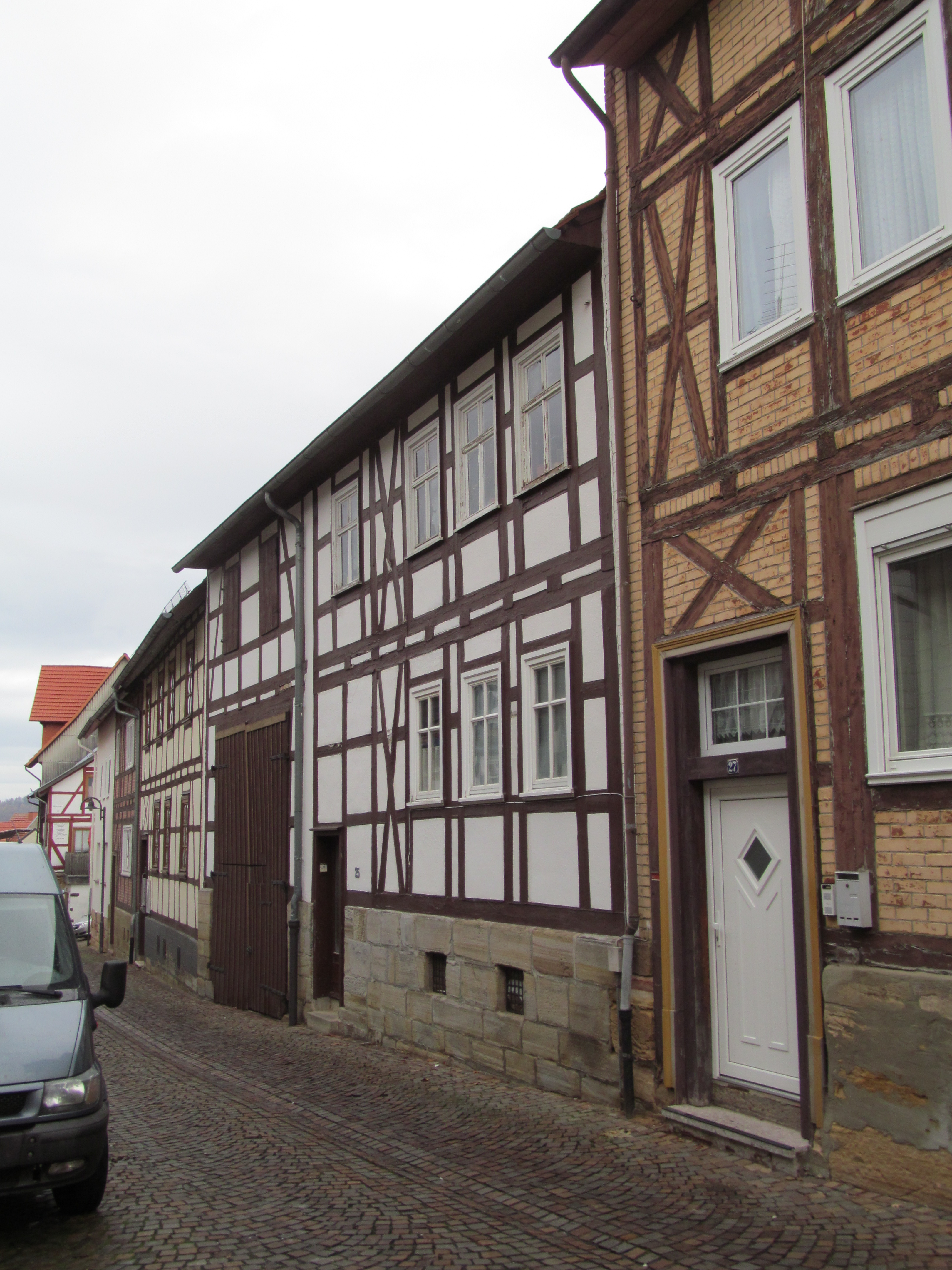
Bäckergasse 25
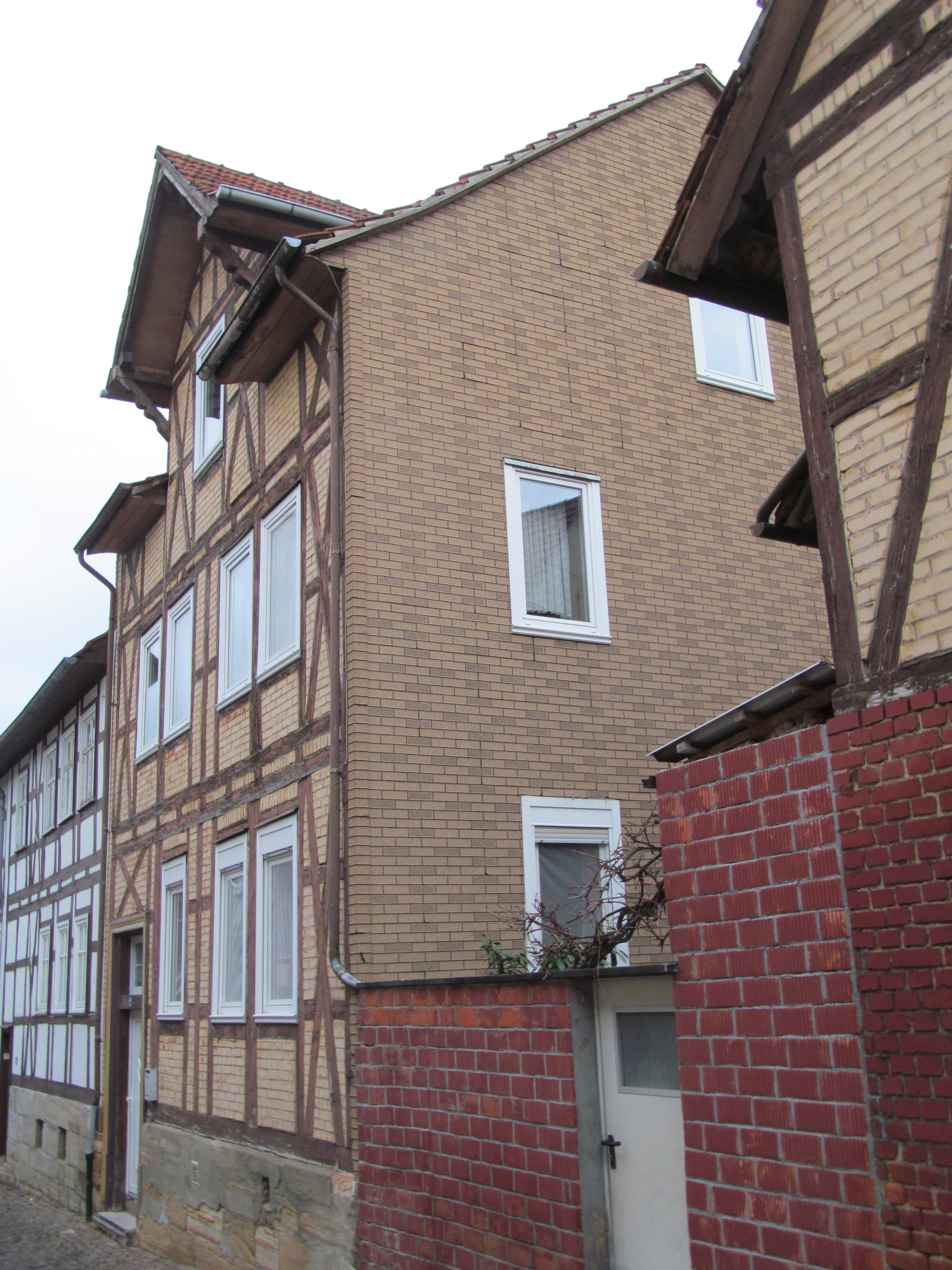
Bäckergasse 27
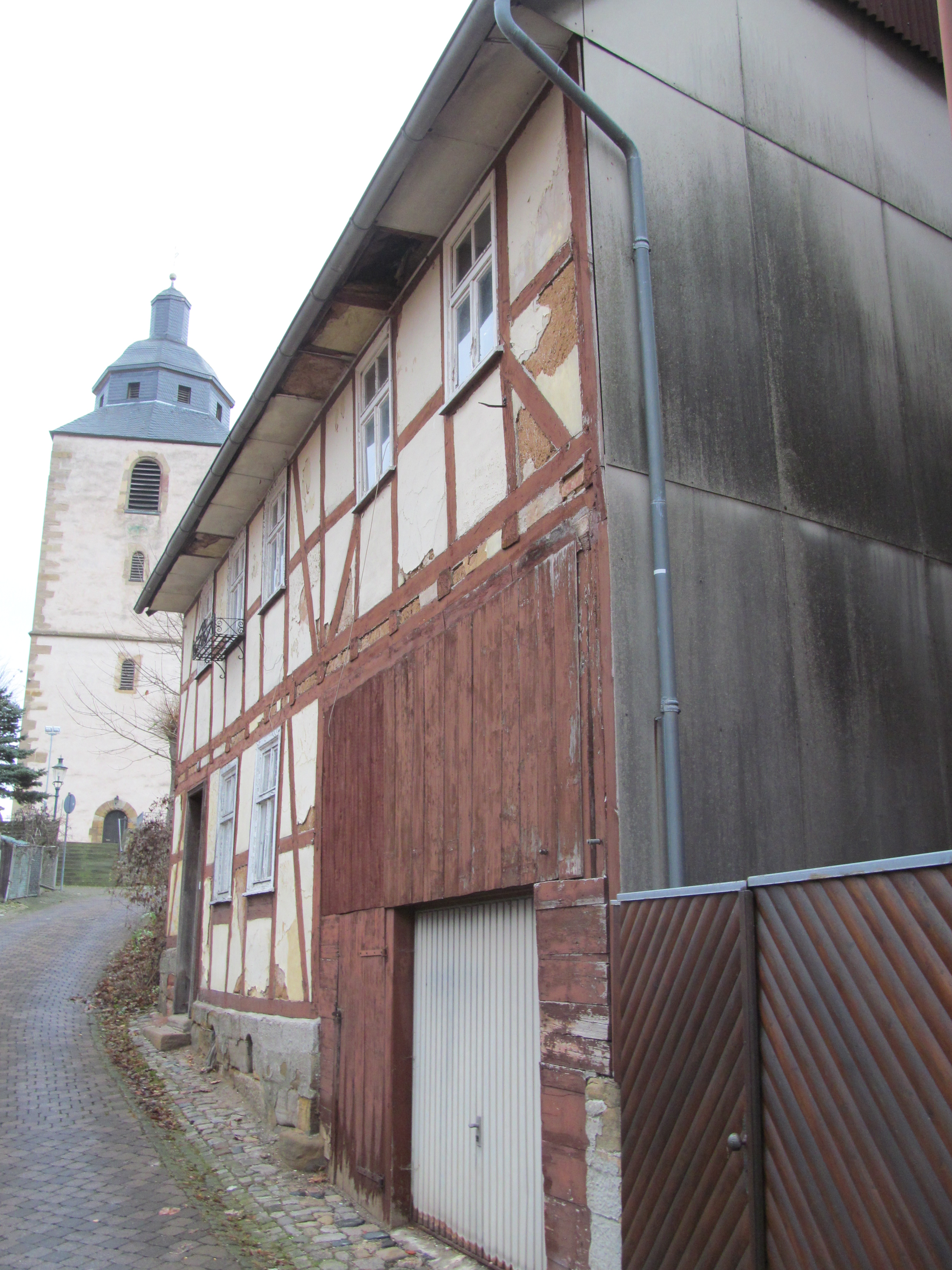
Bäckergasse 29
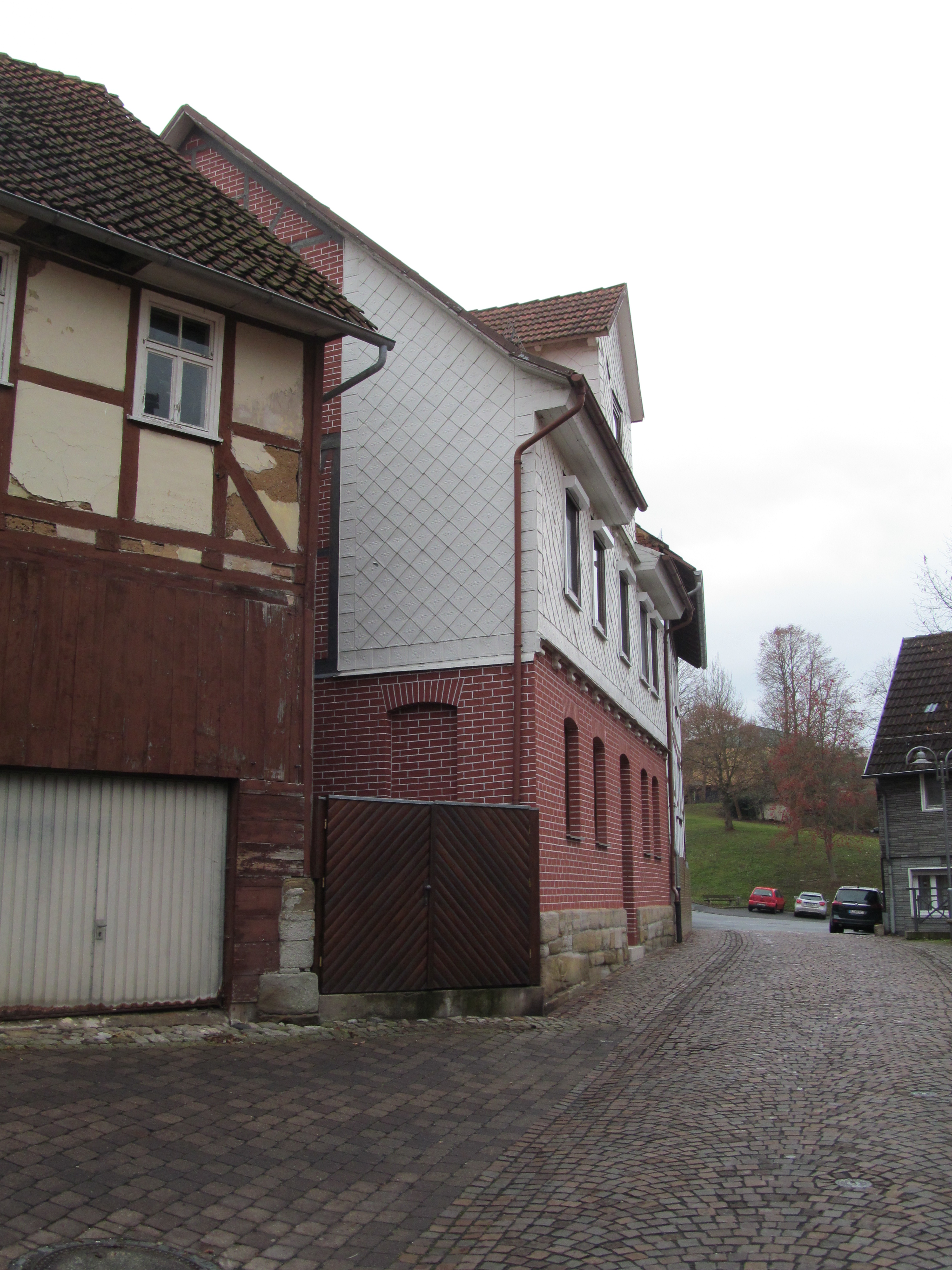
Bäckergasse 31
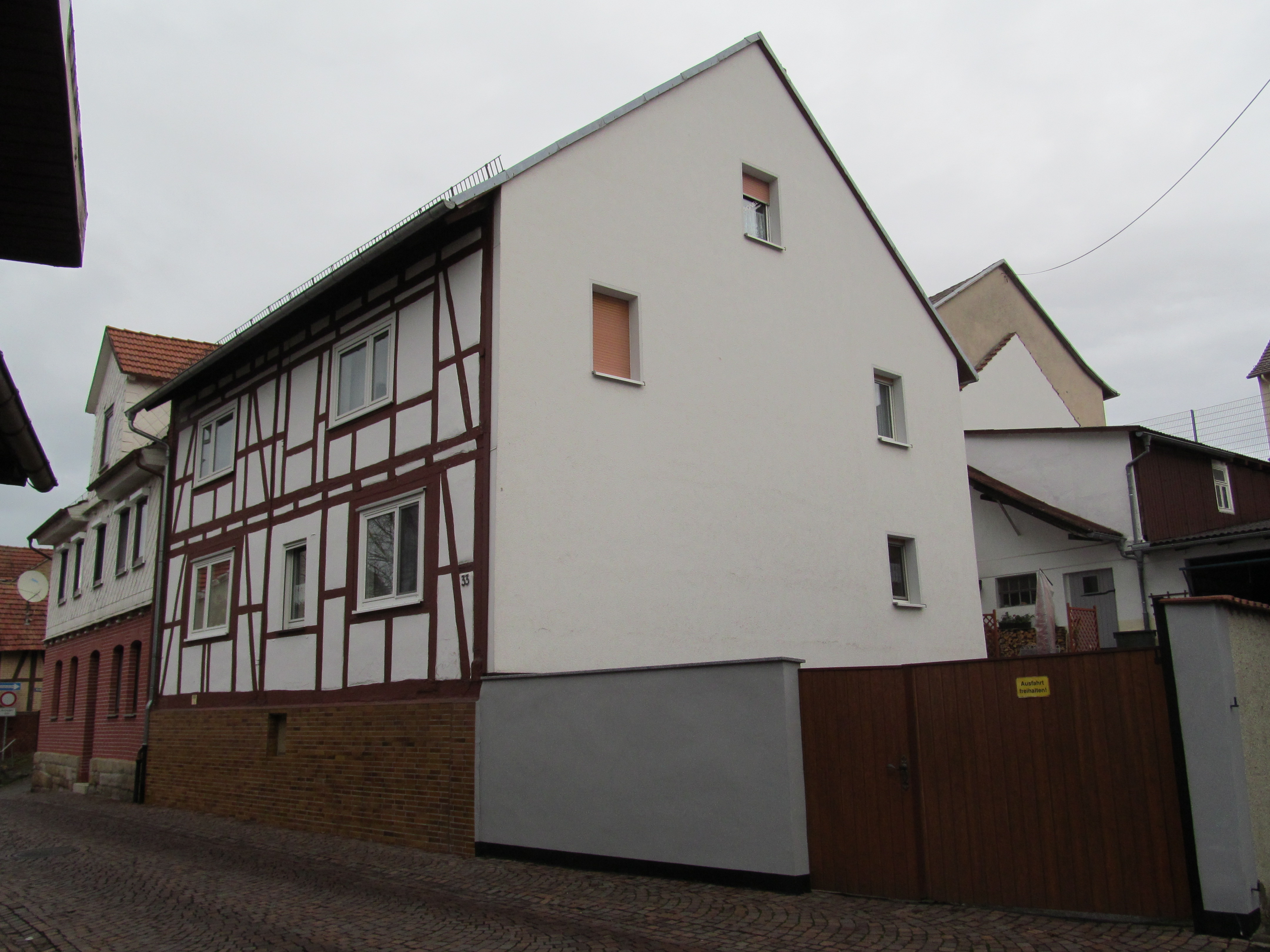
Bäckergasse 33
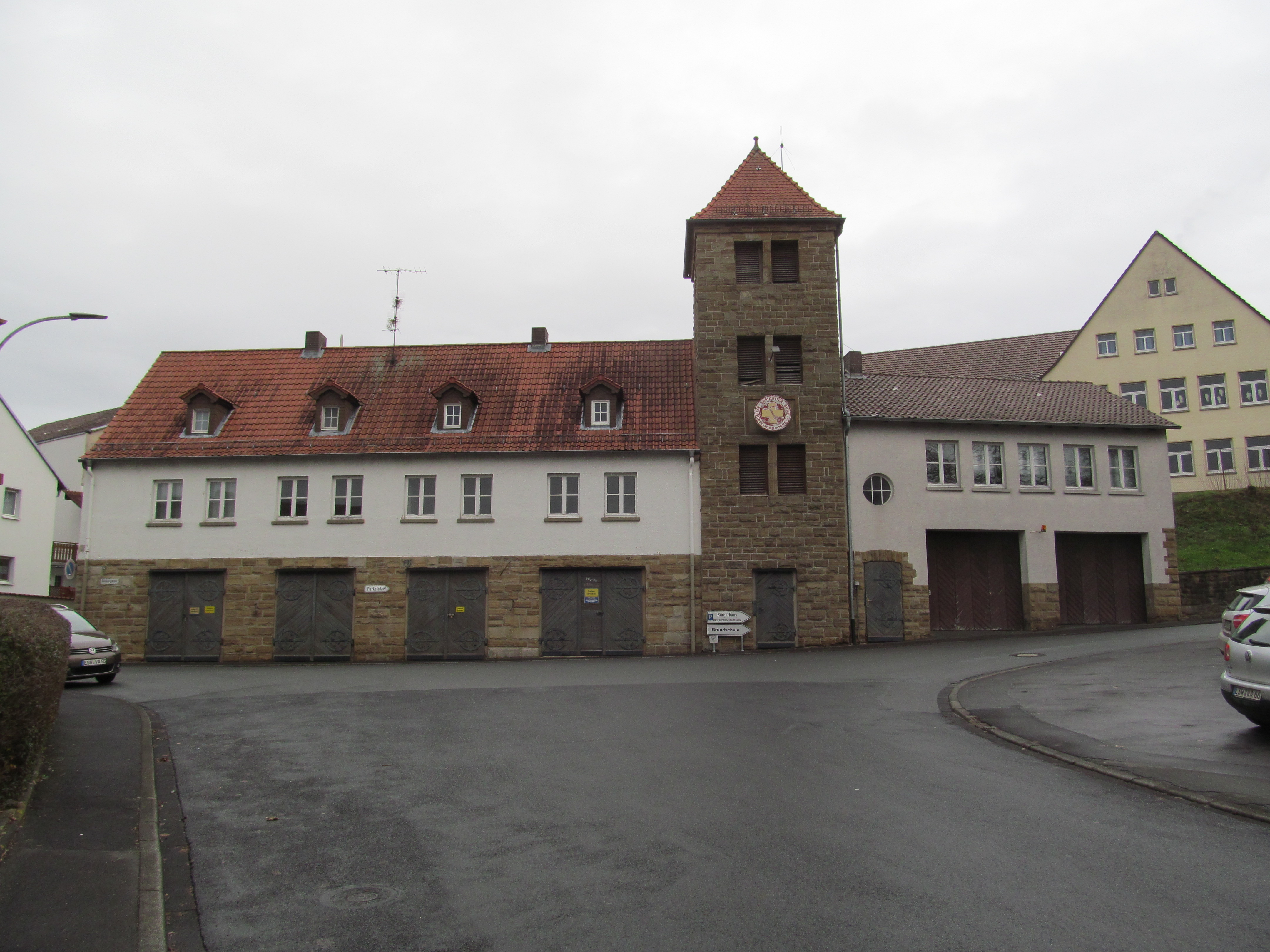
Bäckergasse 35
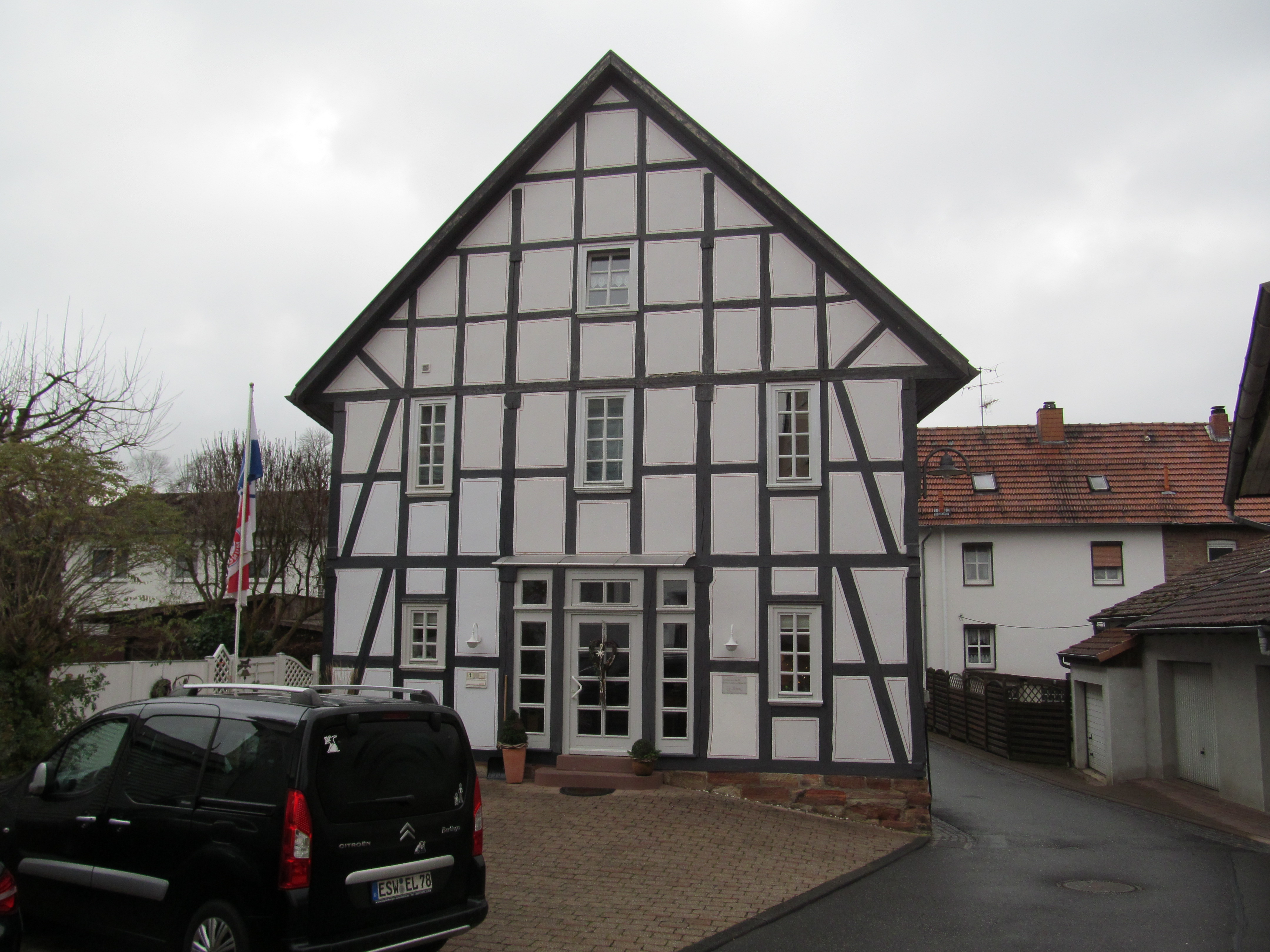
Friedrich-von-Baumbach-Straße 1
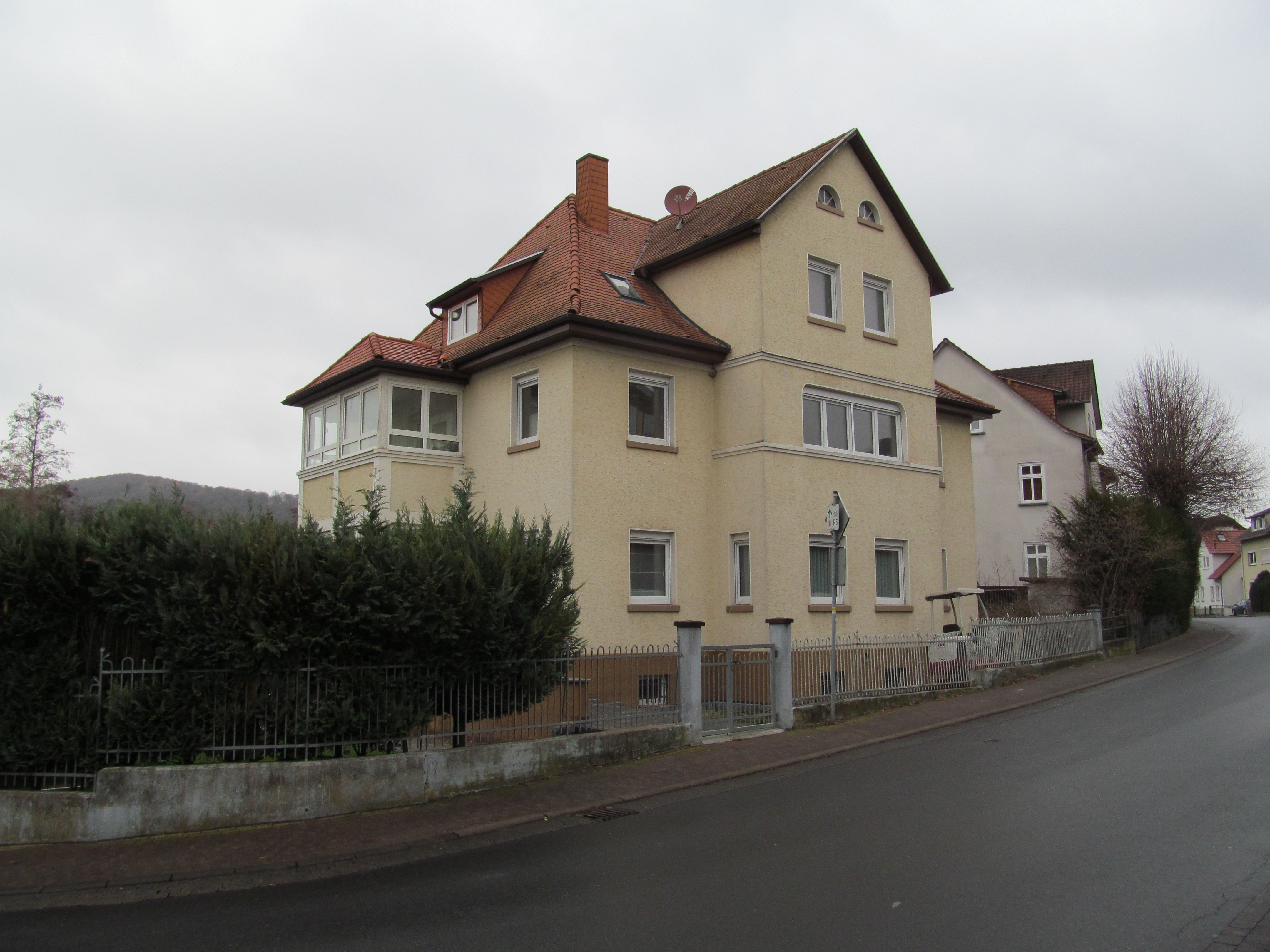
Göttinger Straße 1
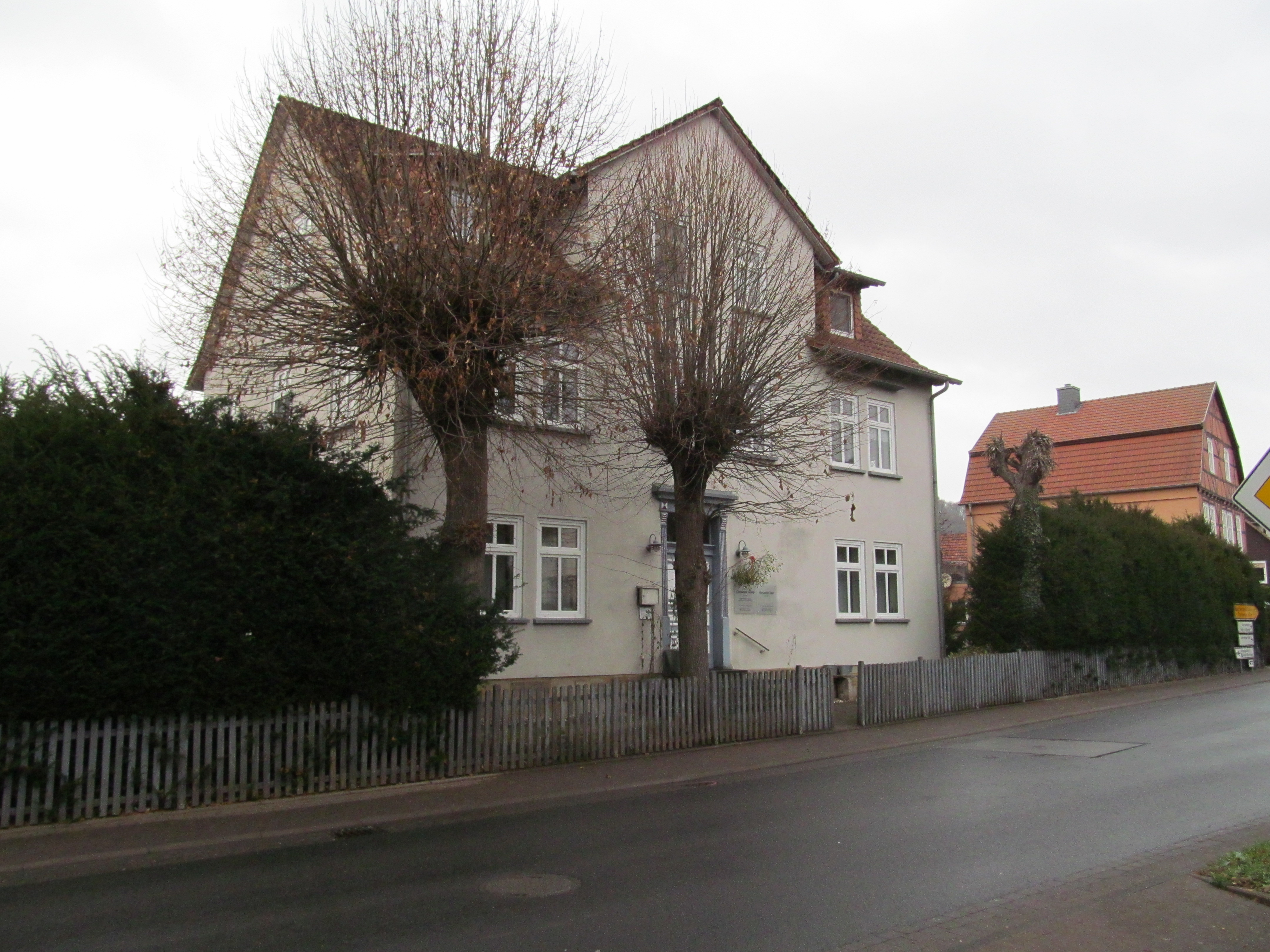
Göttinger Straße 3
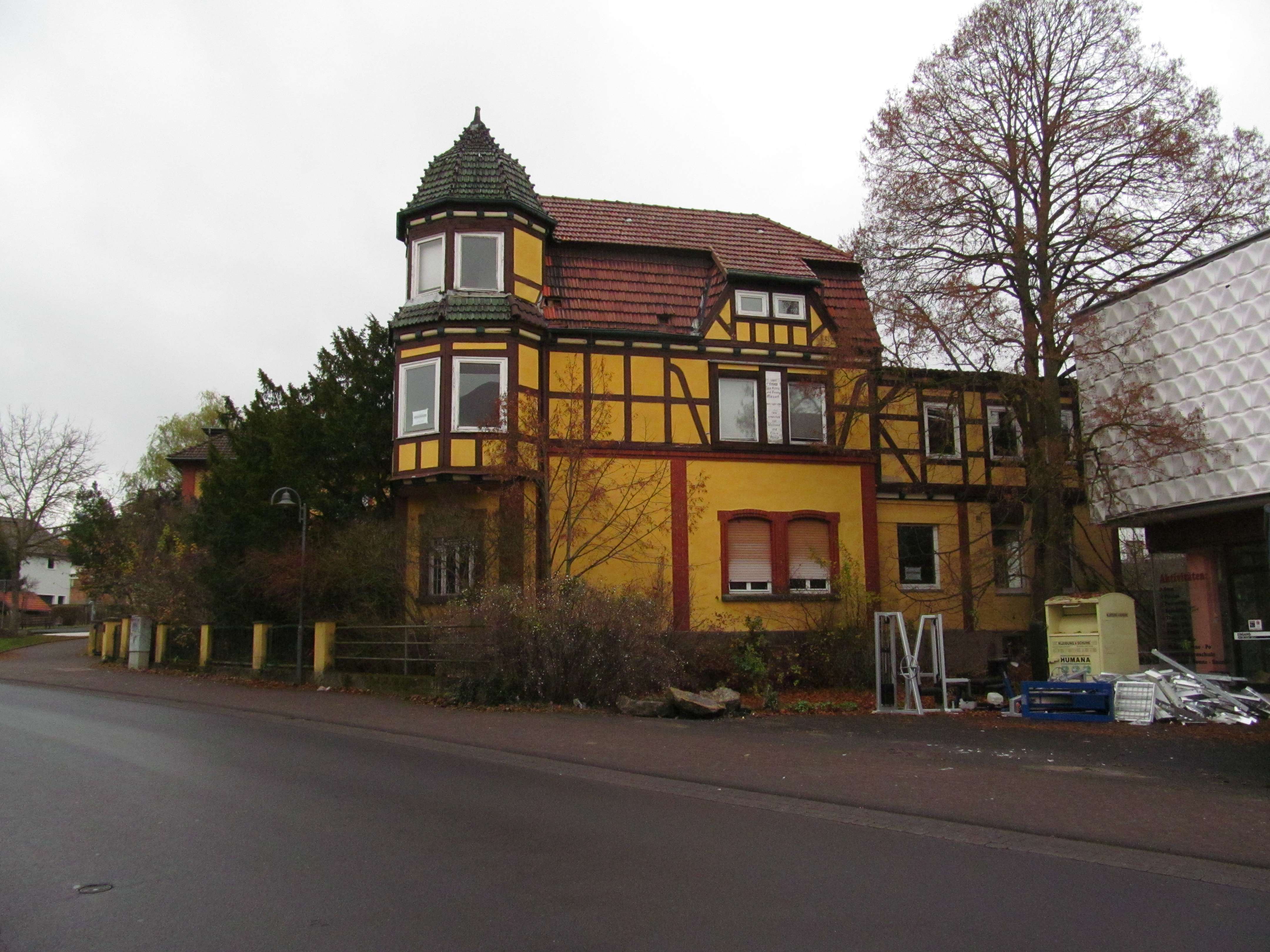
Göttinger Straße 4
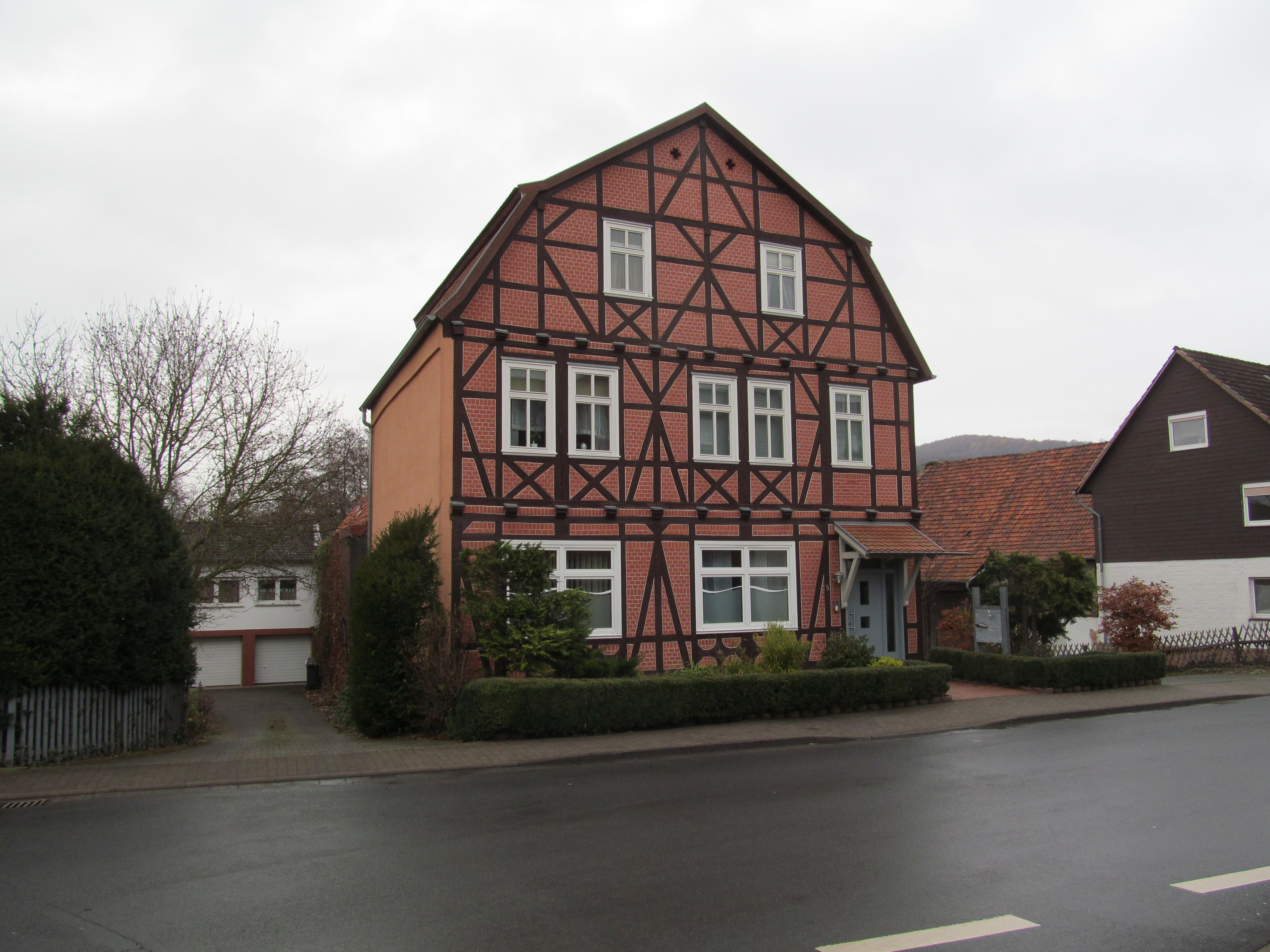
Göttinger Straße 5
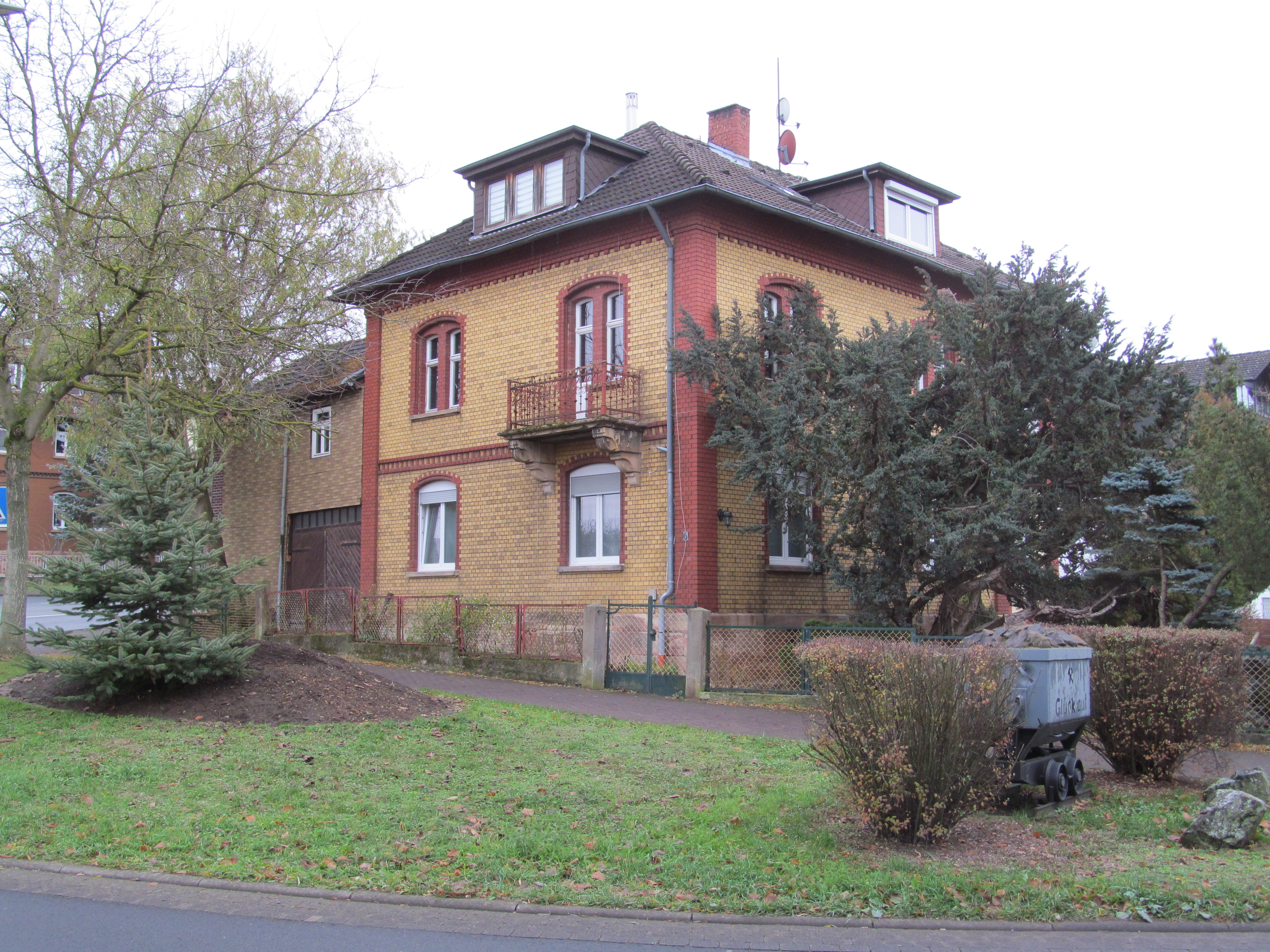
Göttinger Straße 6
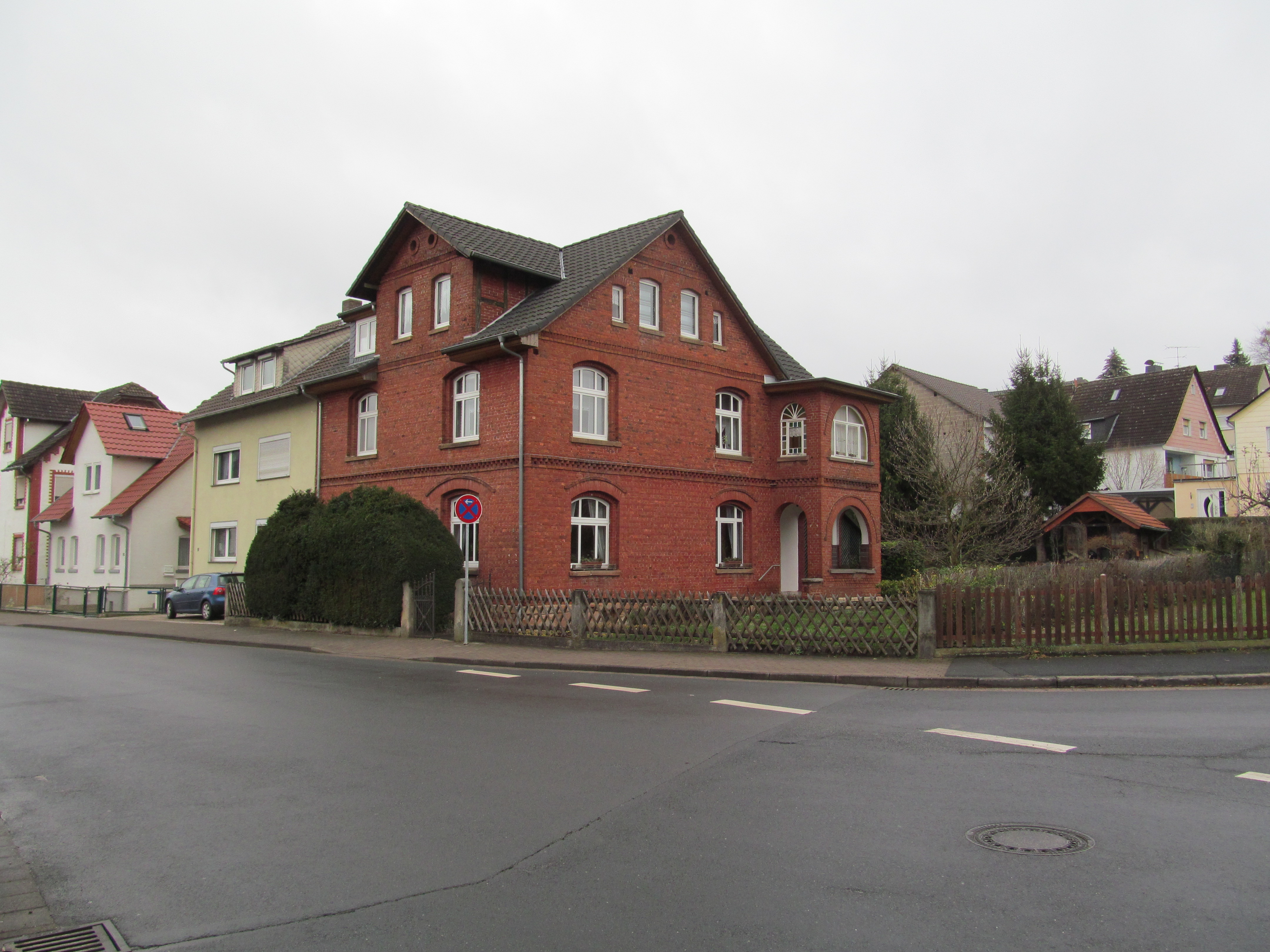
Göttinger Straße 8
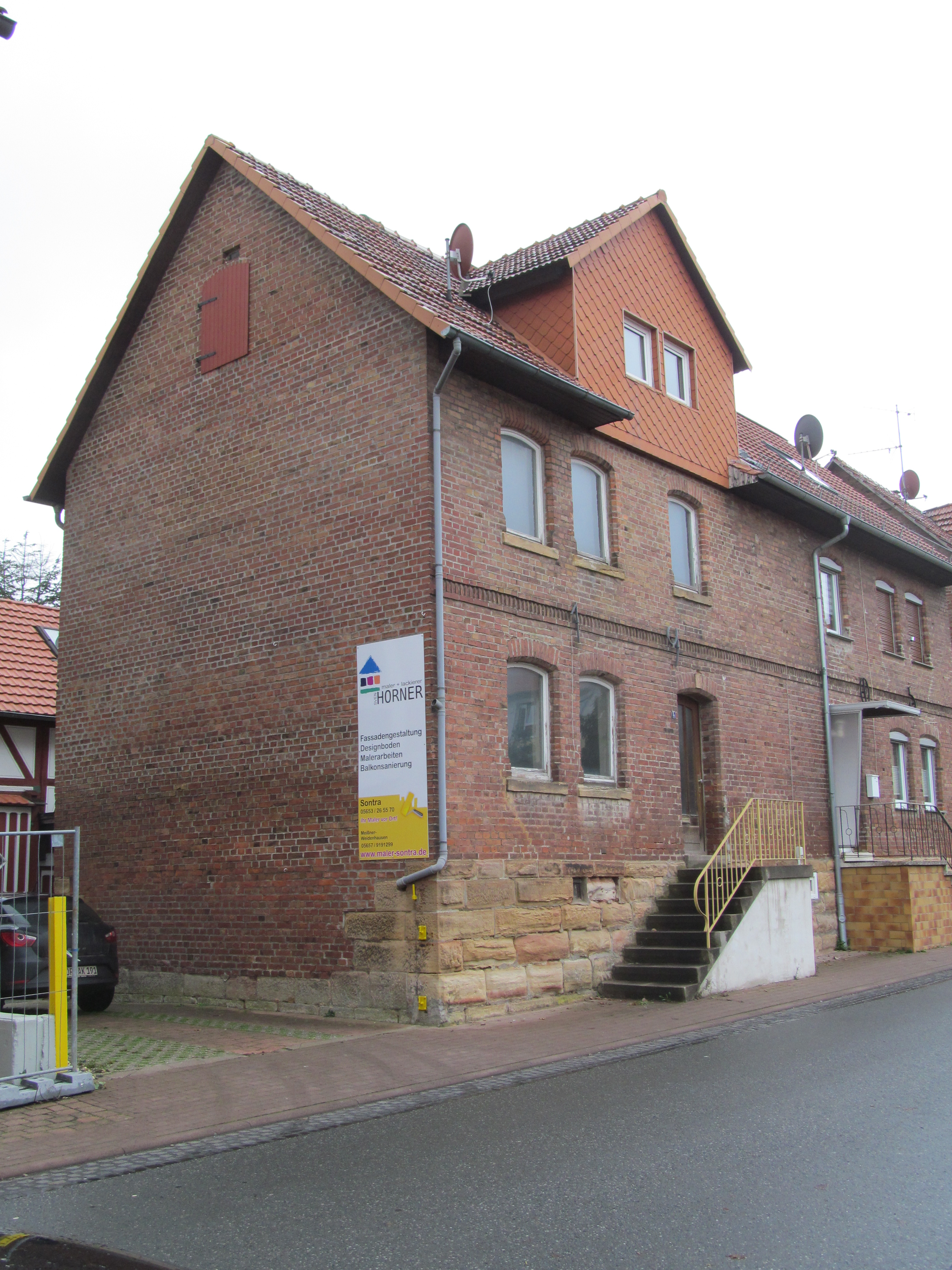
Hinter der Wachtmauer 4
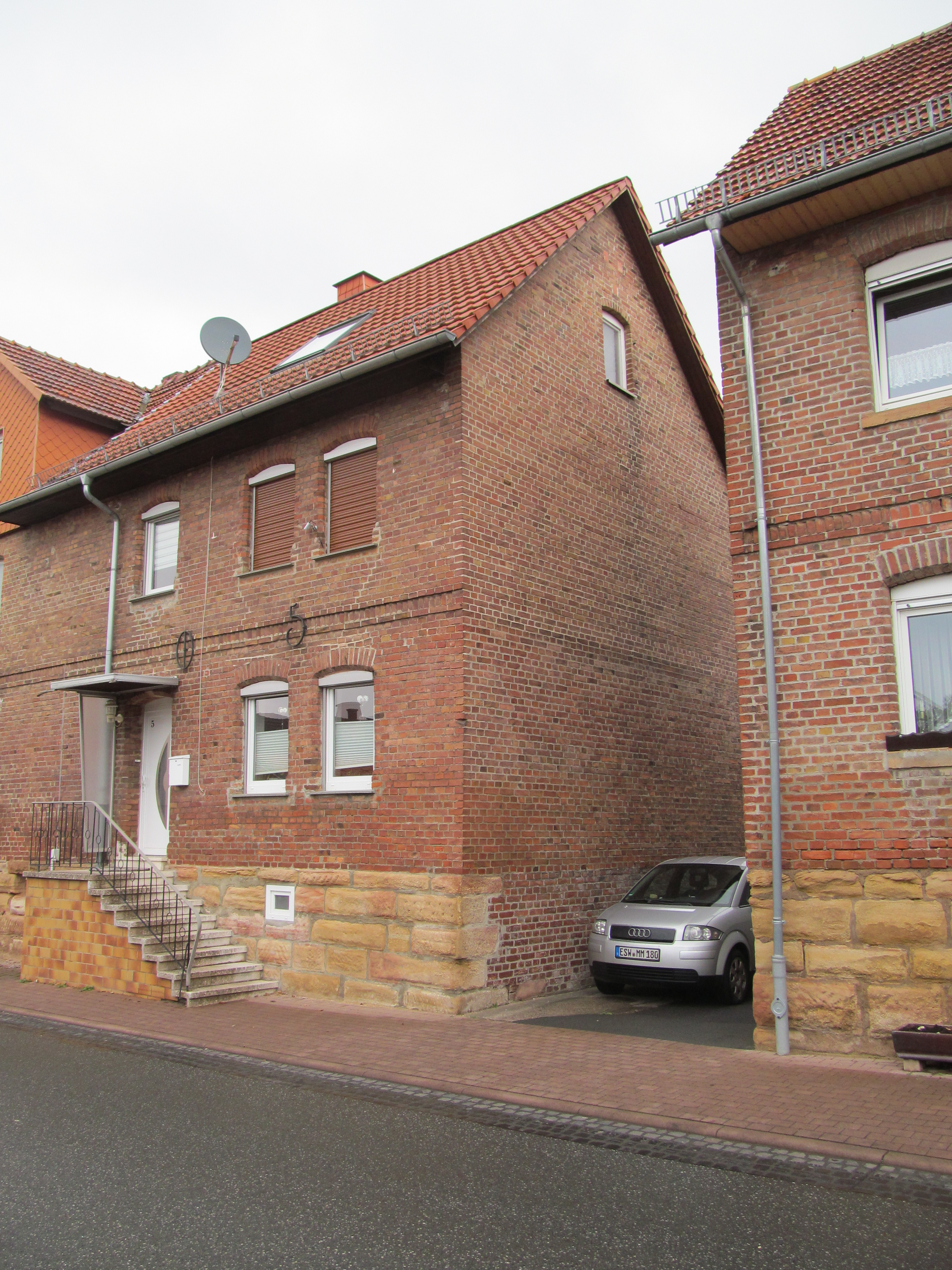
Hinter der Wachtmauer 5
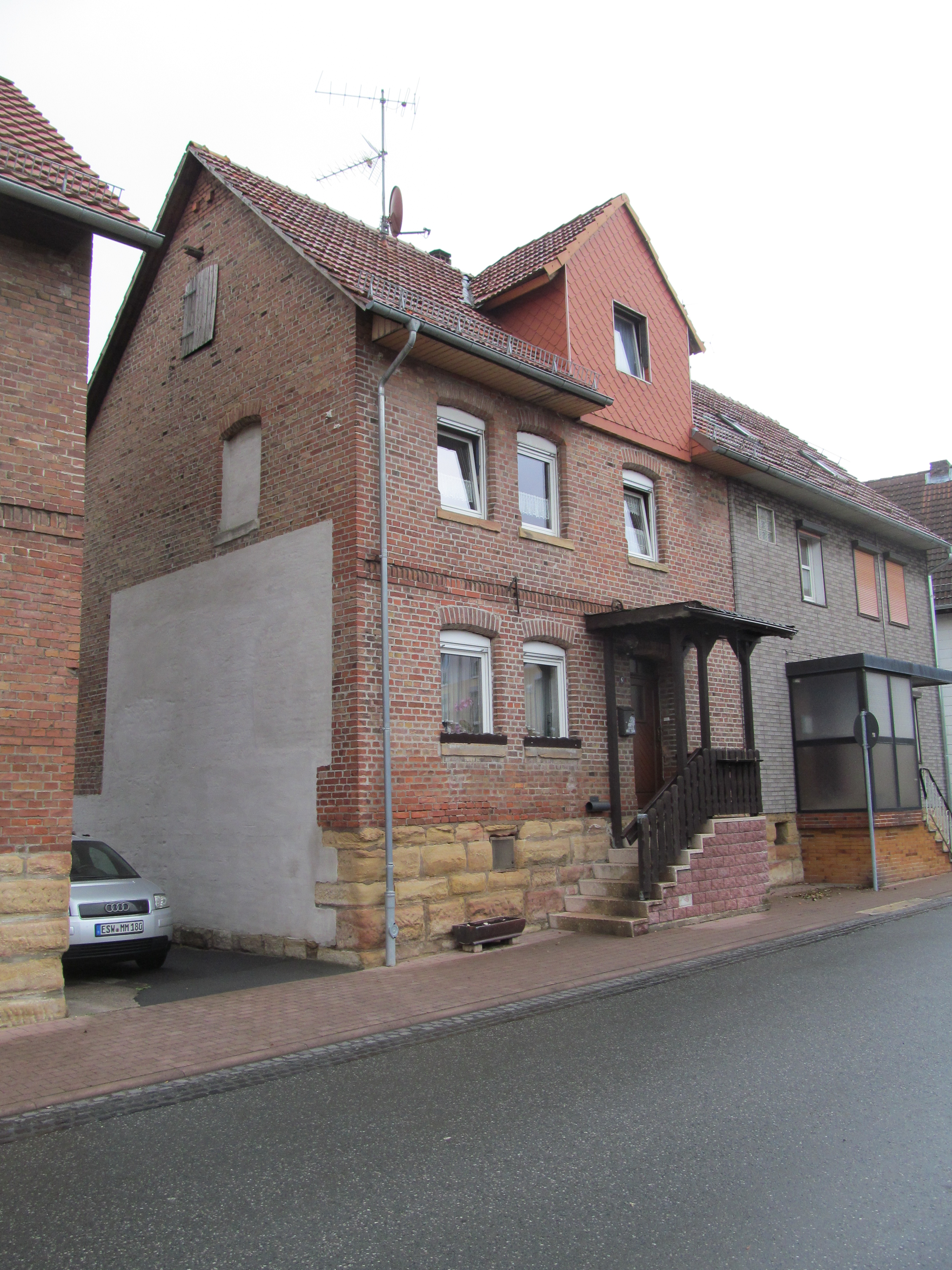
Hinter der Wachtmauer 6
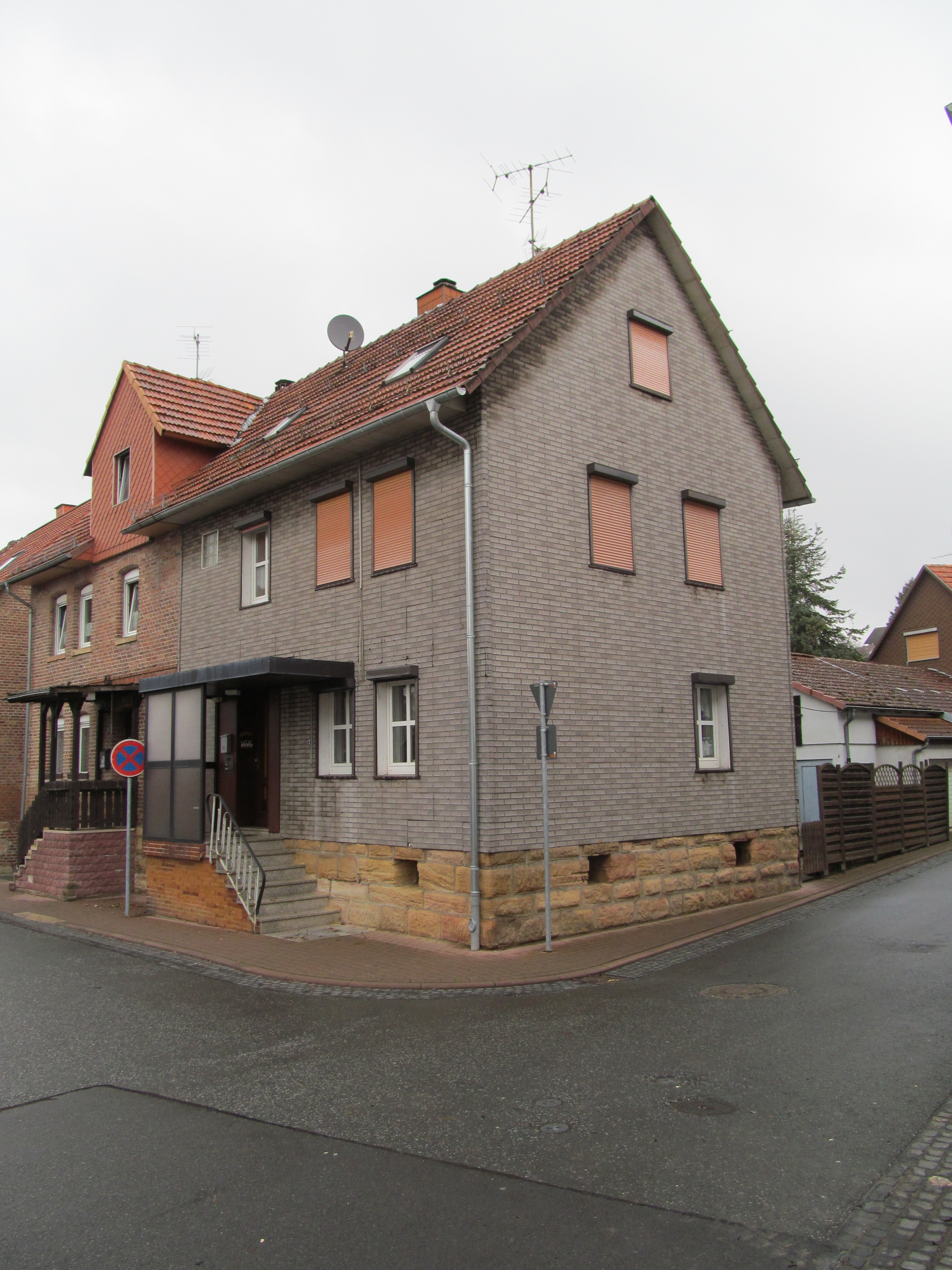
Hinter der Wachtmauer 7
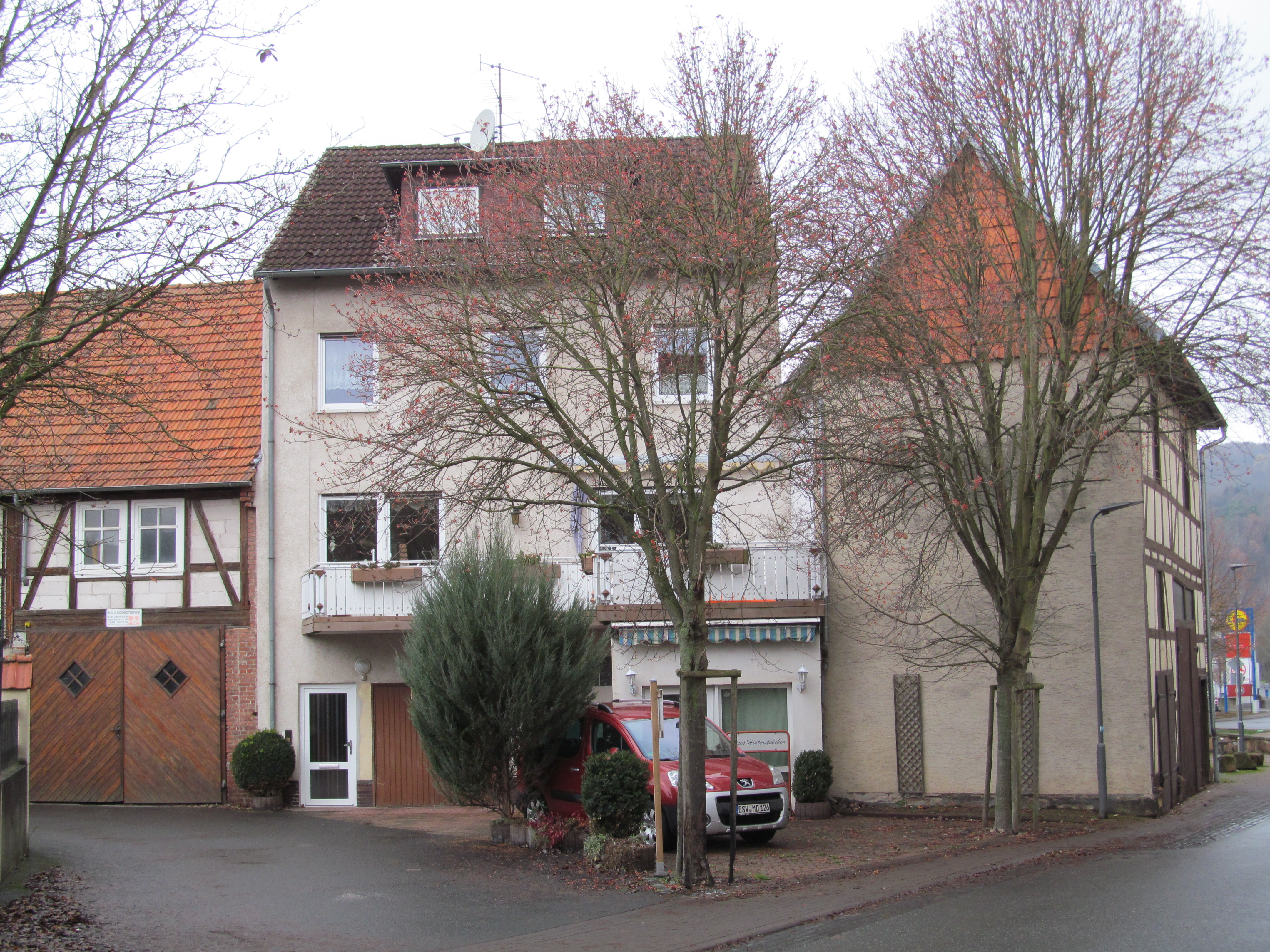
Hinter der Wachtmauer 8
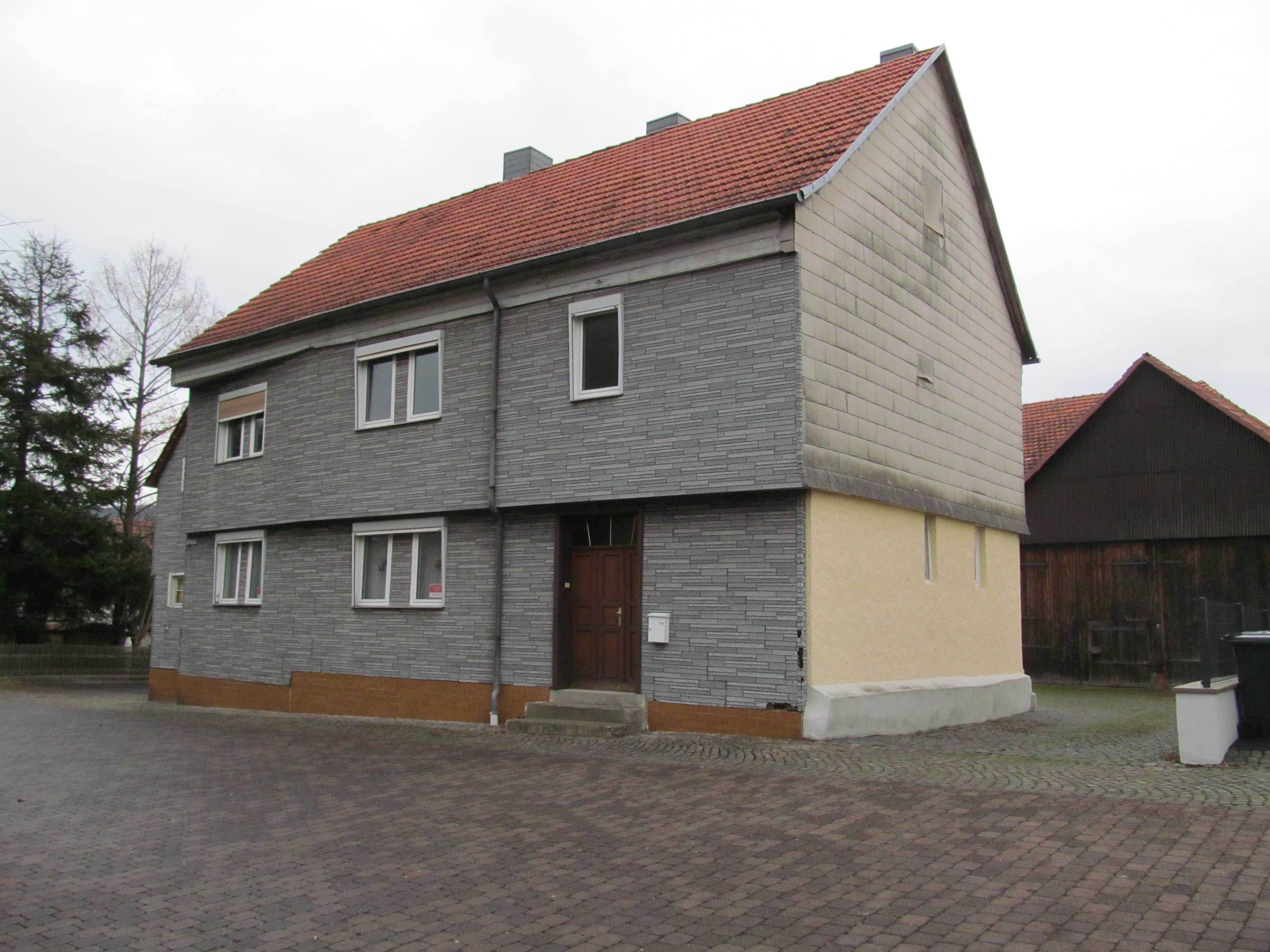
Kirchplatz 1
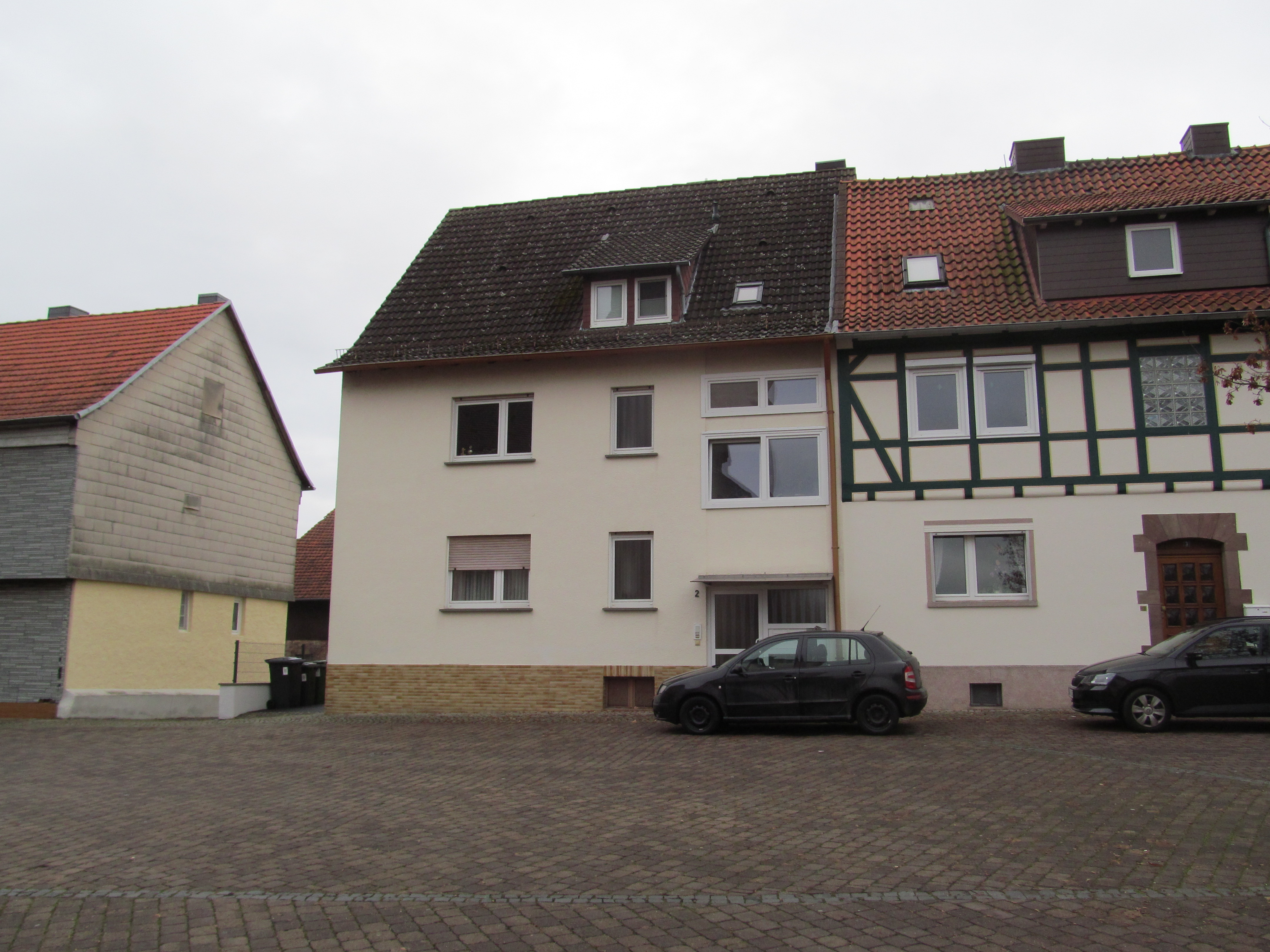
Kirchplatz 2
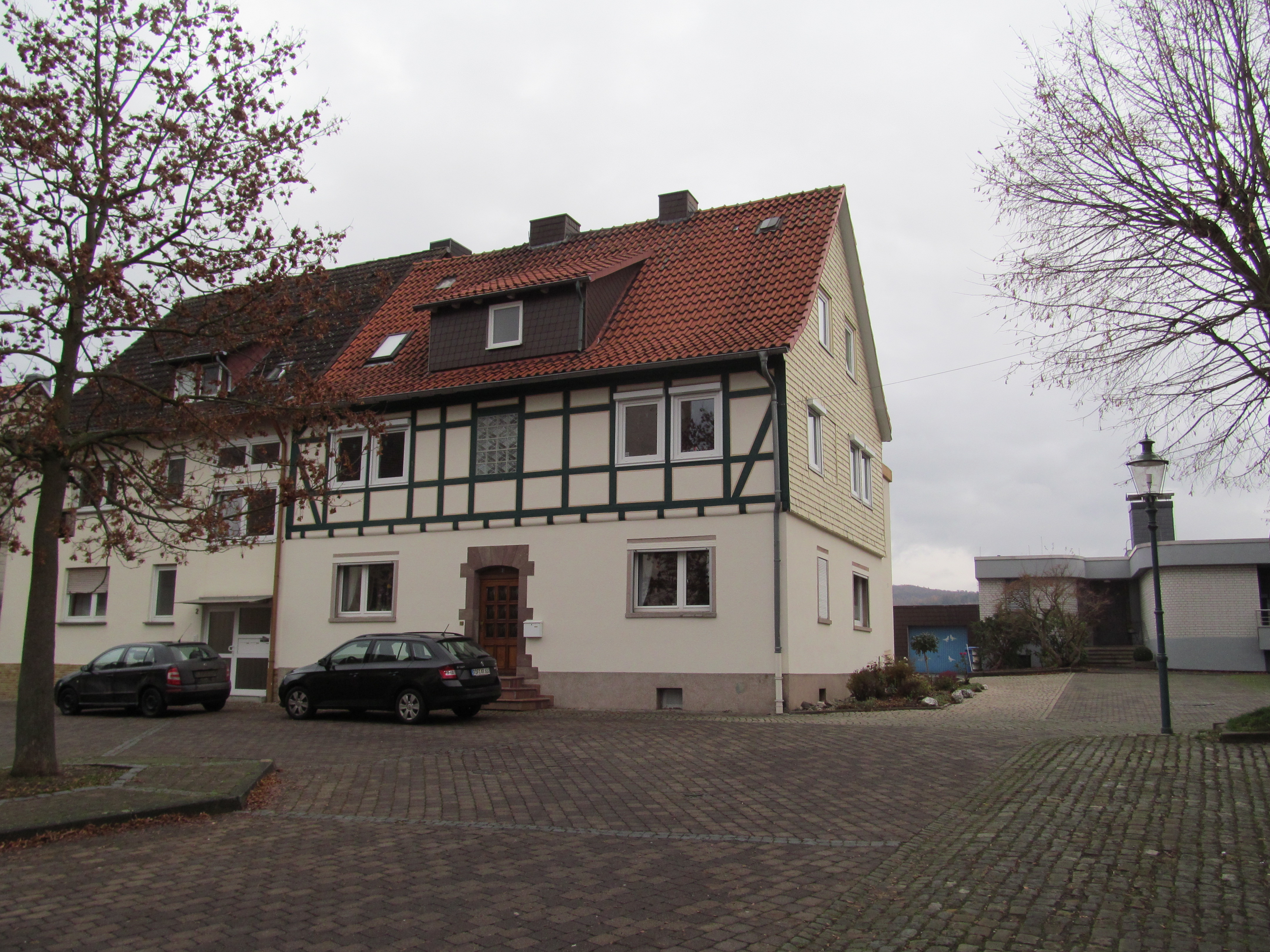
Kirchplatz 3
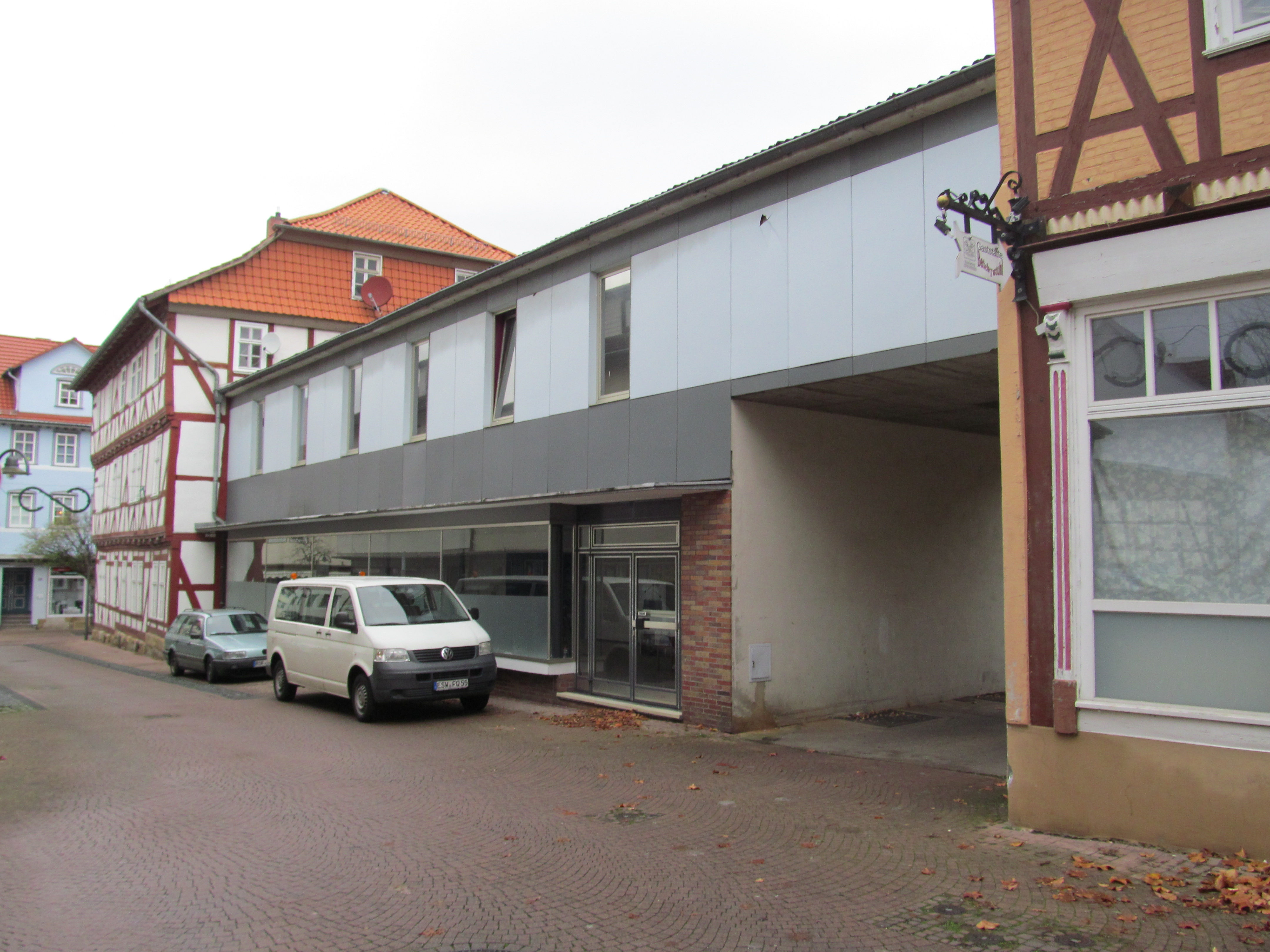
Lindenauer Straße 1
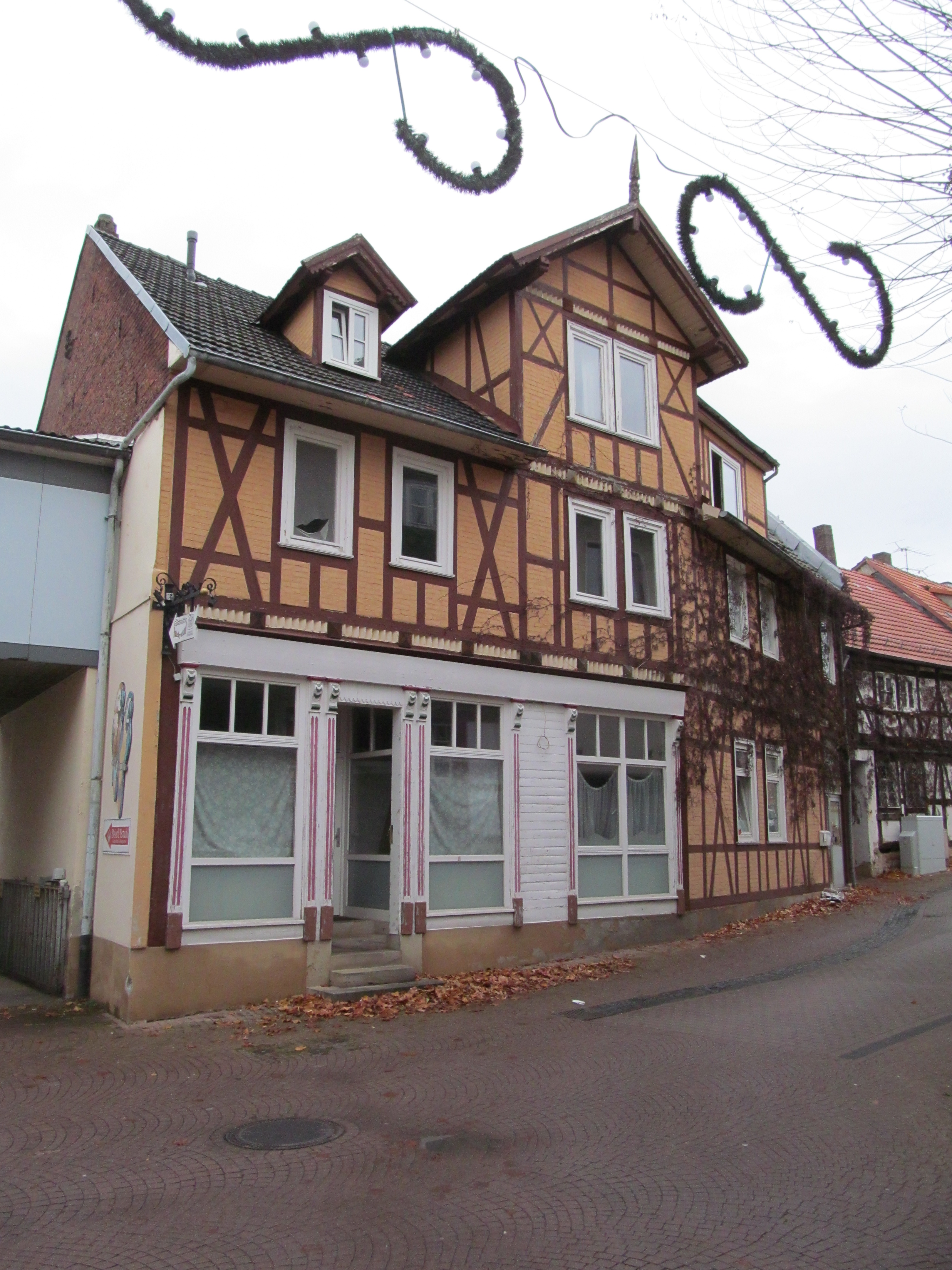
Lindenauer Straße 3
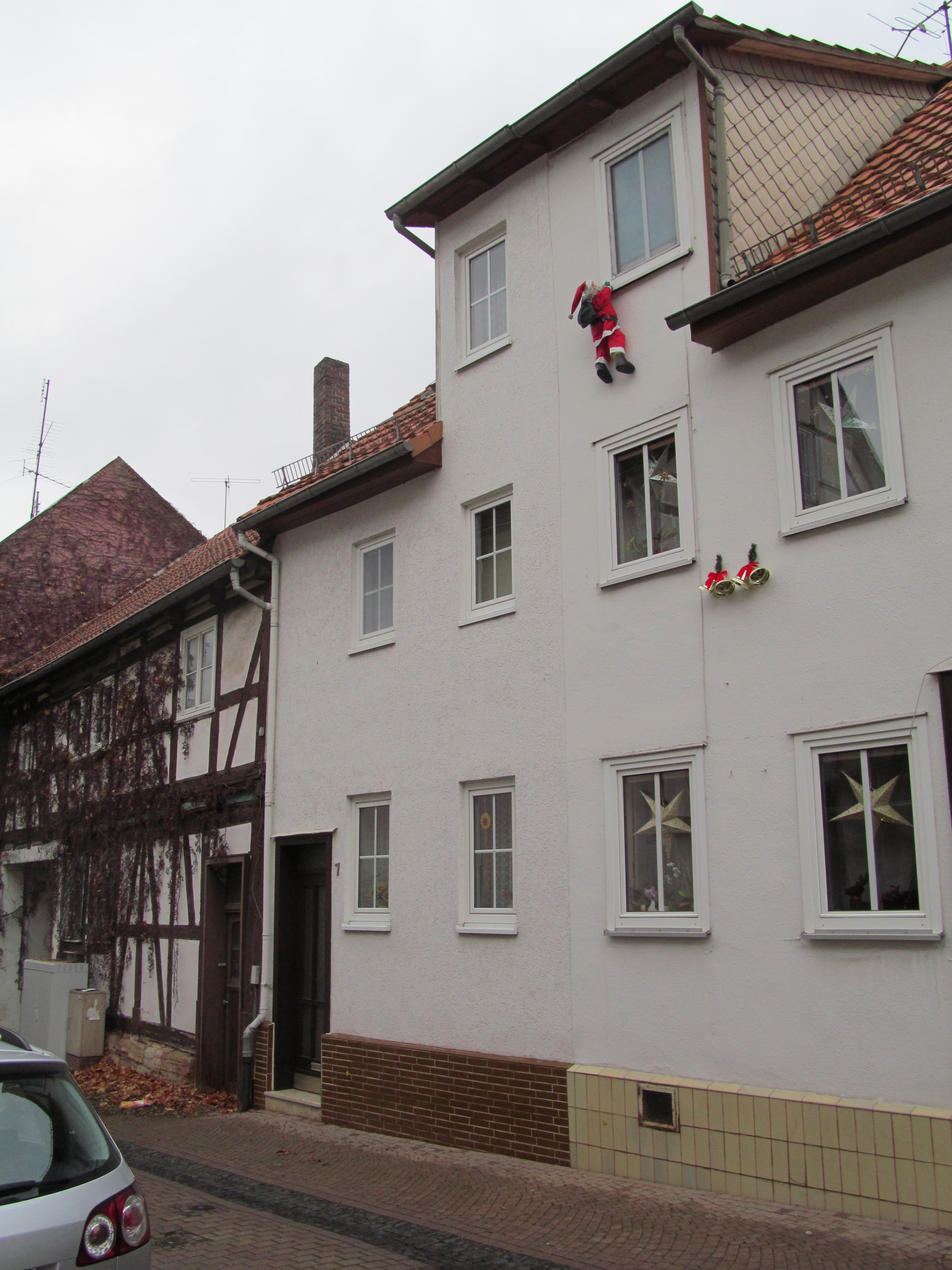
Lindenauer Straße 7
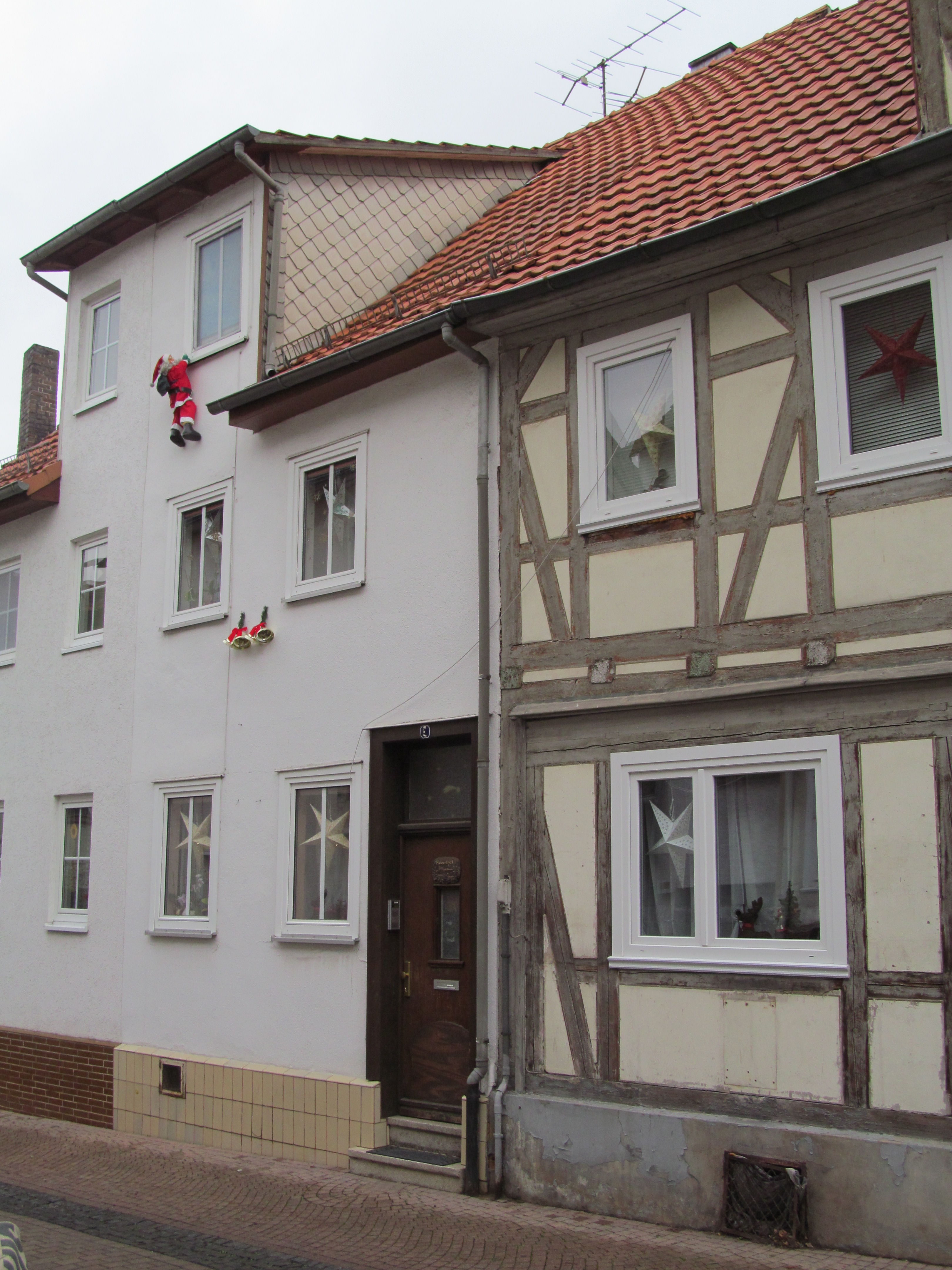
Lindenauer Straße 9
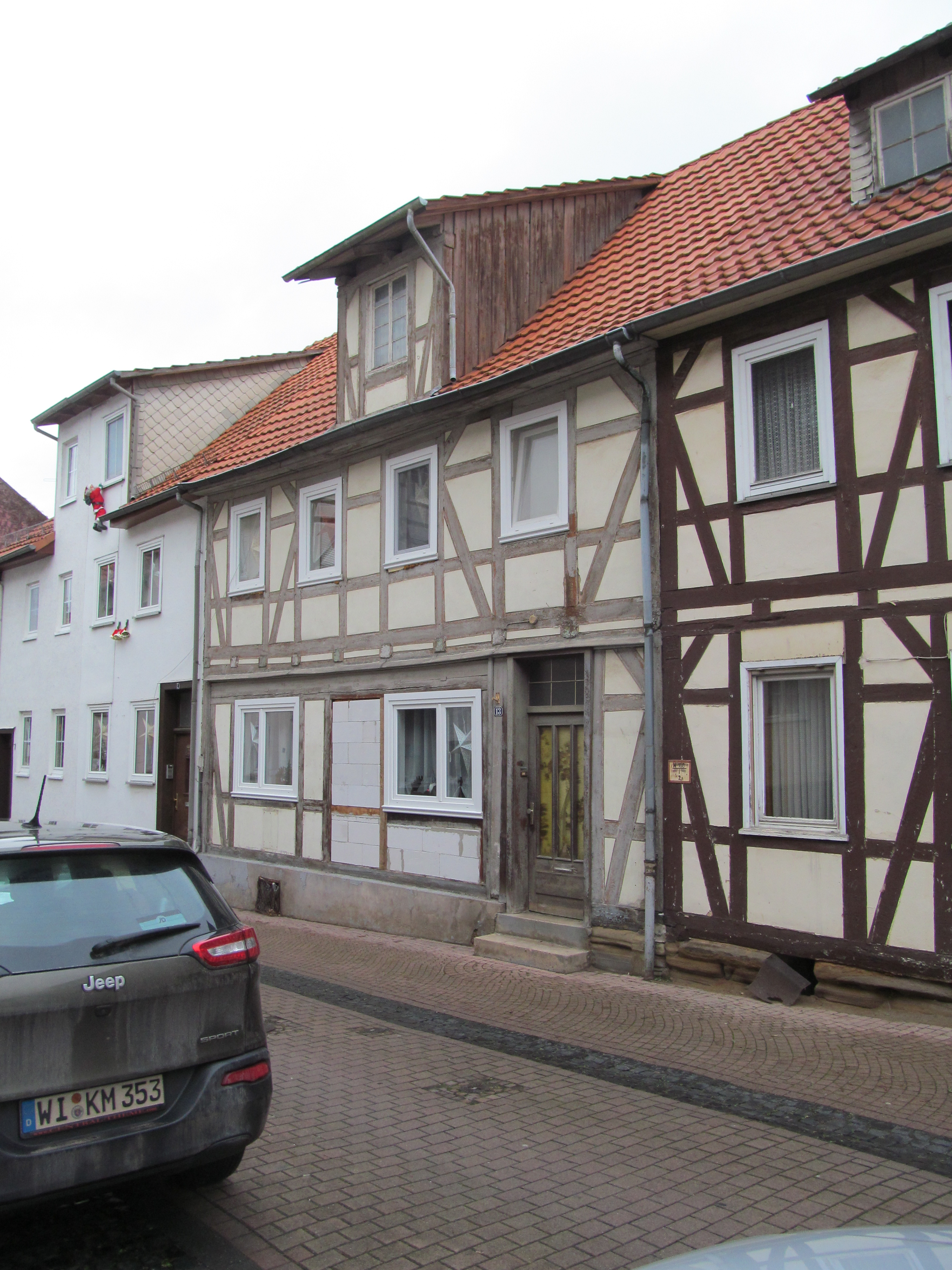
Lindenauer Straße 13
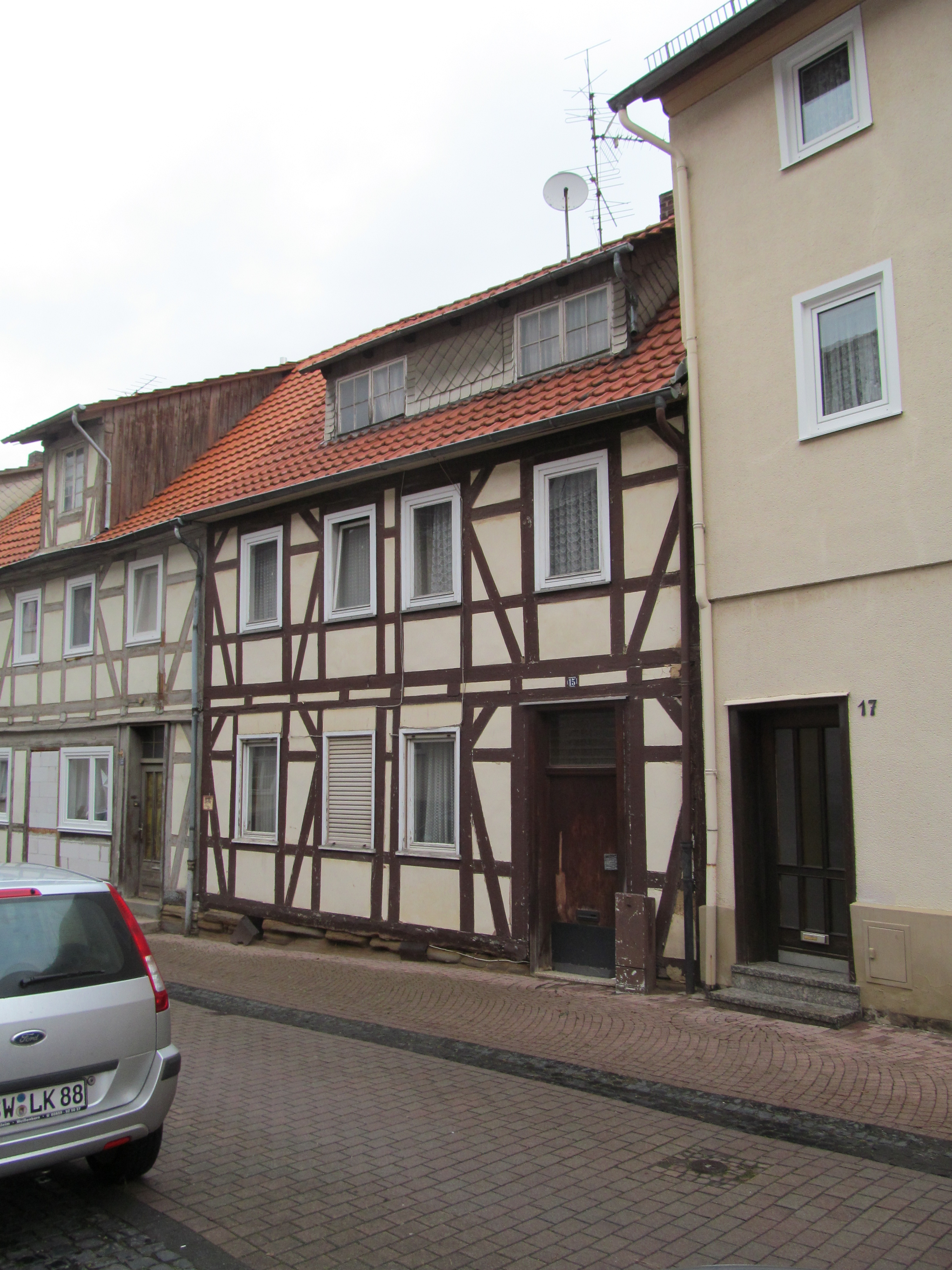
Lindenauer Straße 15
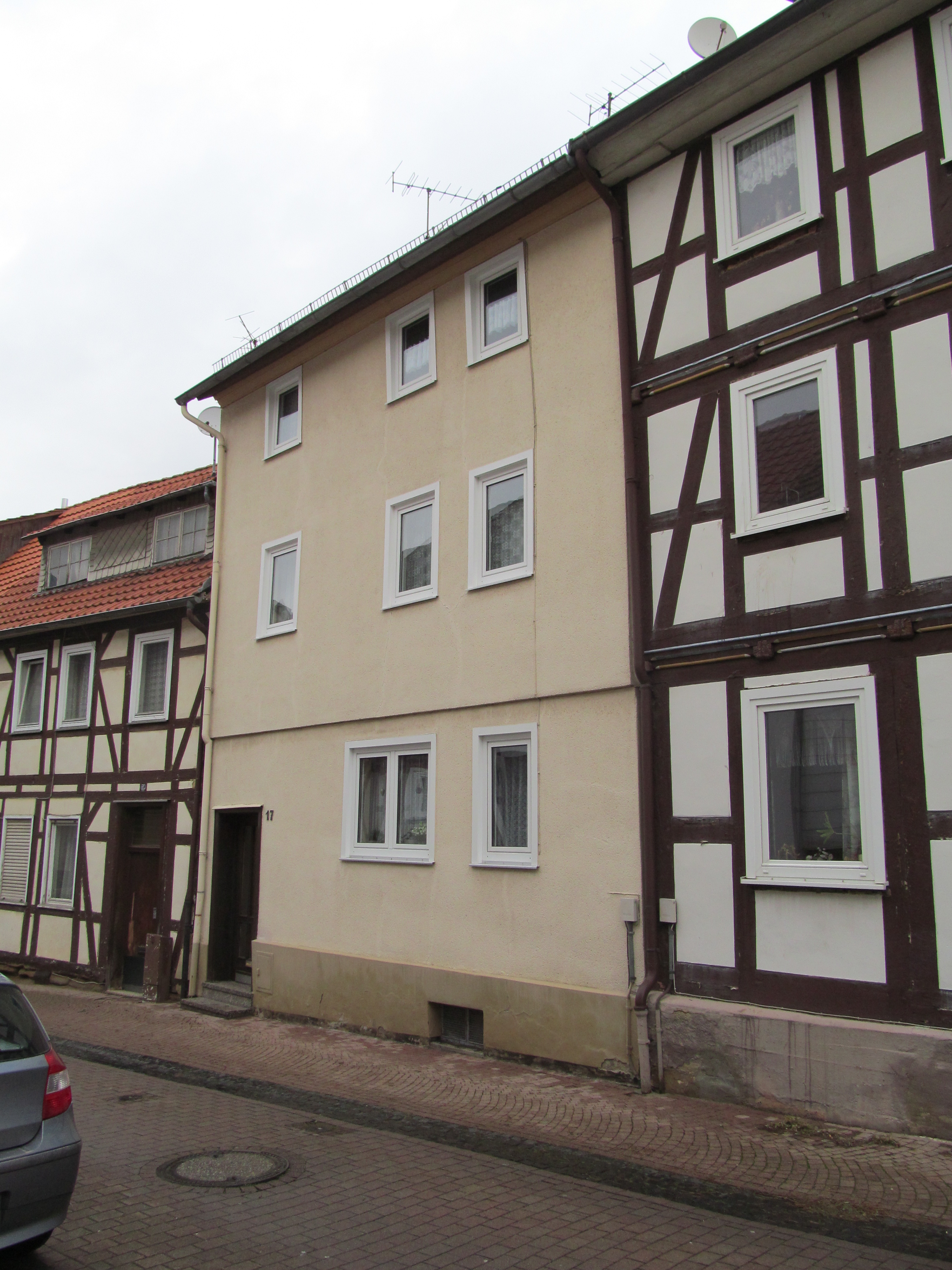
Lindenauer Straße 17
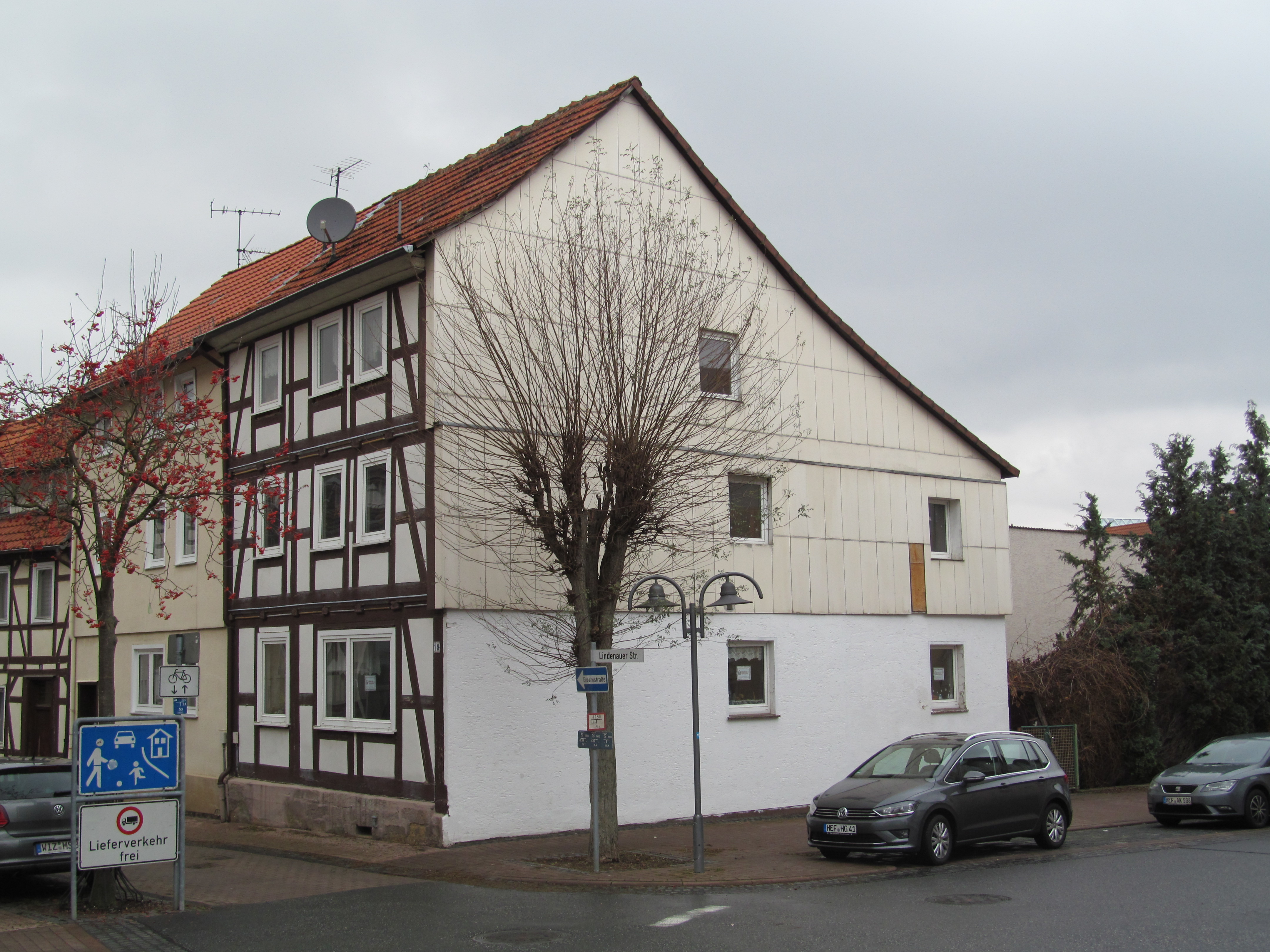
Lindenauer Straße 19
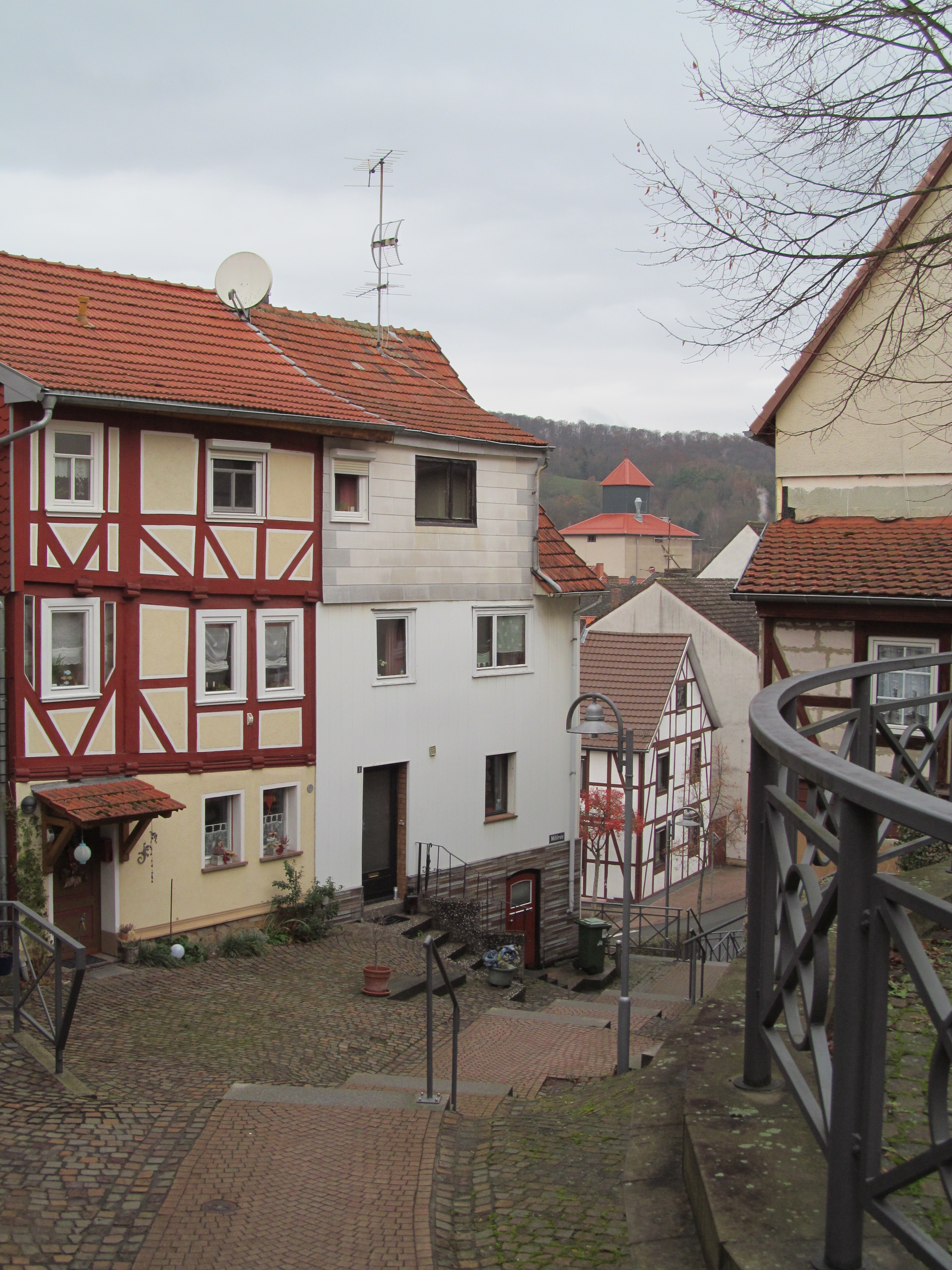
Mühlrain 1
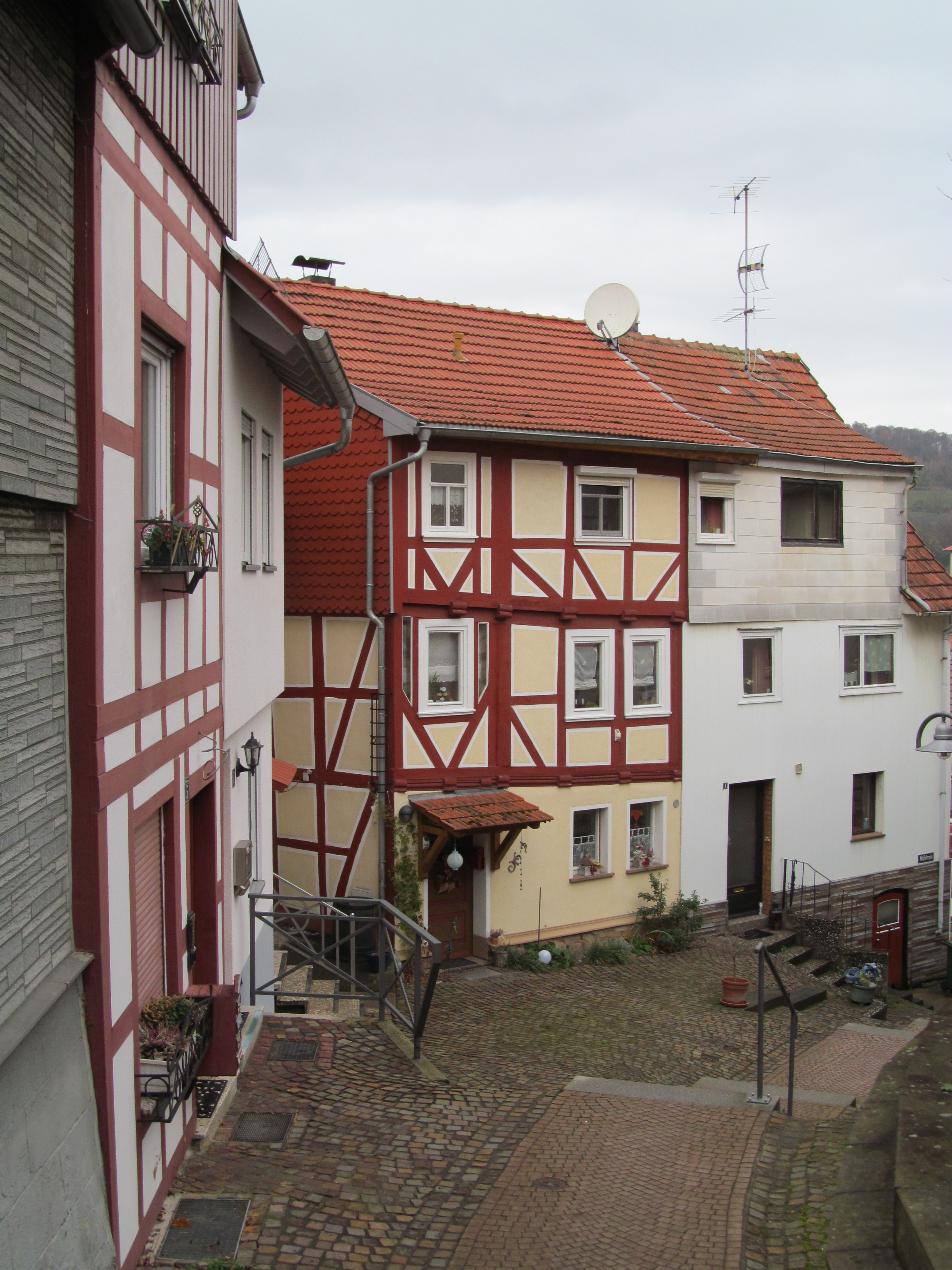
Mühlrain 2
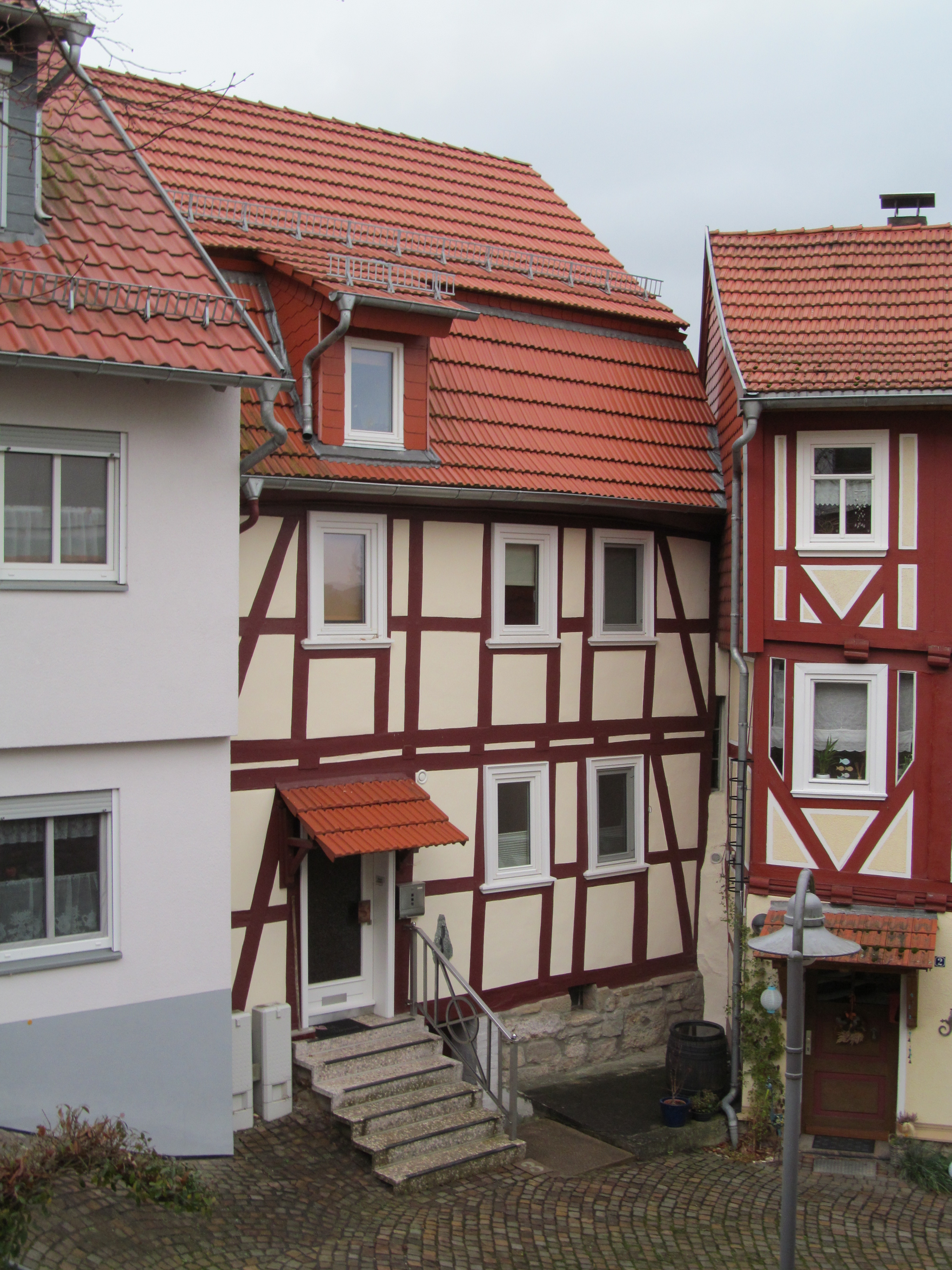
Mühlrain 3
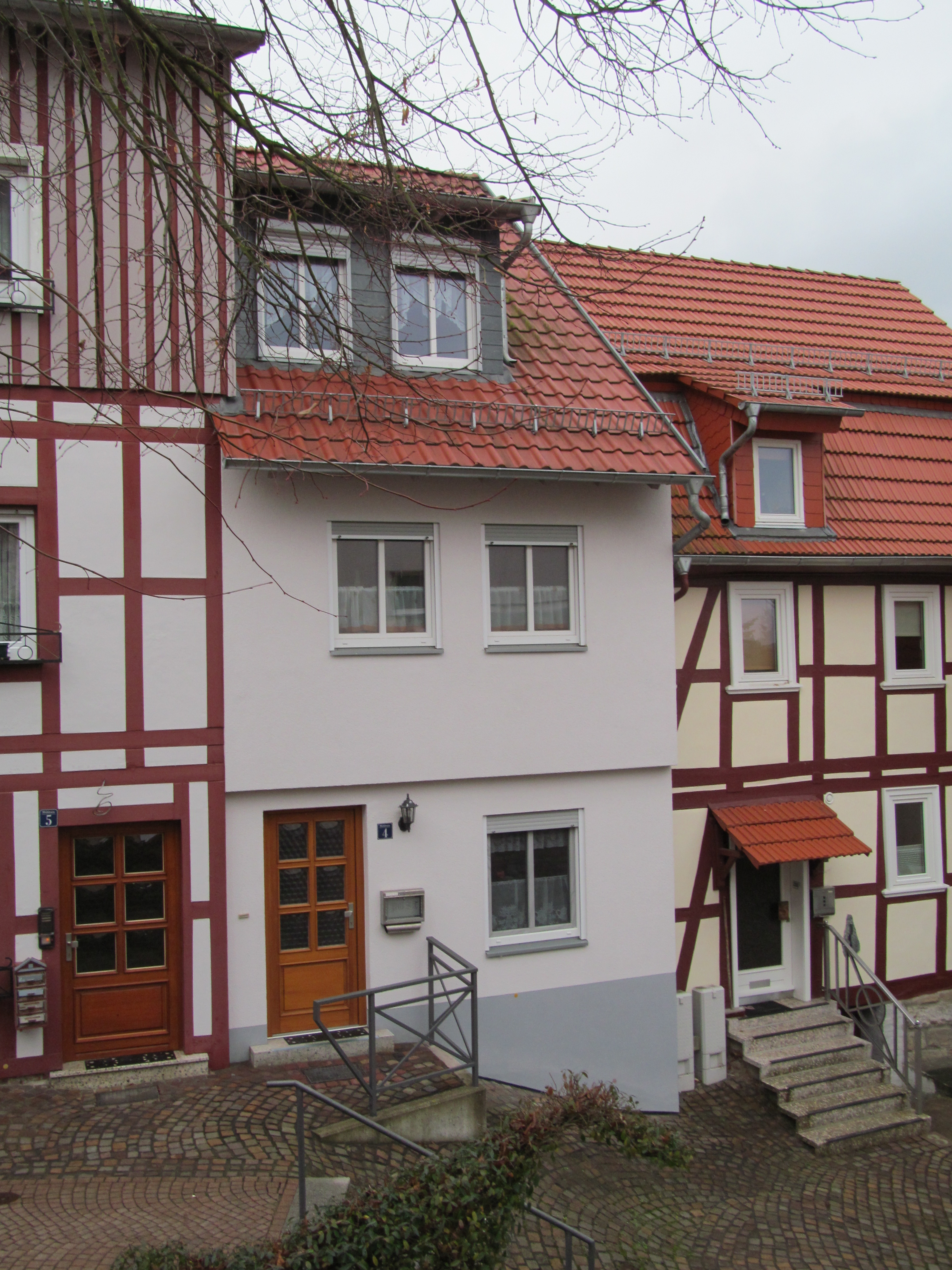
Mühlrain 4
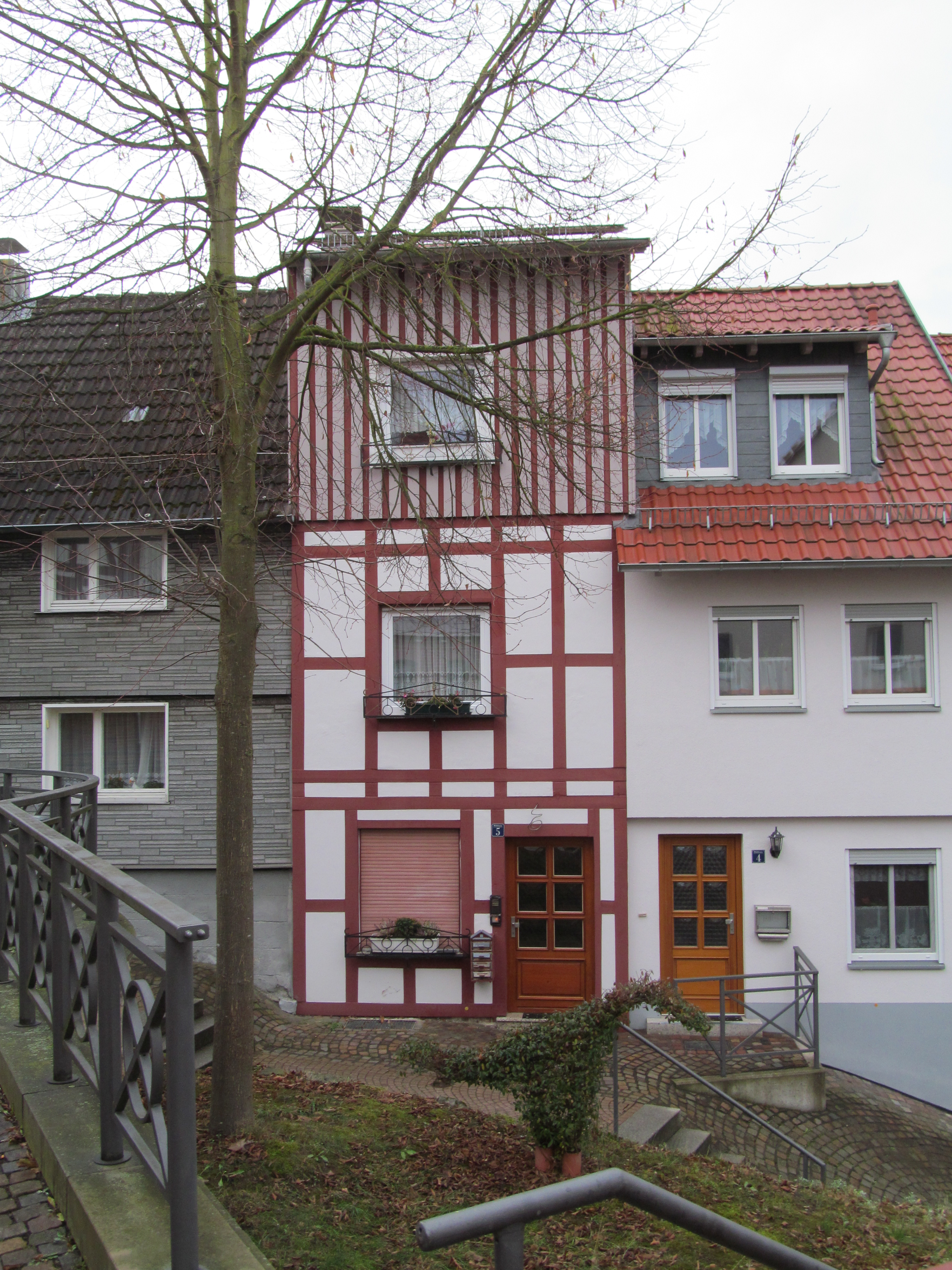
Mühlrain 5
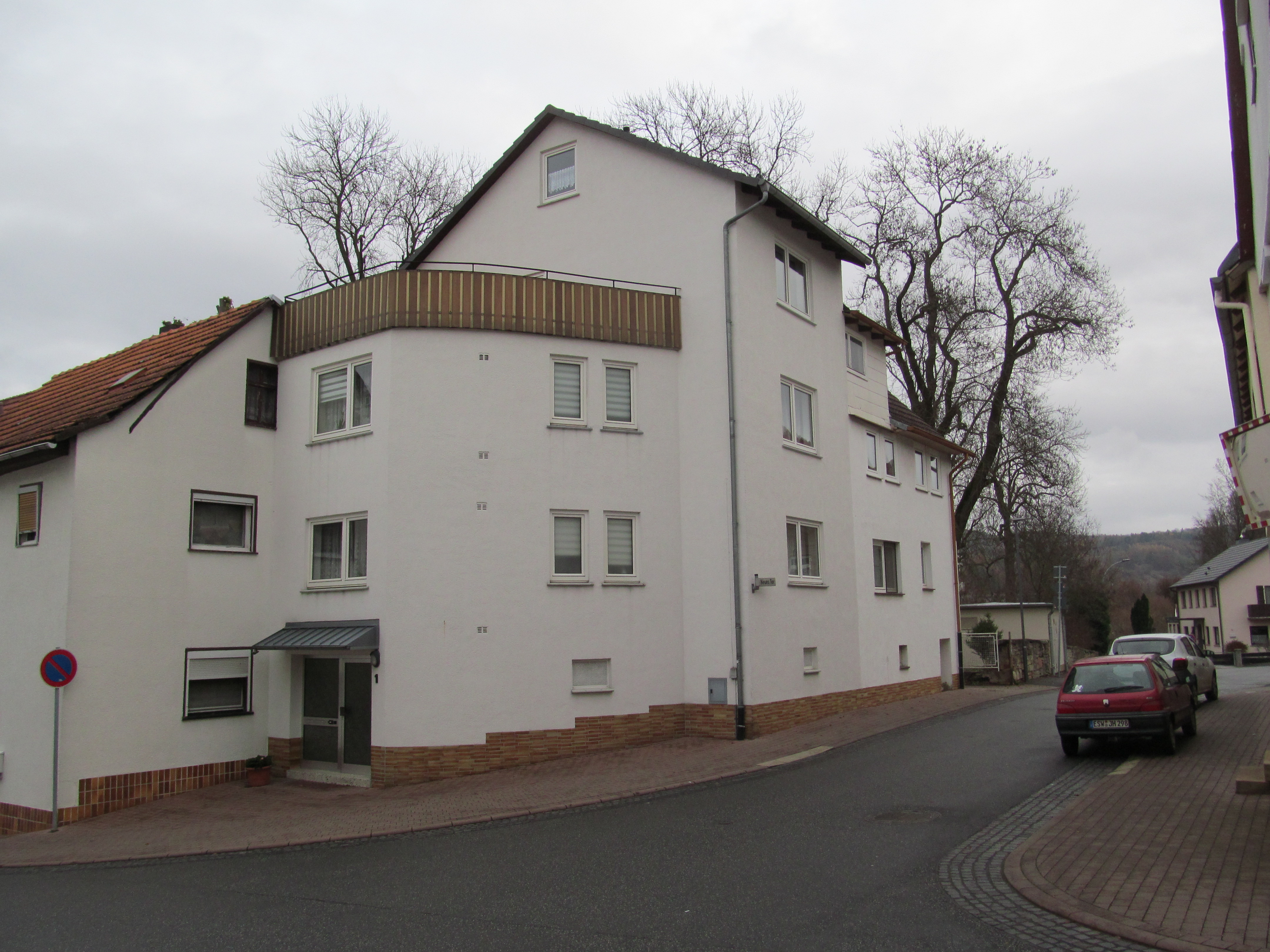
Neues Tor 1
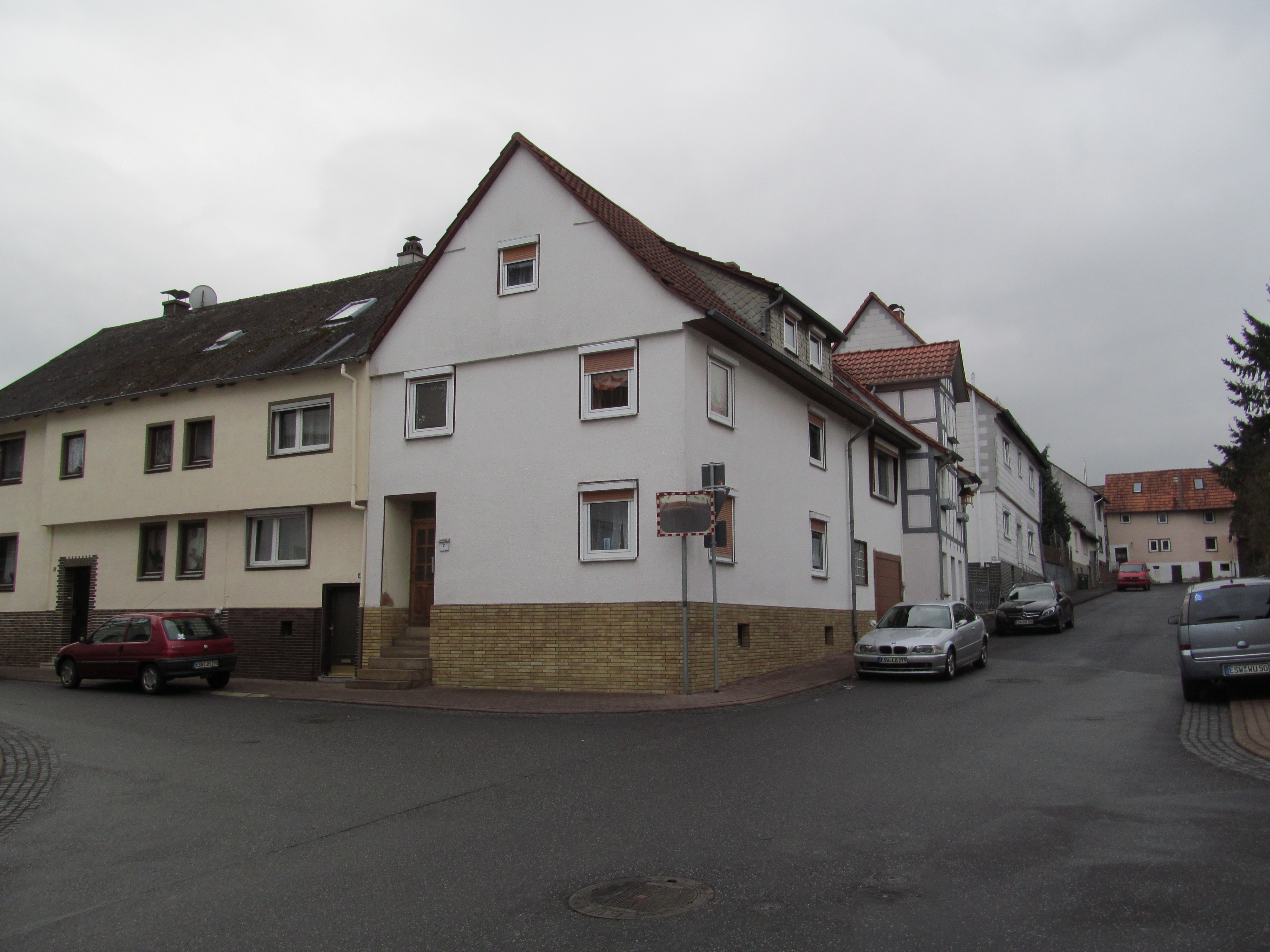
Neues Tor 2
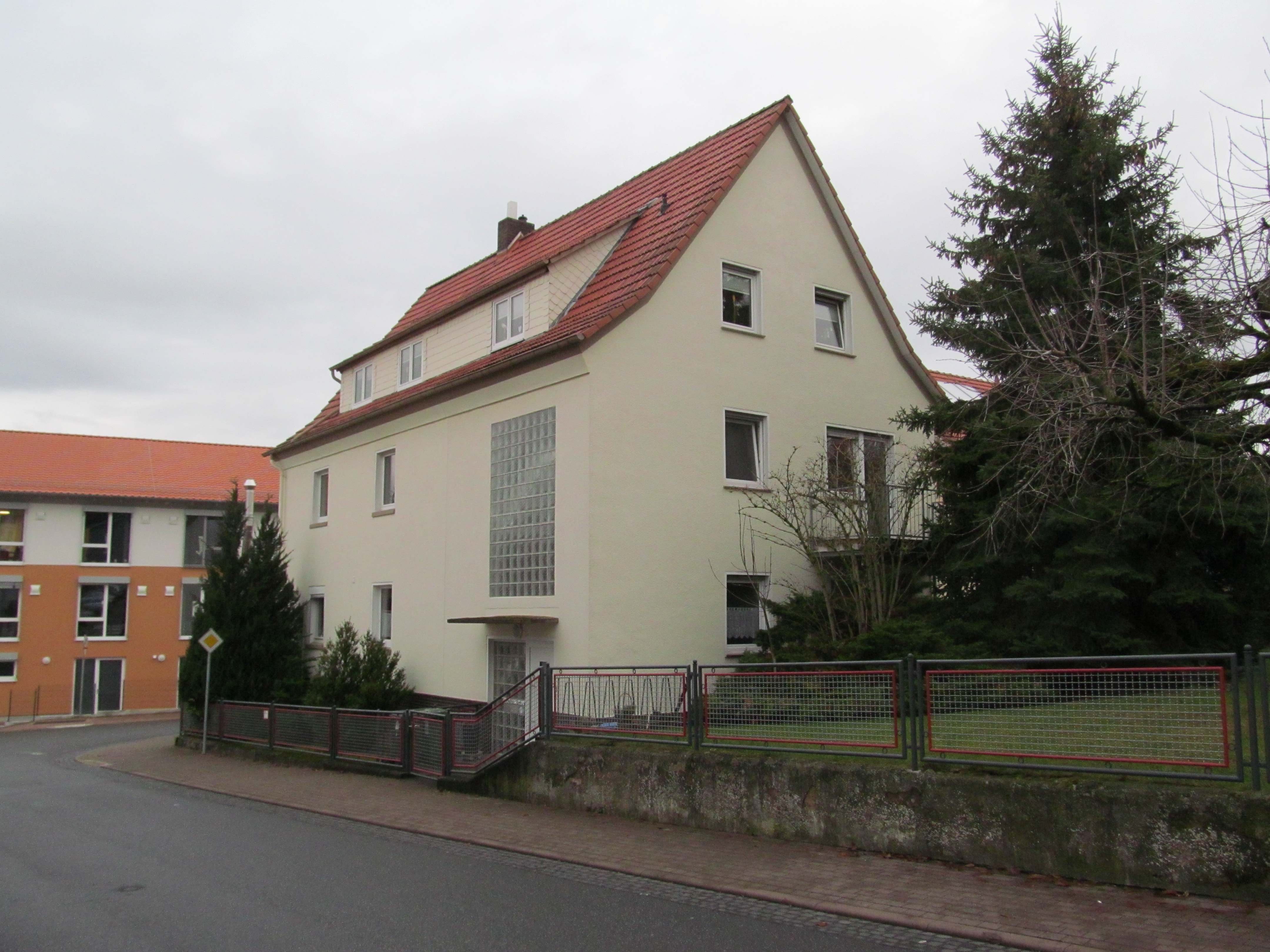
Neustadt 1
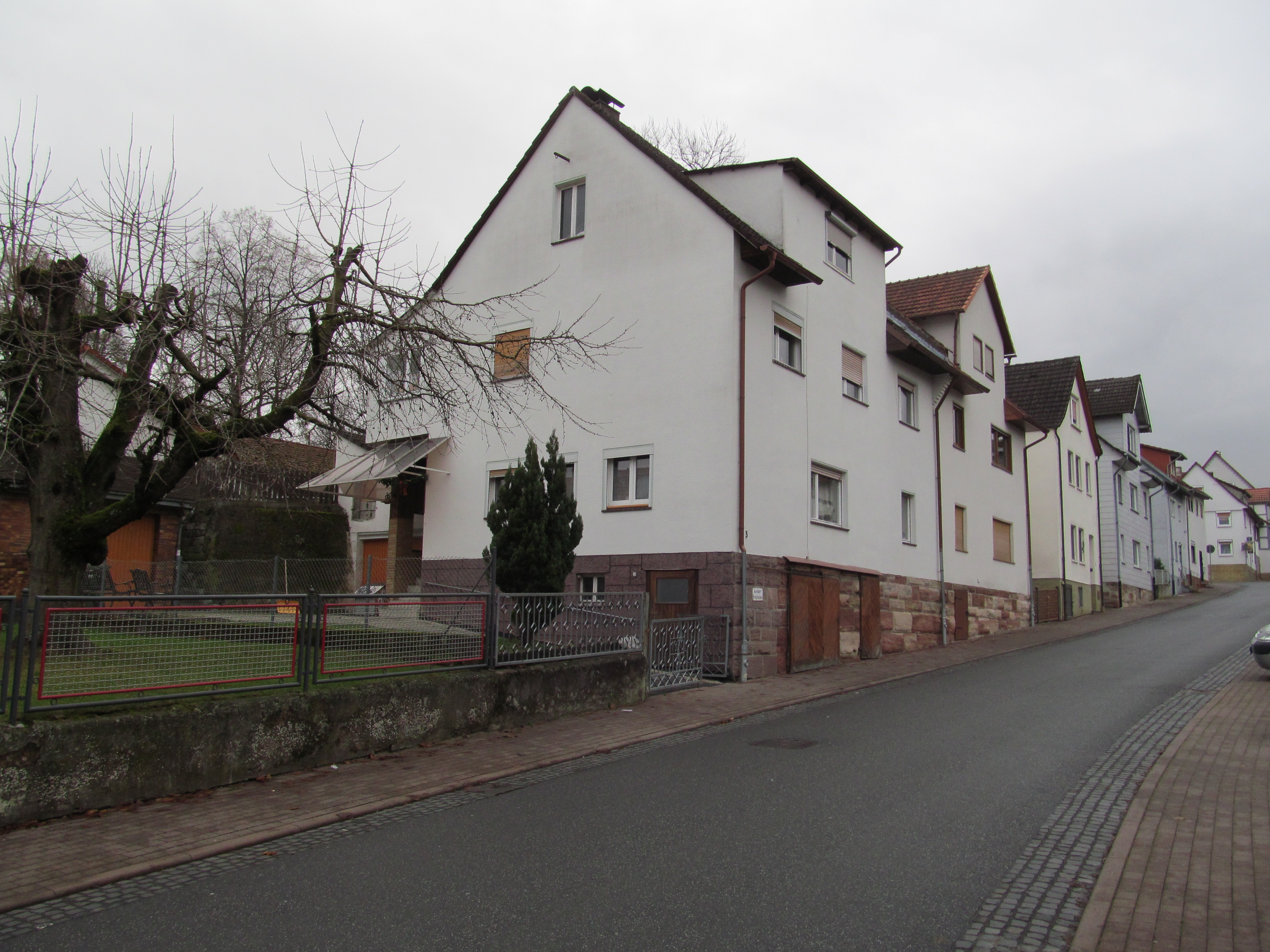
Neustadt 3
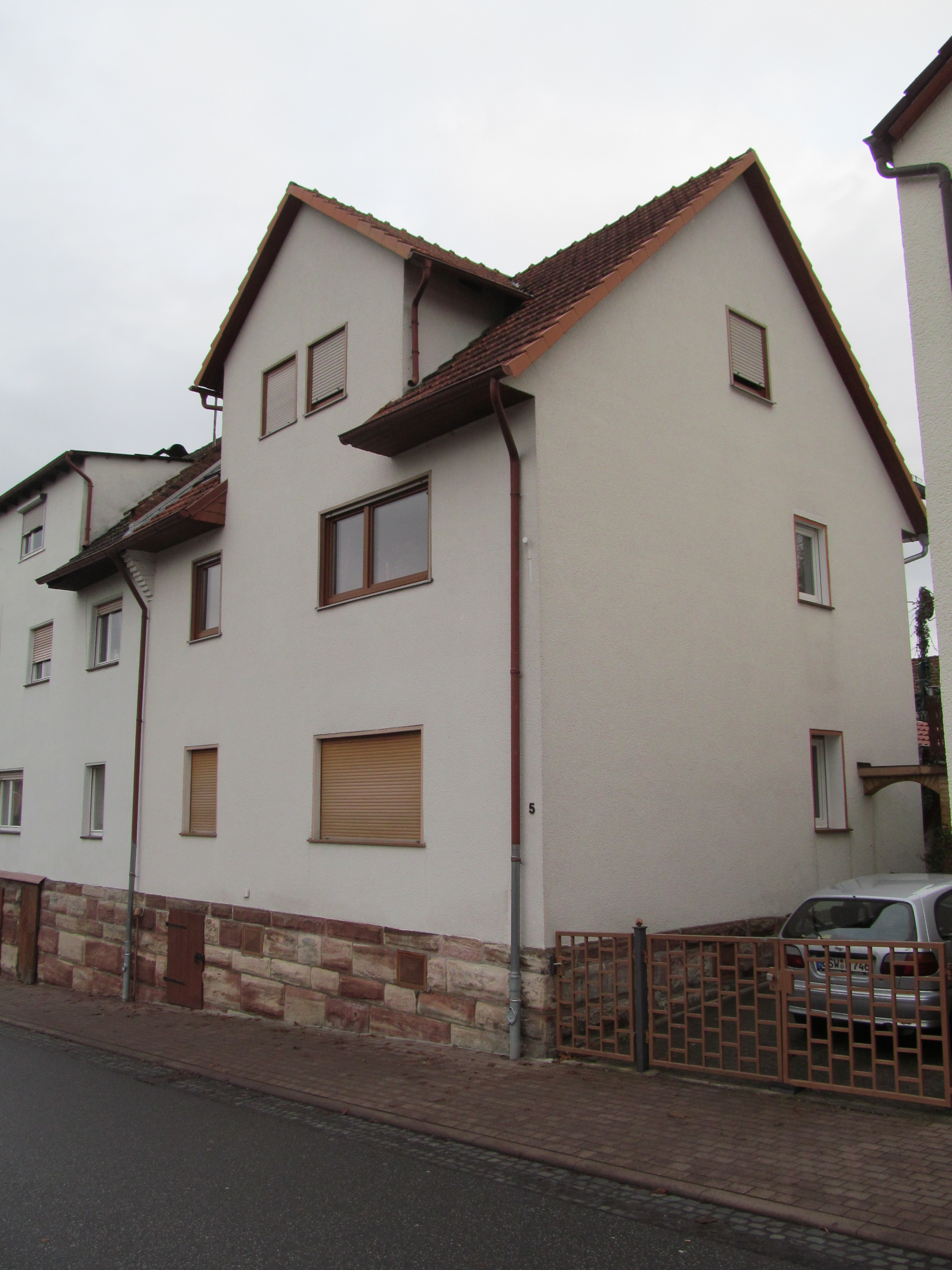
Neustadt 5
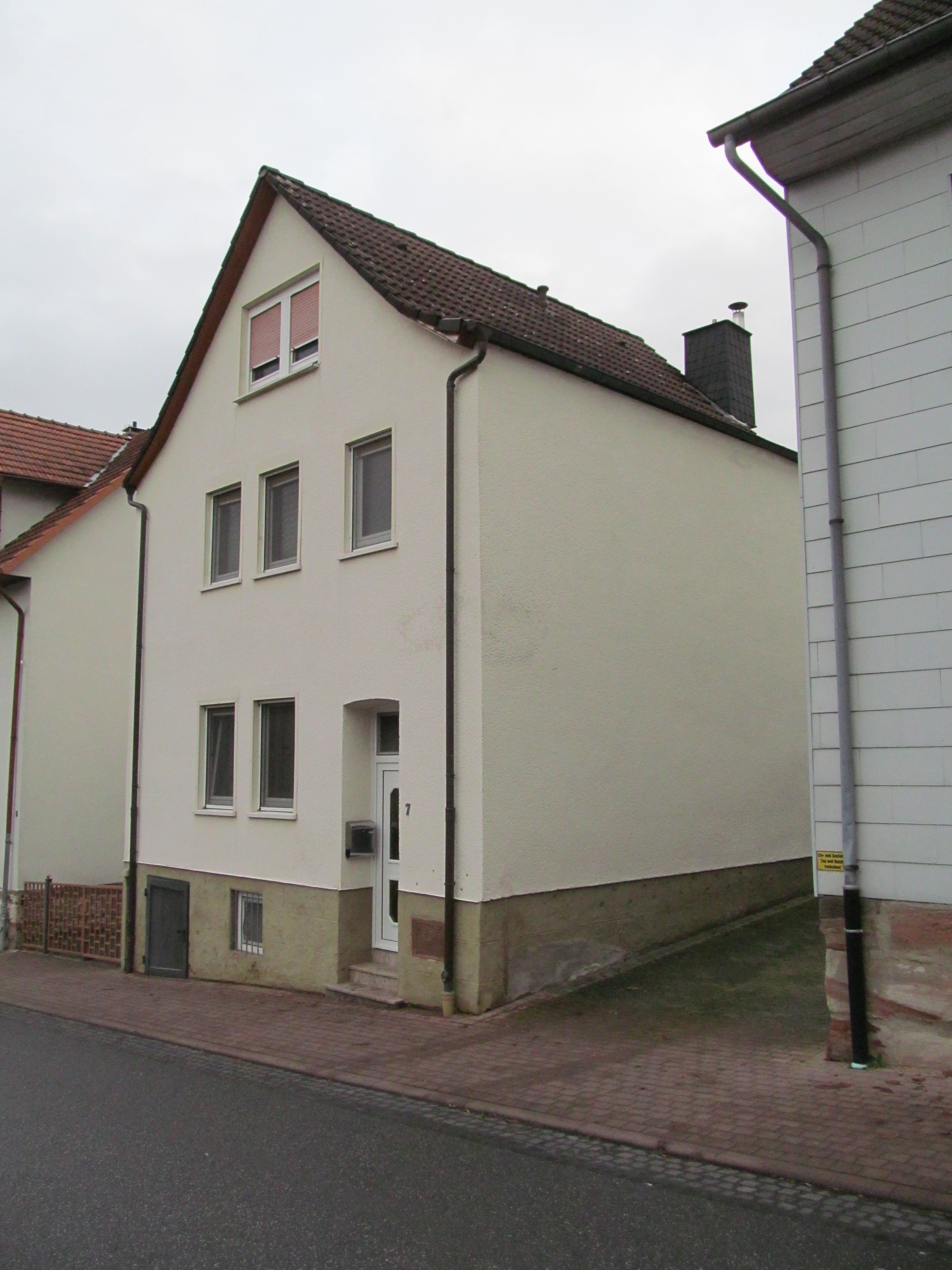
Neustadt 7
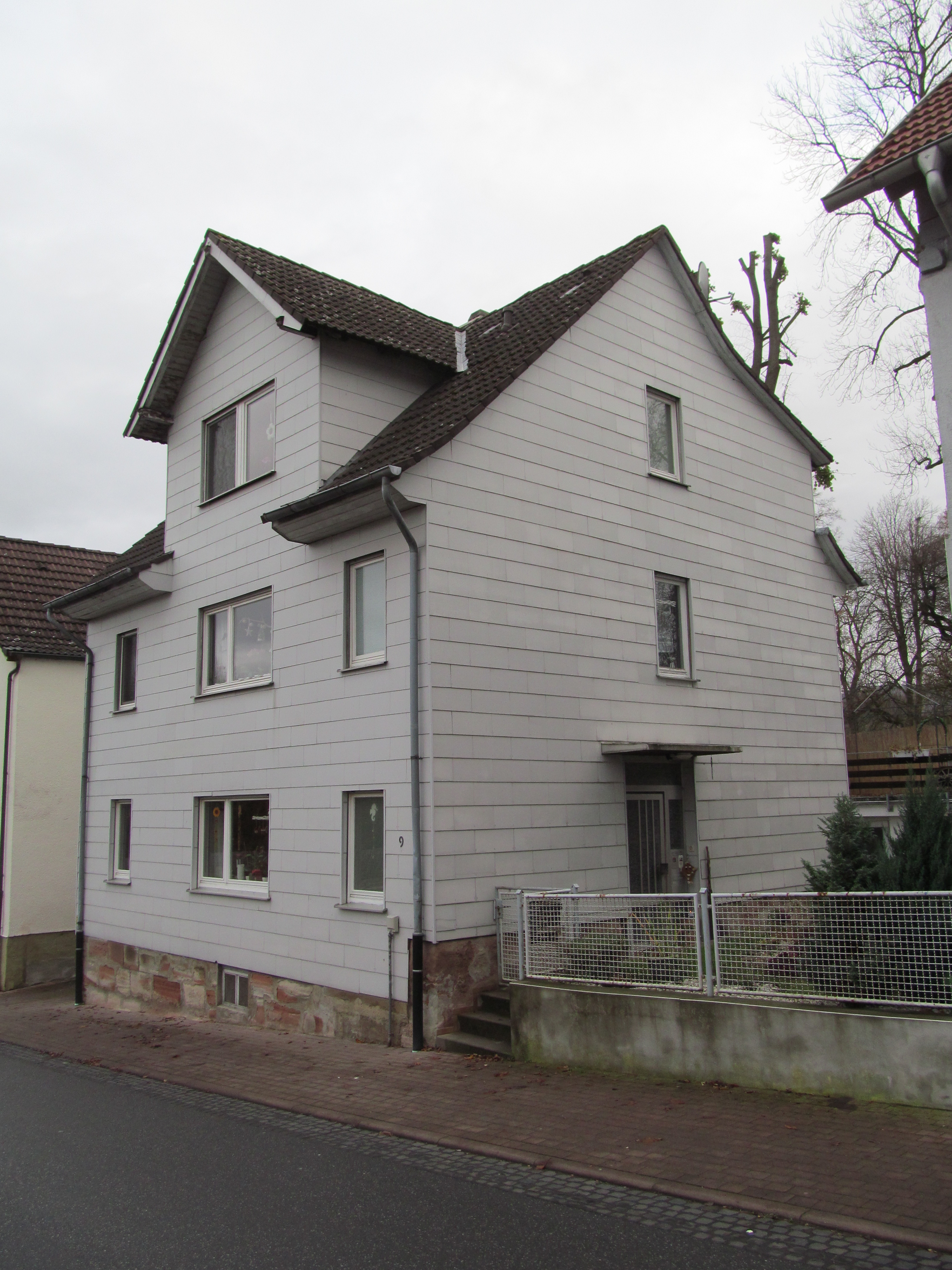
Neustadt 9
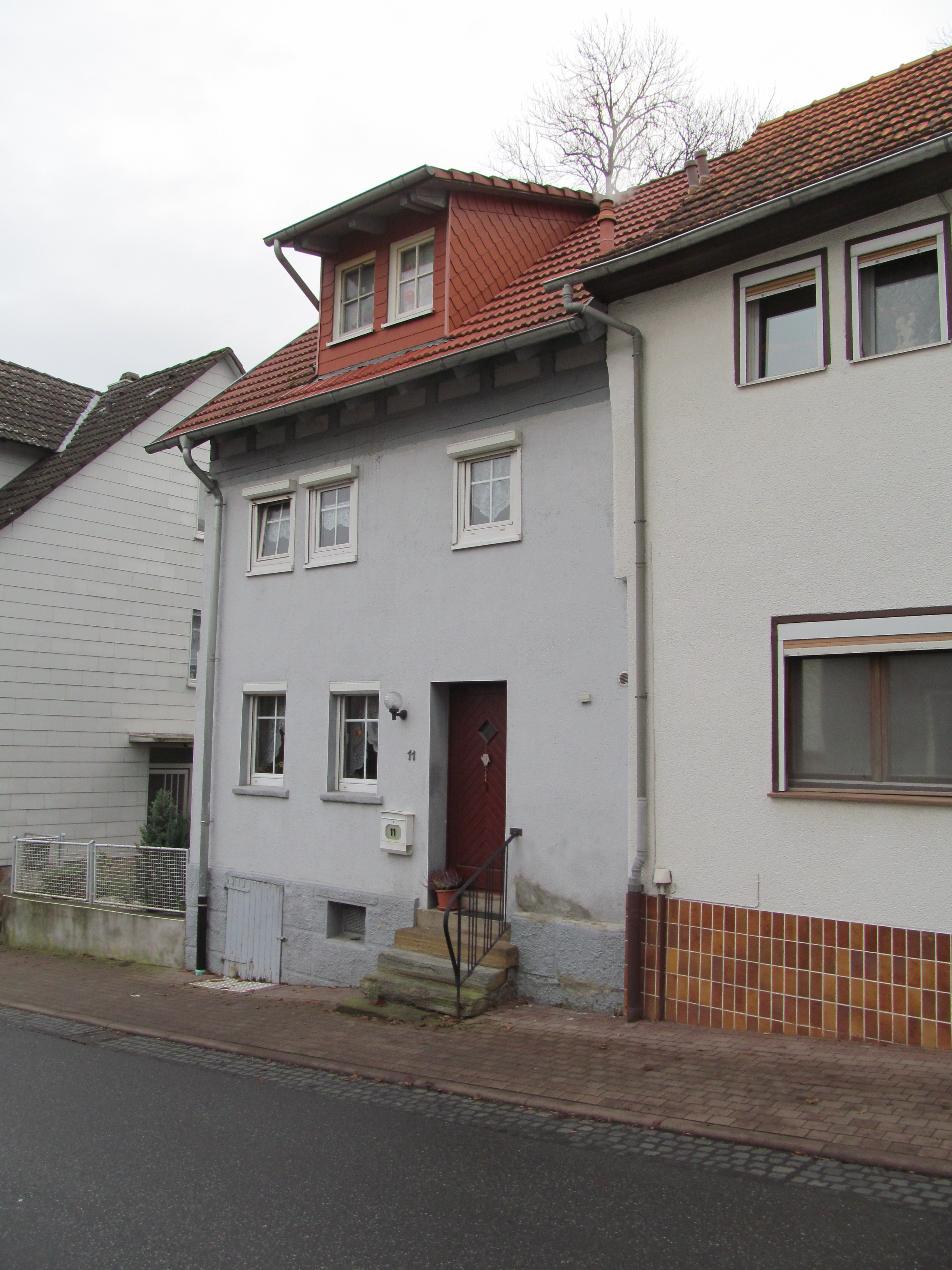
Neustadt 11
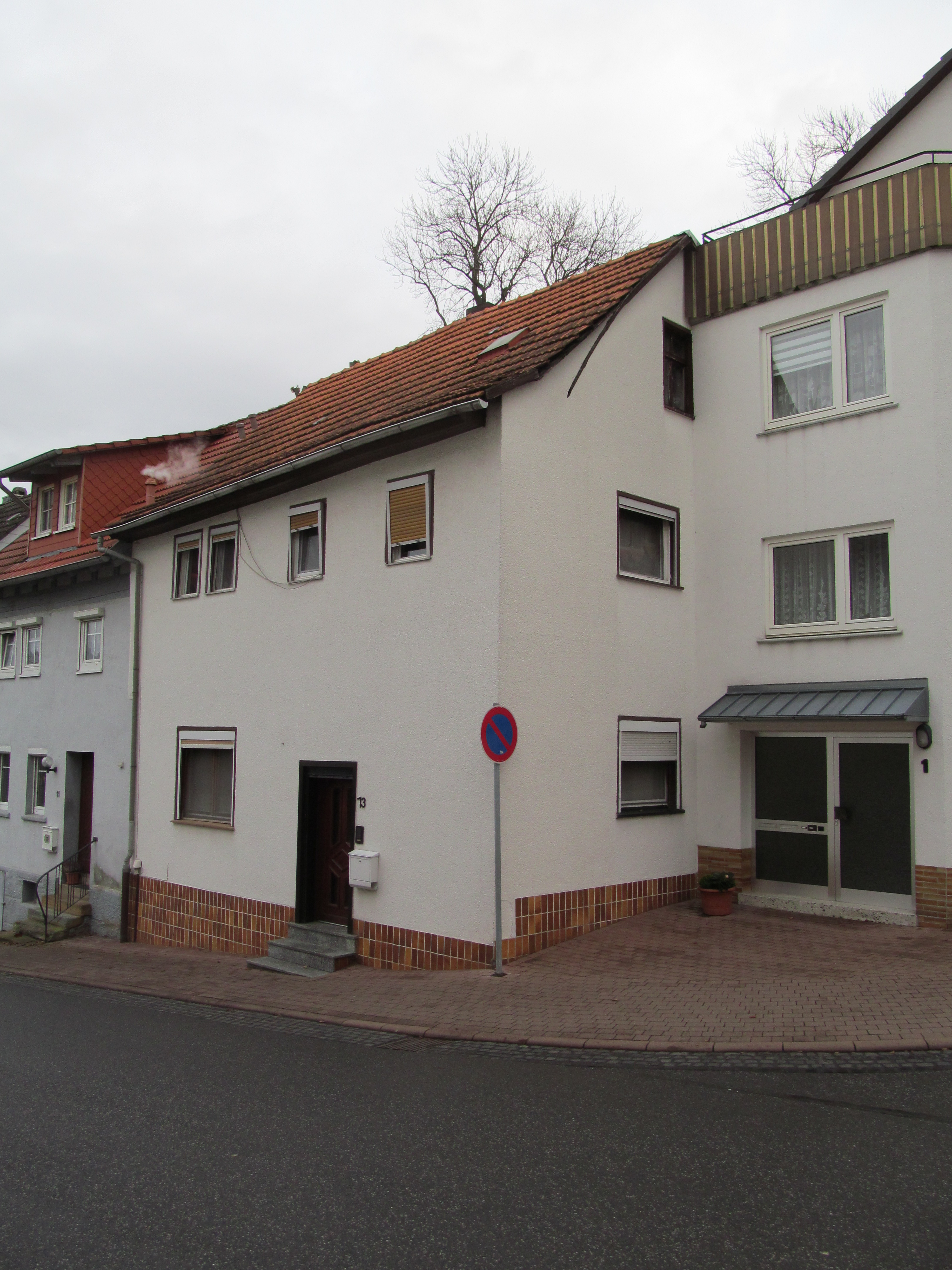
Neustadt 13
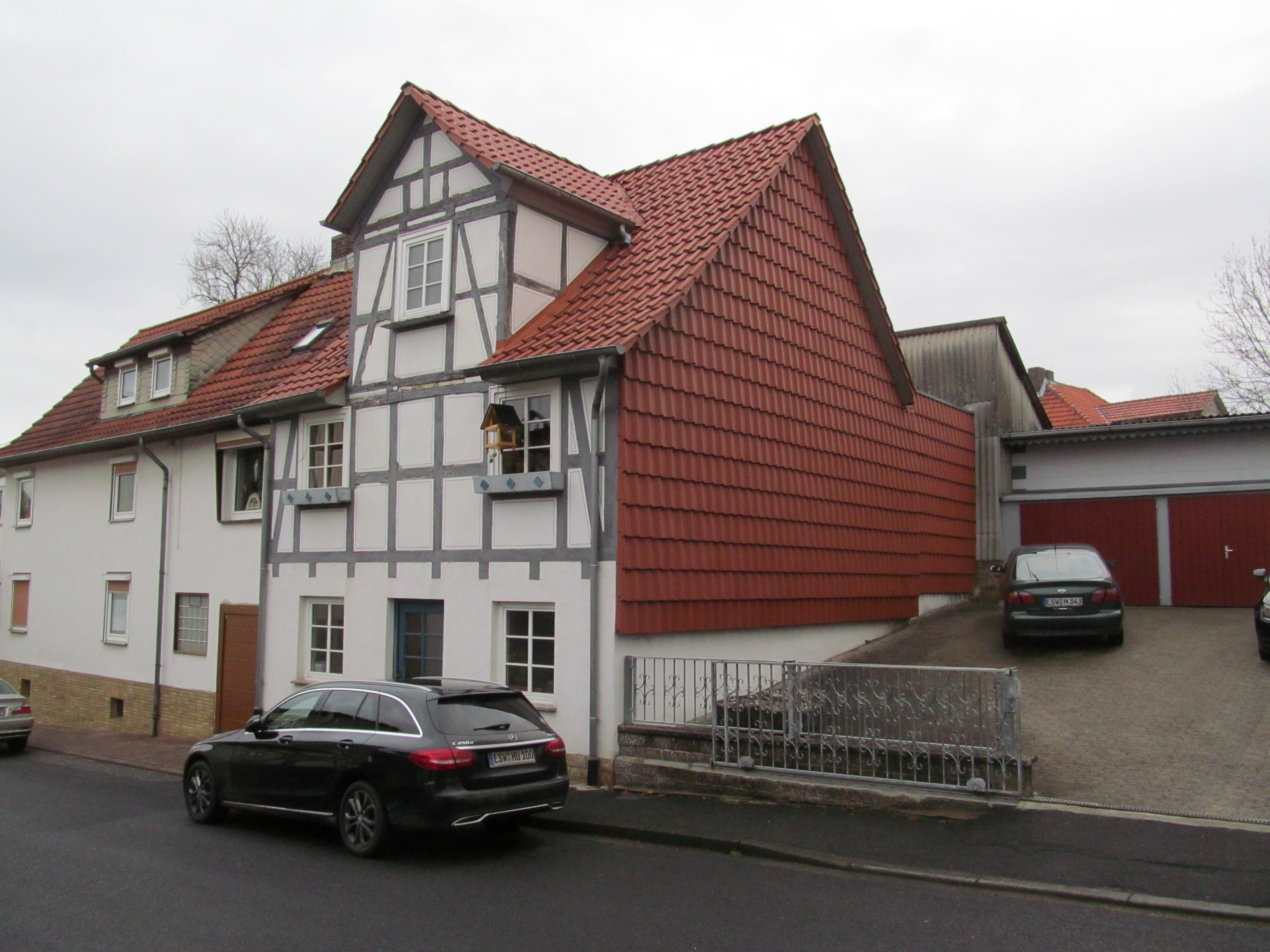
Neustadt 17
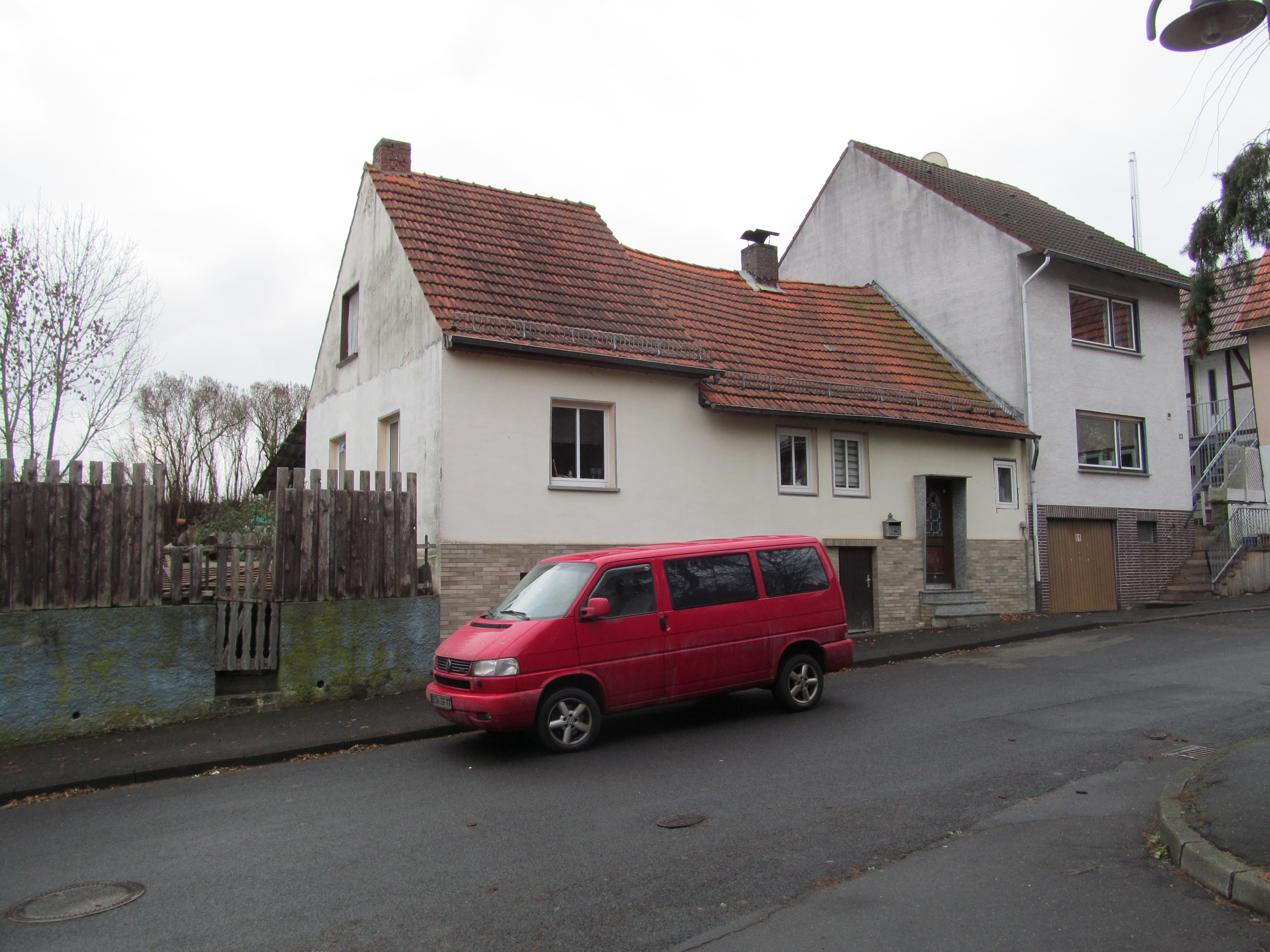
Neustadt 21
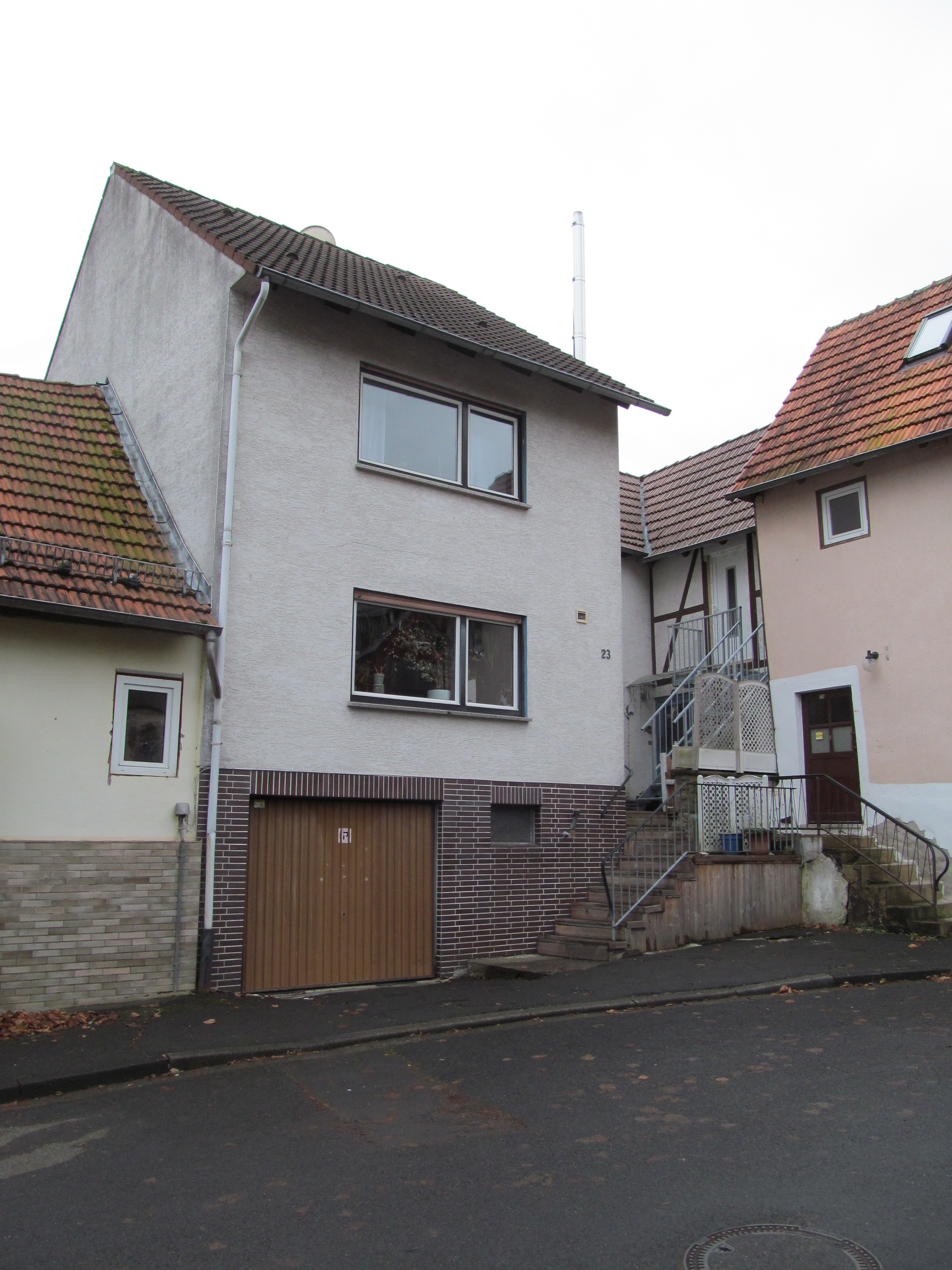
Neustadt 23
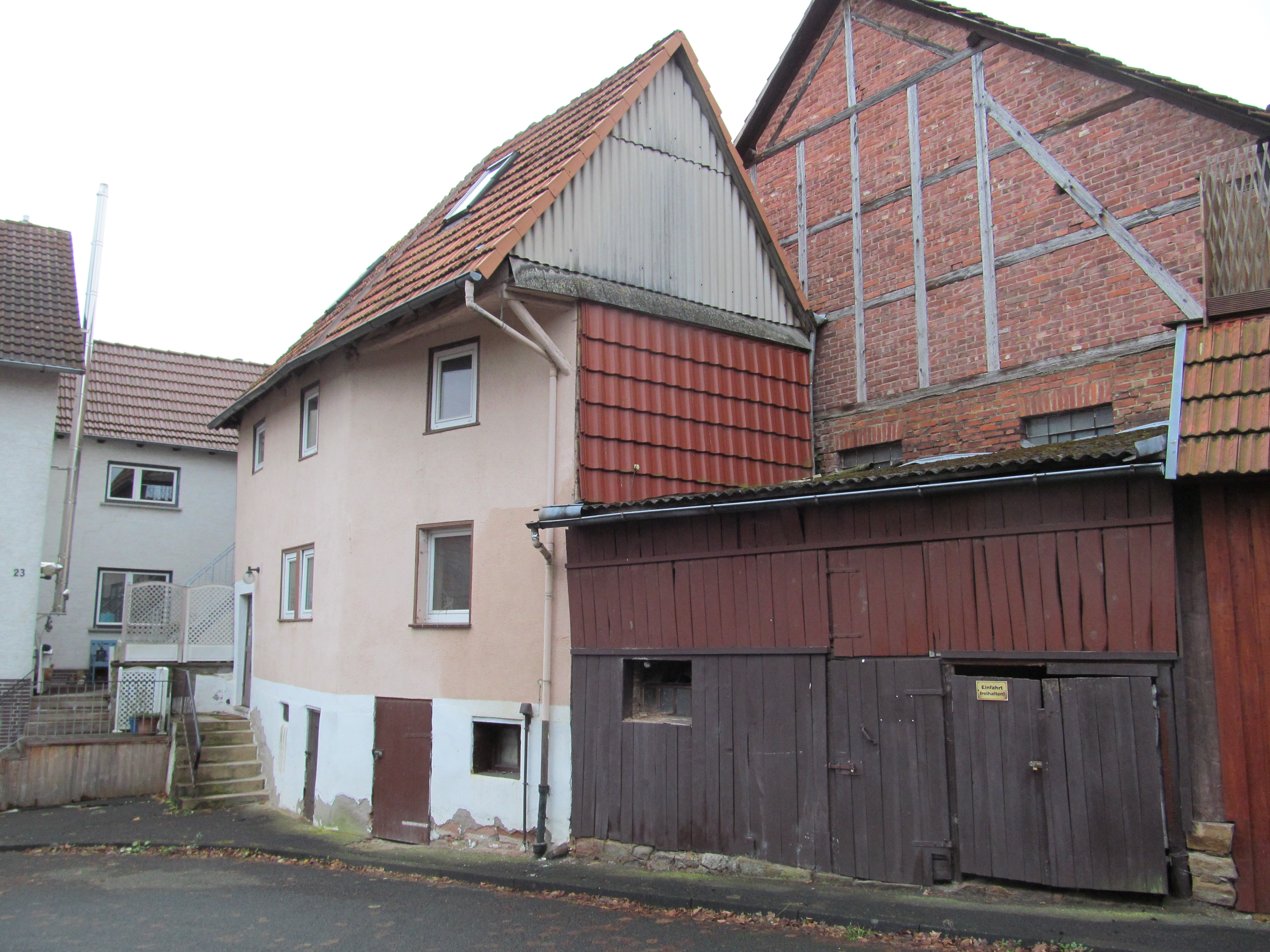
Neustadt 25
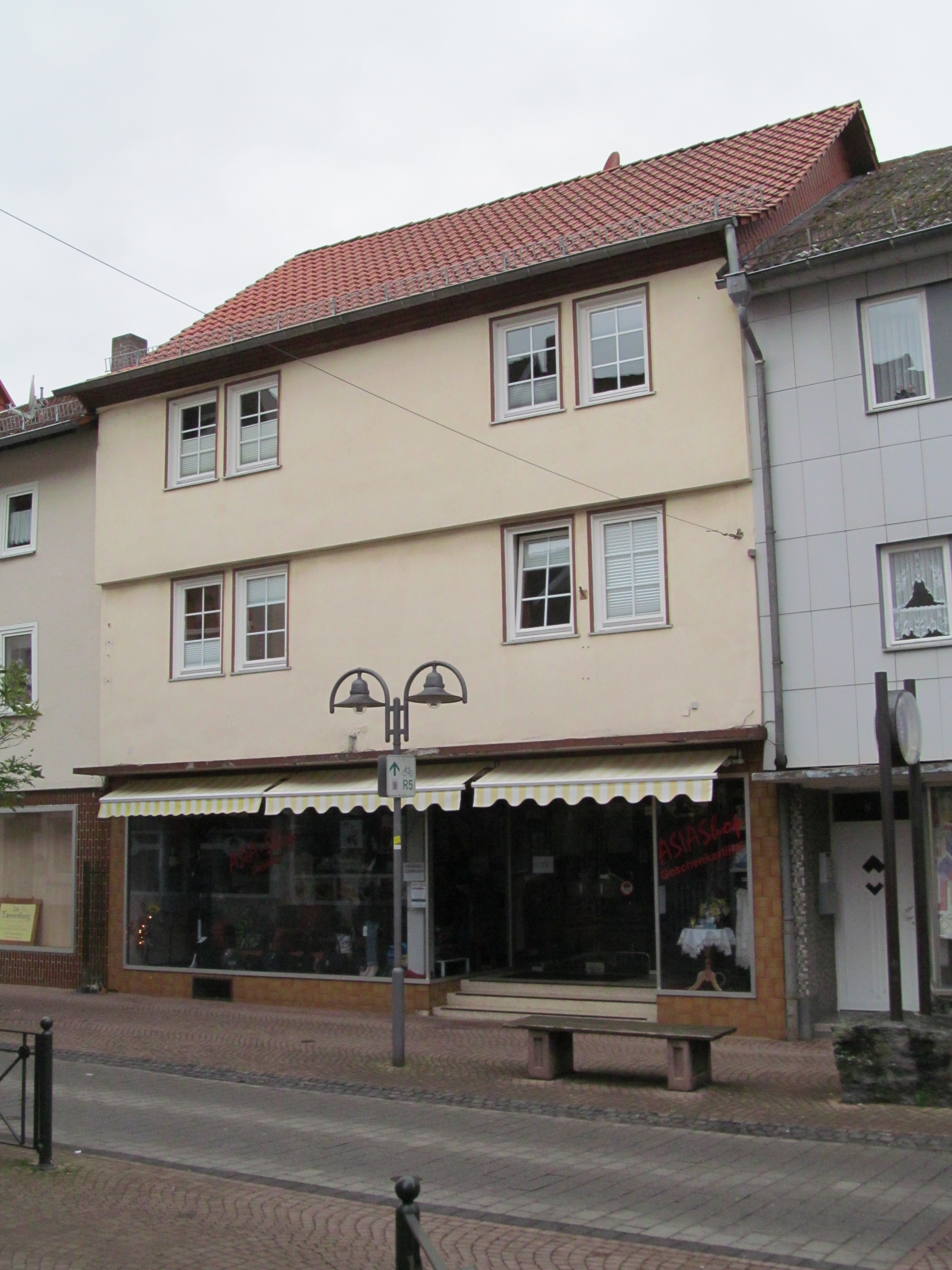
Niederstadt 19
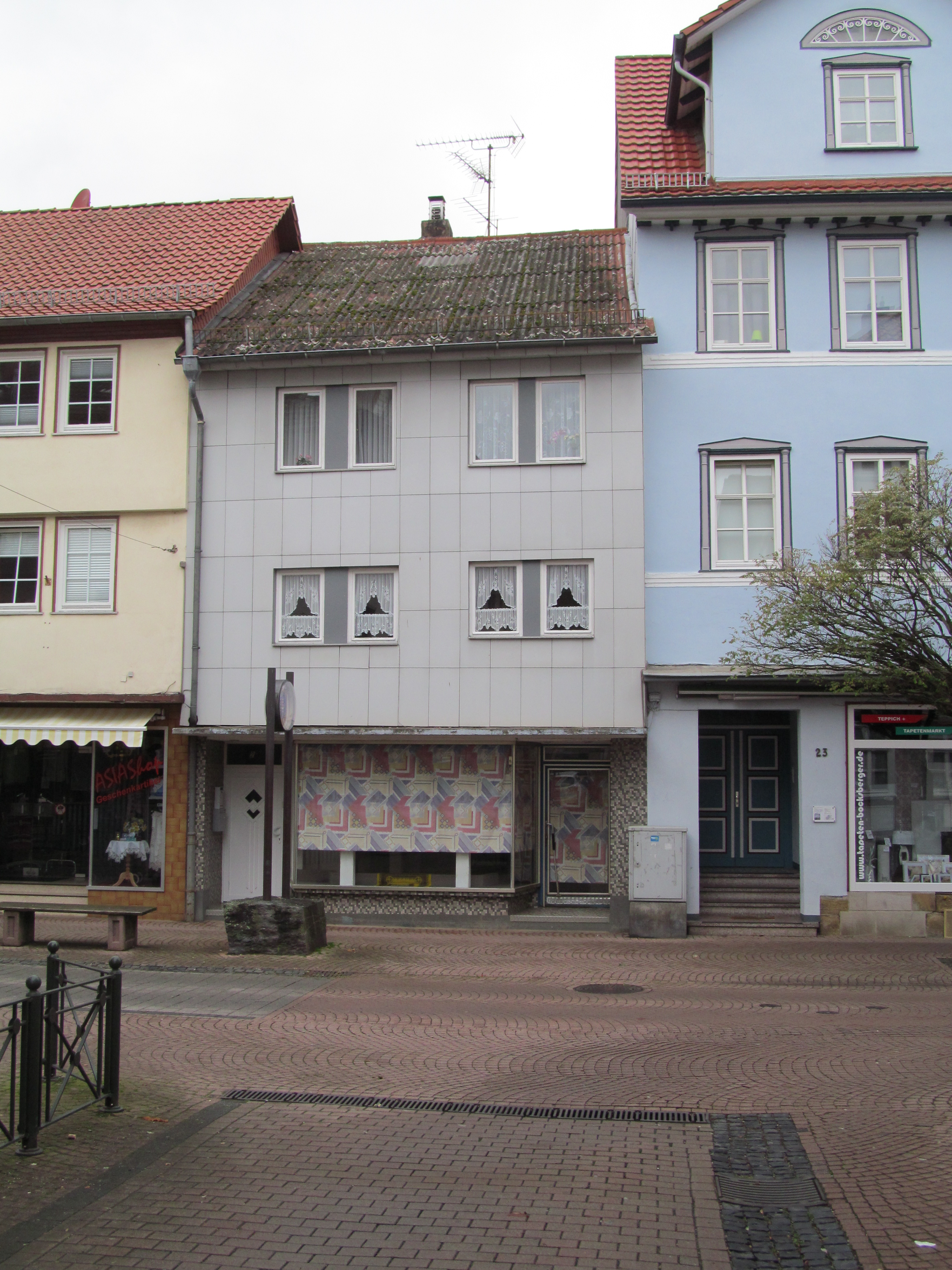
Niederstadt 21
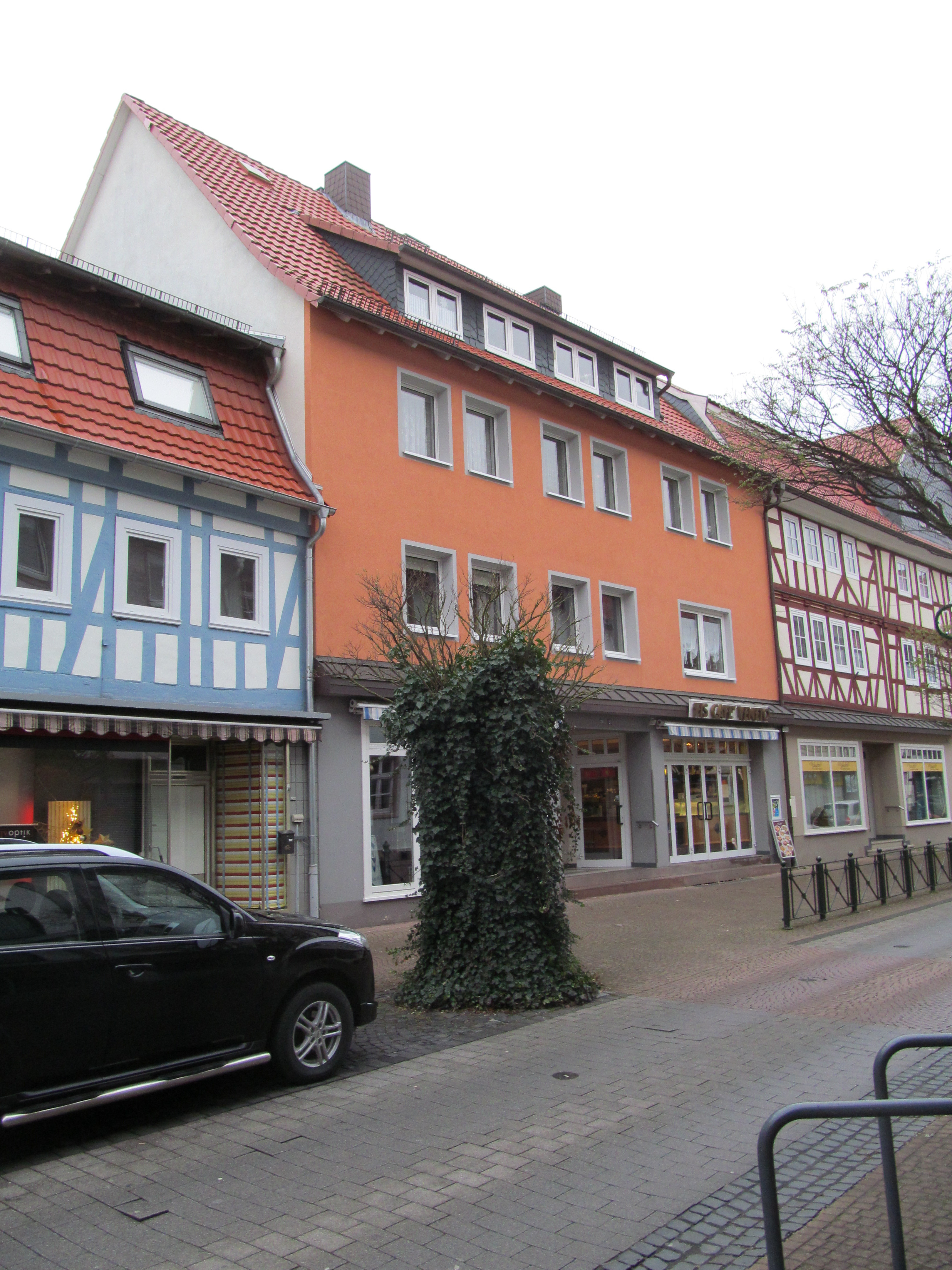
Niederstadt 24
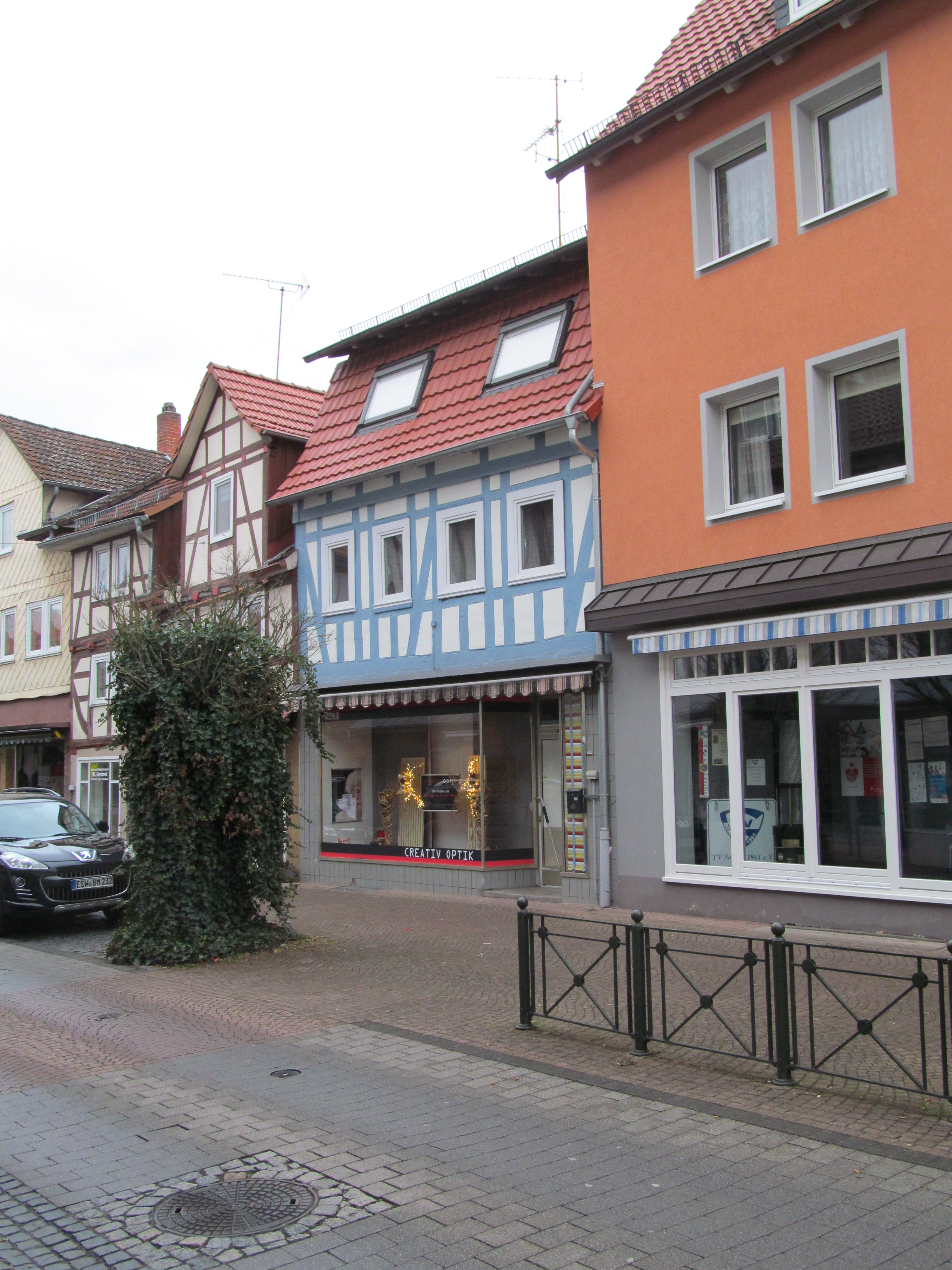
Niederstadt 28
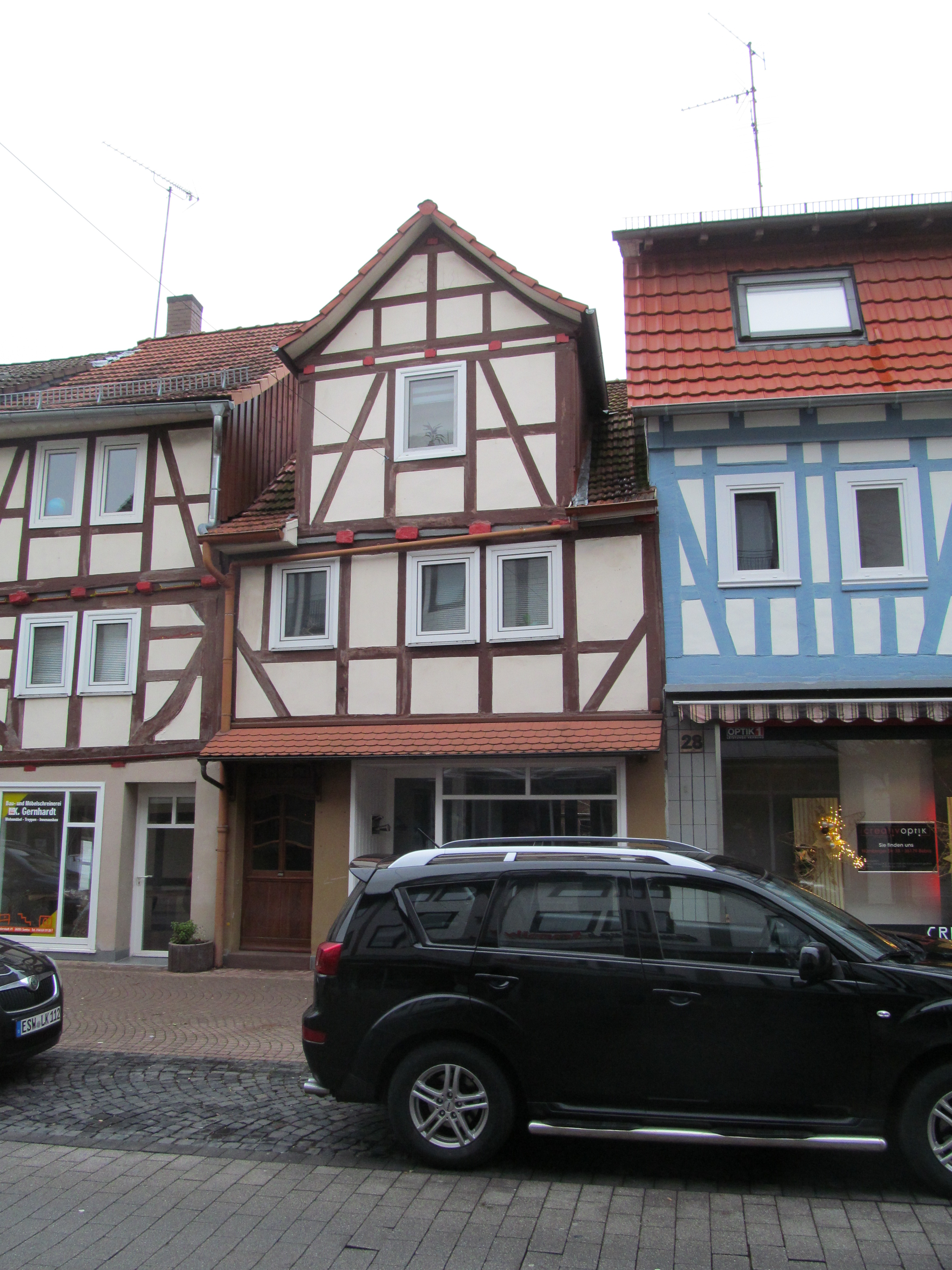
Niederstadt 30
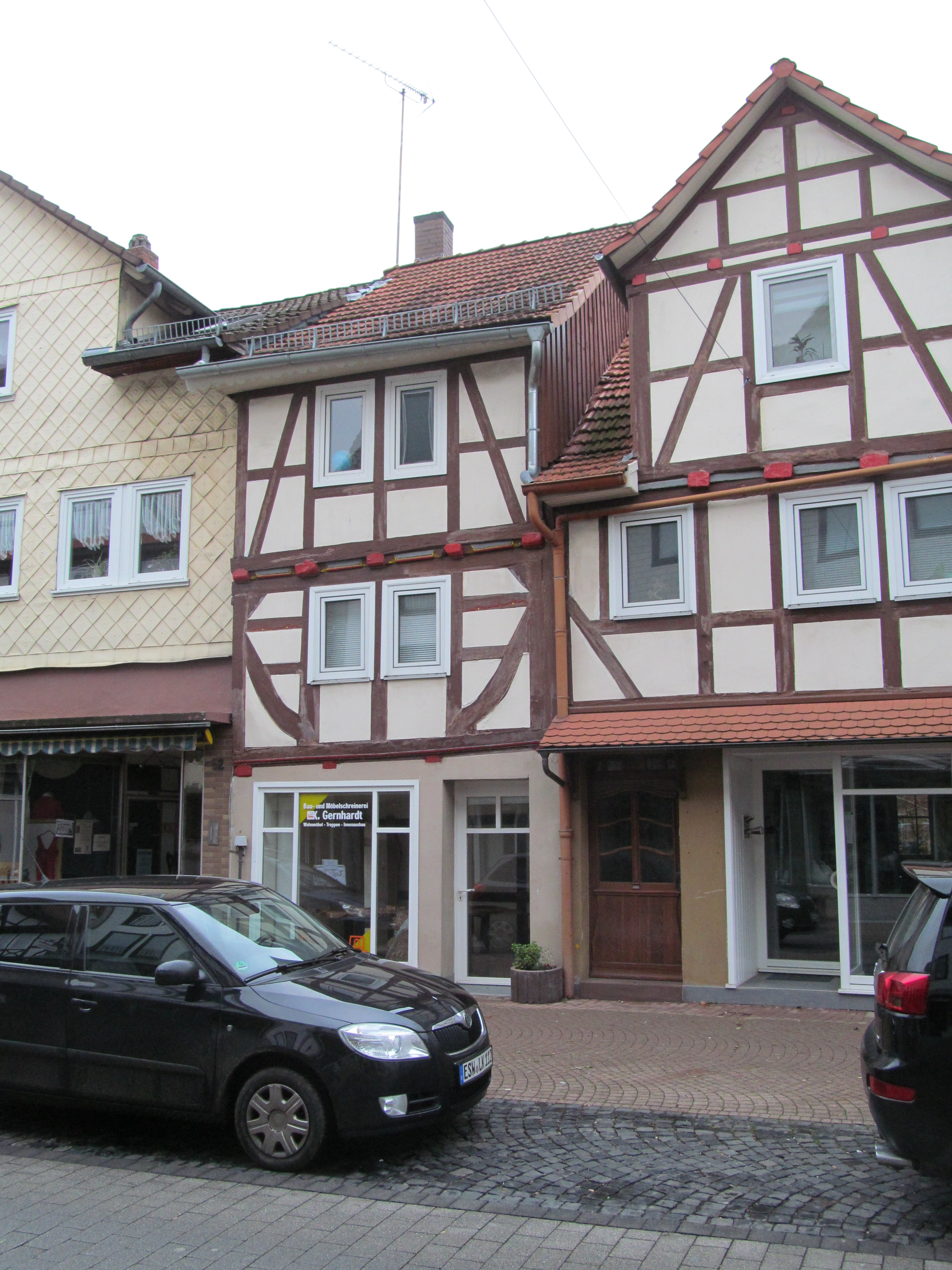
Zwischen Niederstadt 30 und 32
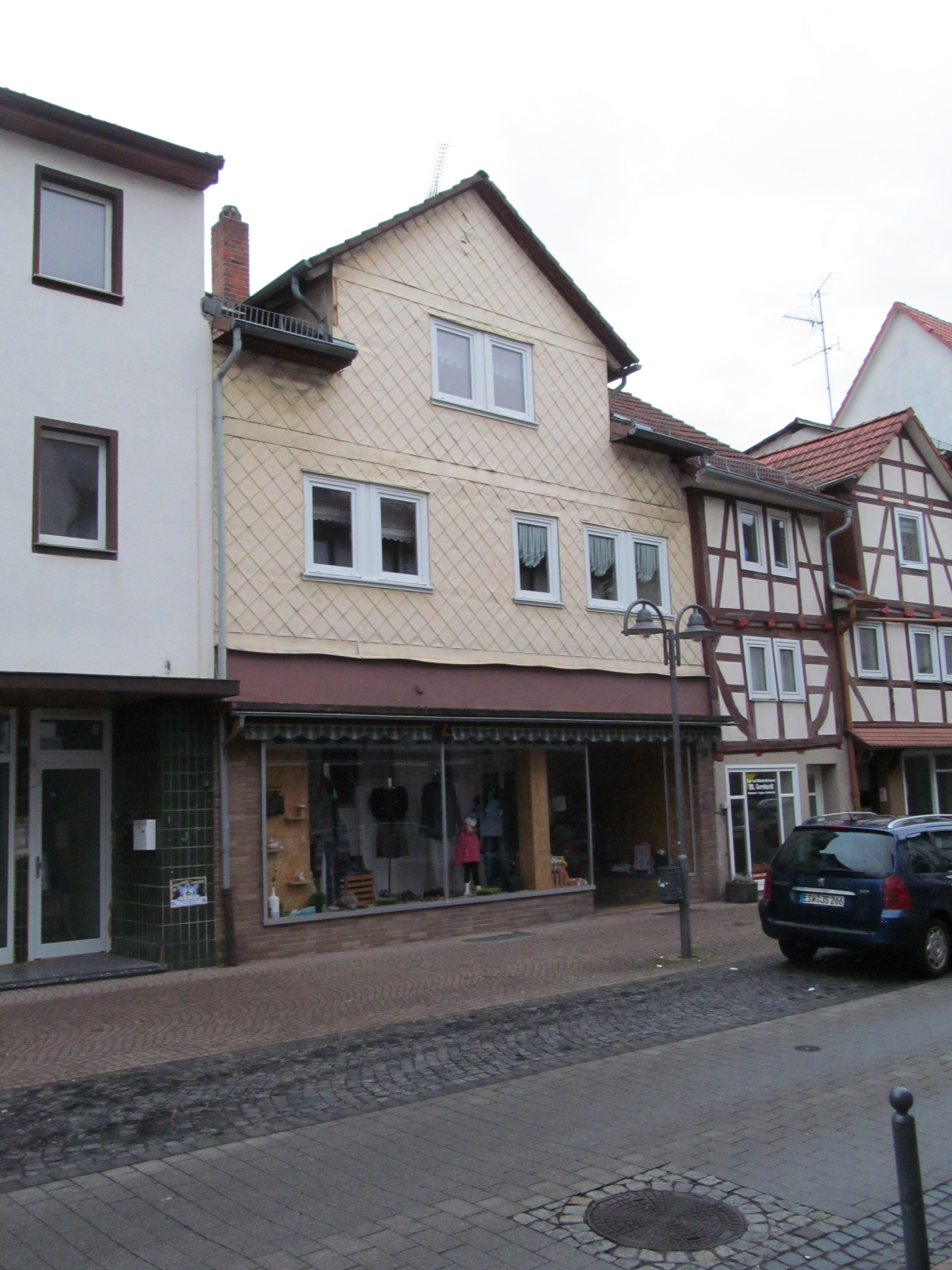
Niederstadt 32
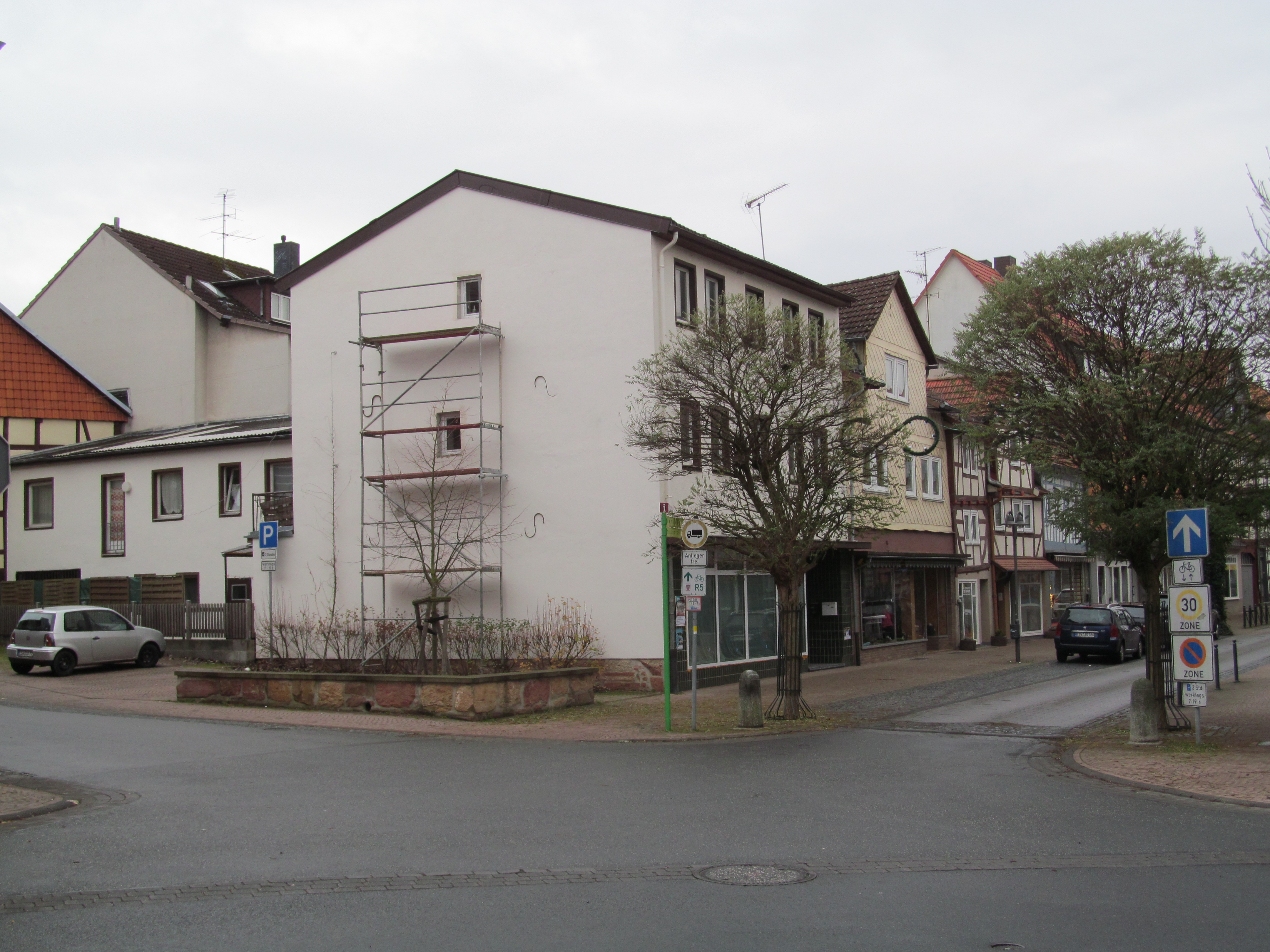
Niederstadt 34

### Gesamtanlage Barbaraplatz und Glück-Auf-Platz
| Bild           | Bezeichnung                                  | Lage               | Beschreibung | Bauzeit | Objekt-Nr. |
| -------------- | -------------------------------------------- | ------------------ | --- | ------- | ---------- |
| weitere Bilder | Gesamtanlagen Barbaraplatz und Glückaufplatz | Gesamtanlagen Lage | Am Rasen 1; Barbaraplatz 1–9; Barbarastraße 25–29; Bergstraße 42; Hüttenstraße 1–11, 21, 24–34; Lindenstraße 1–17, 2–4; Thingstätte 1–3; Weldaer Straße 2–4, 8–30, Glück-Auf-Platz 1–12; Knappensprung 1; Knappenstraße 40–44; Schulstraße 41–49. |         | 38520 DDB  |

Denkmäler der Gesamtanlage Barbaraplatz ohne eigenen Eintrag in der Topographie
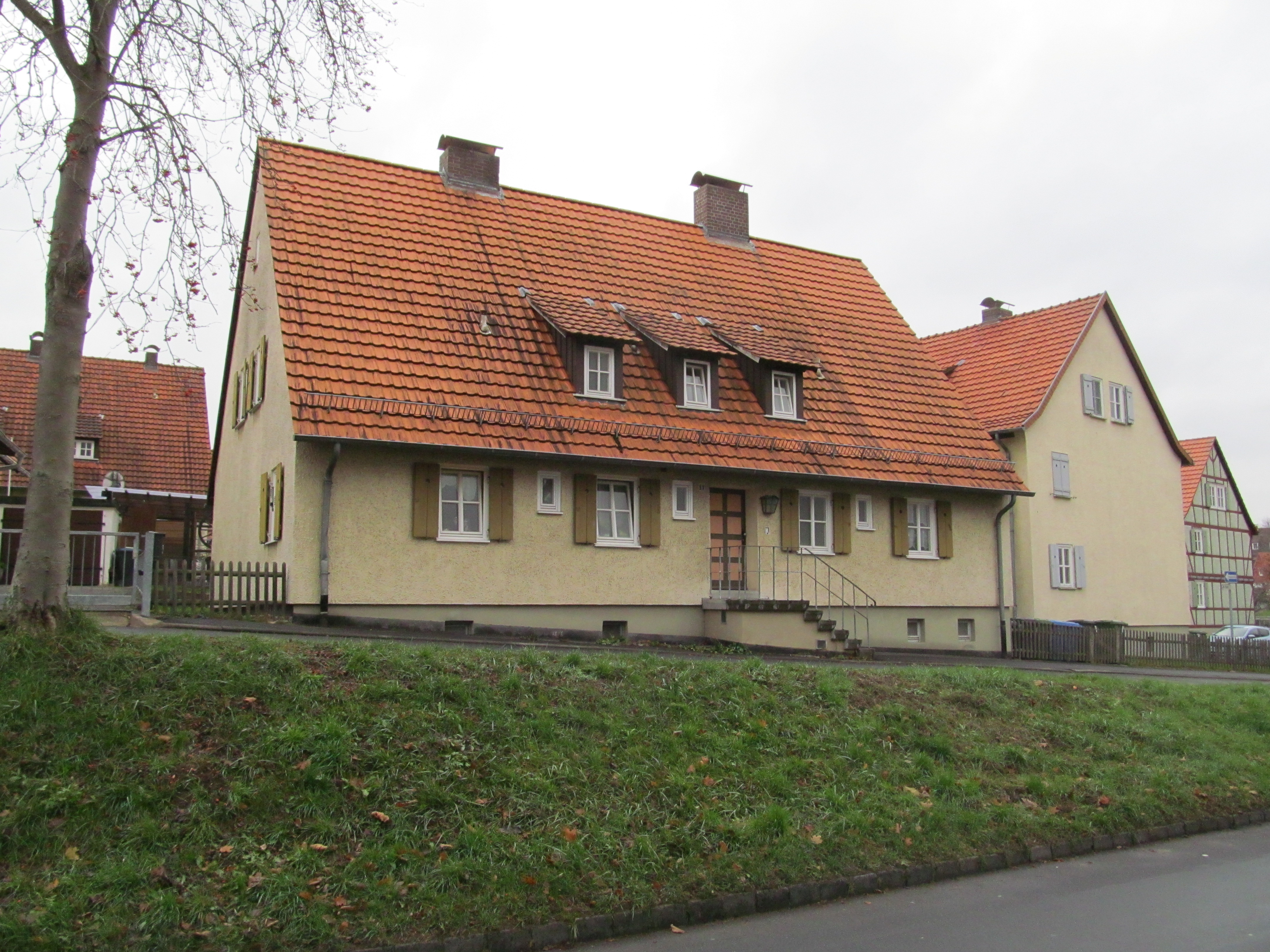
Am Rasen 1
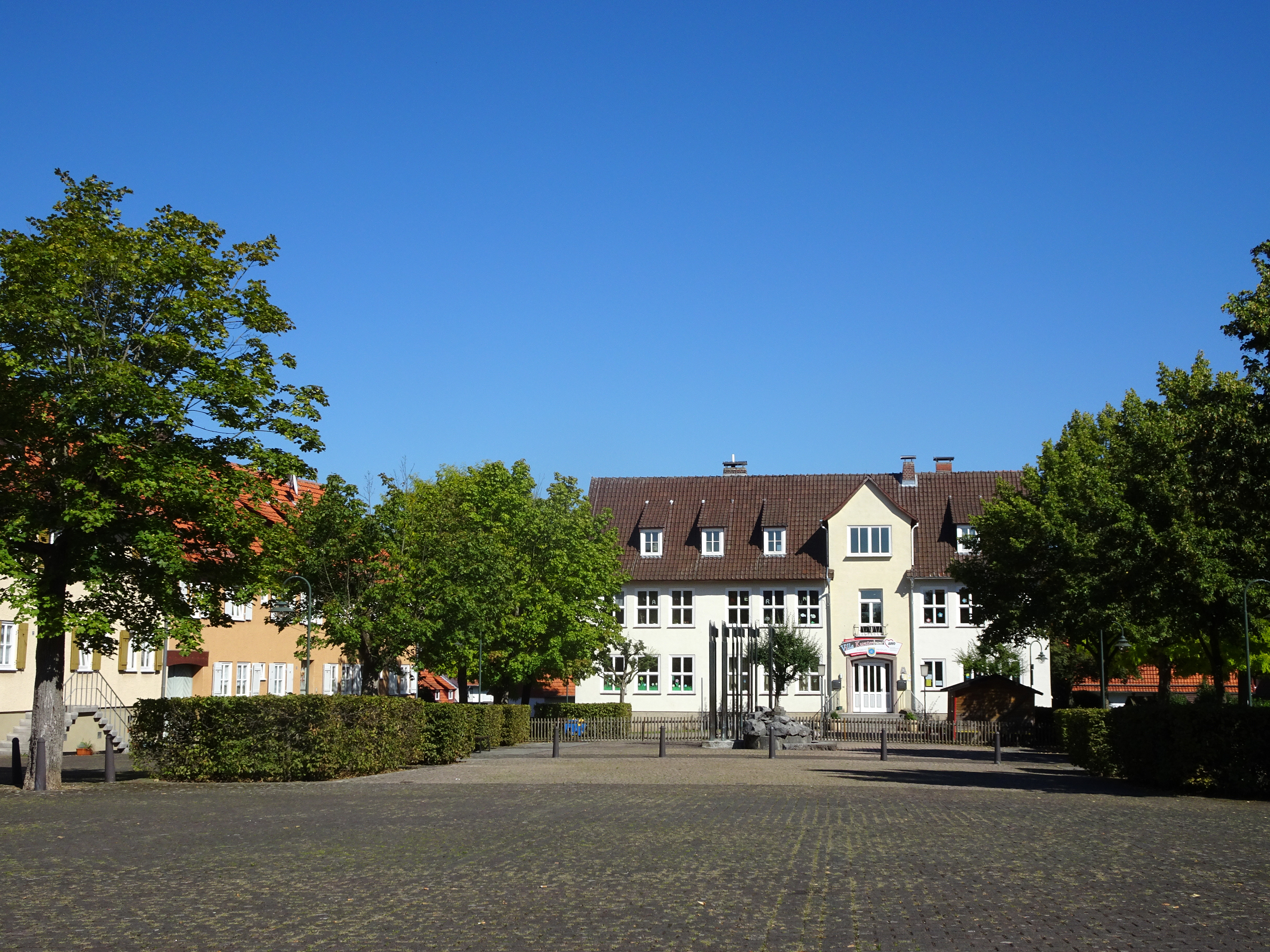
Barbaraplatz 4
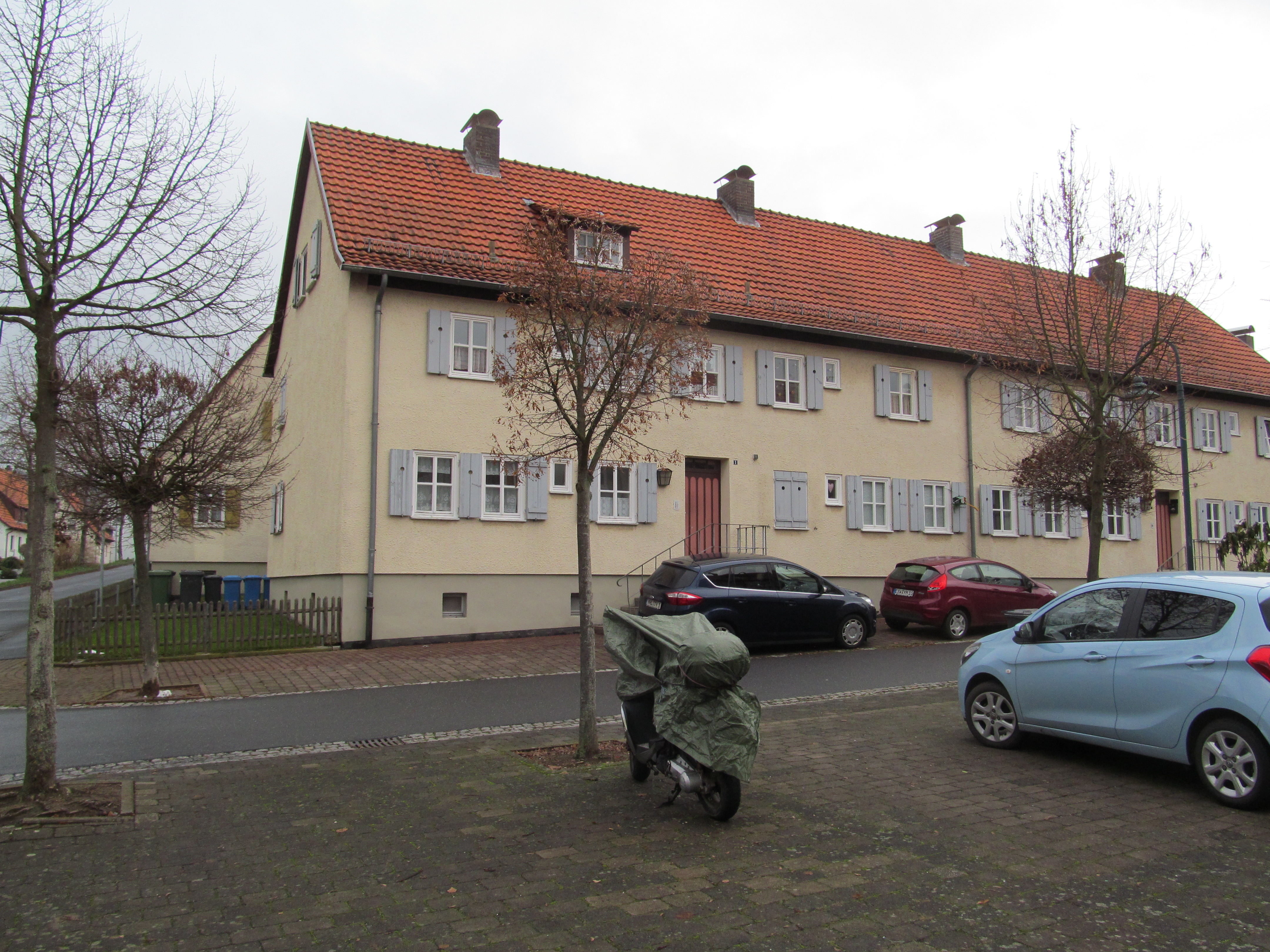
Lindenstraße 1
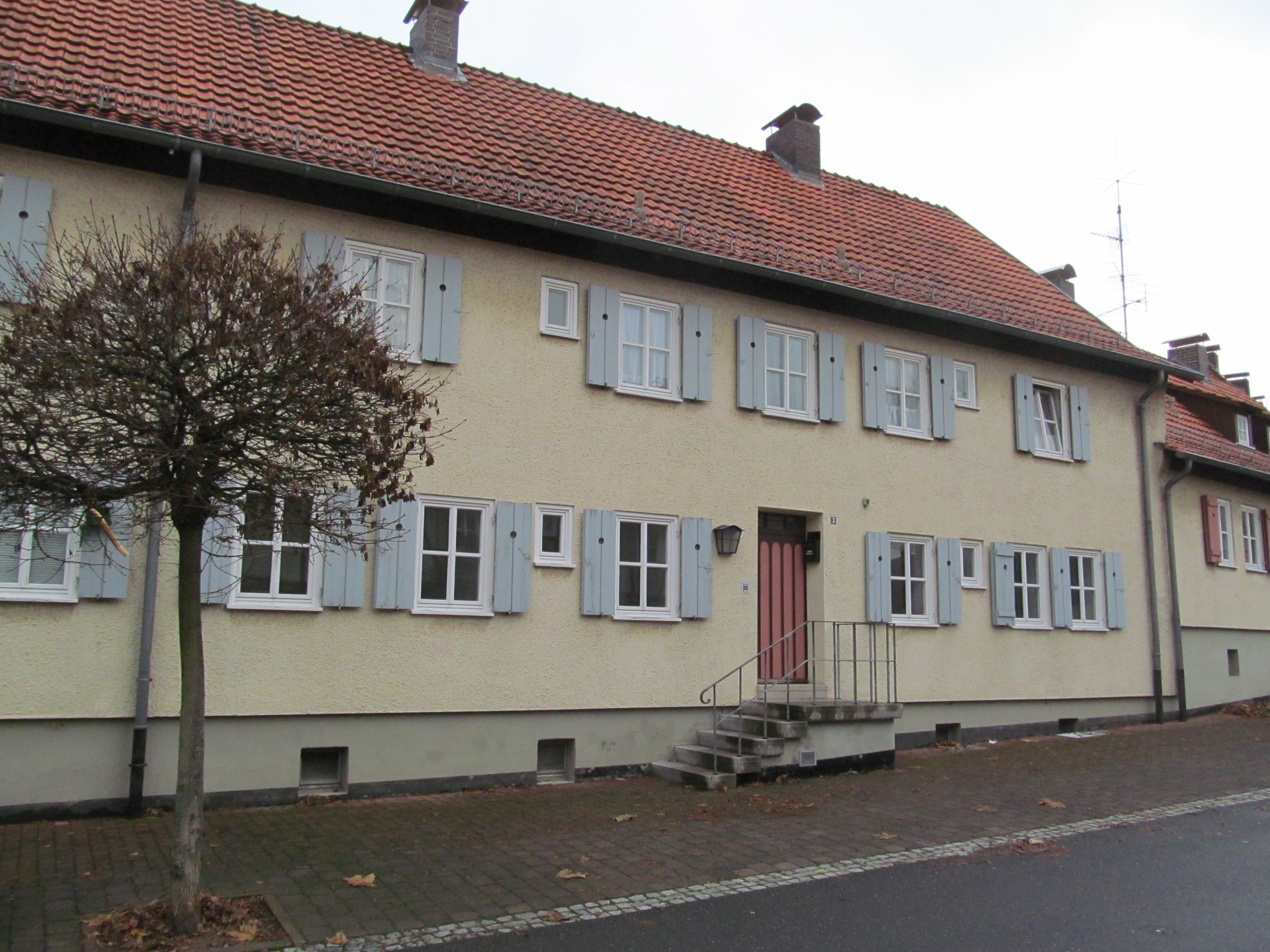
Lindenstraße 3
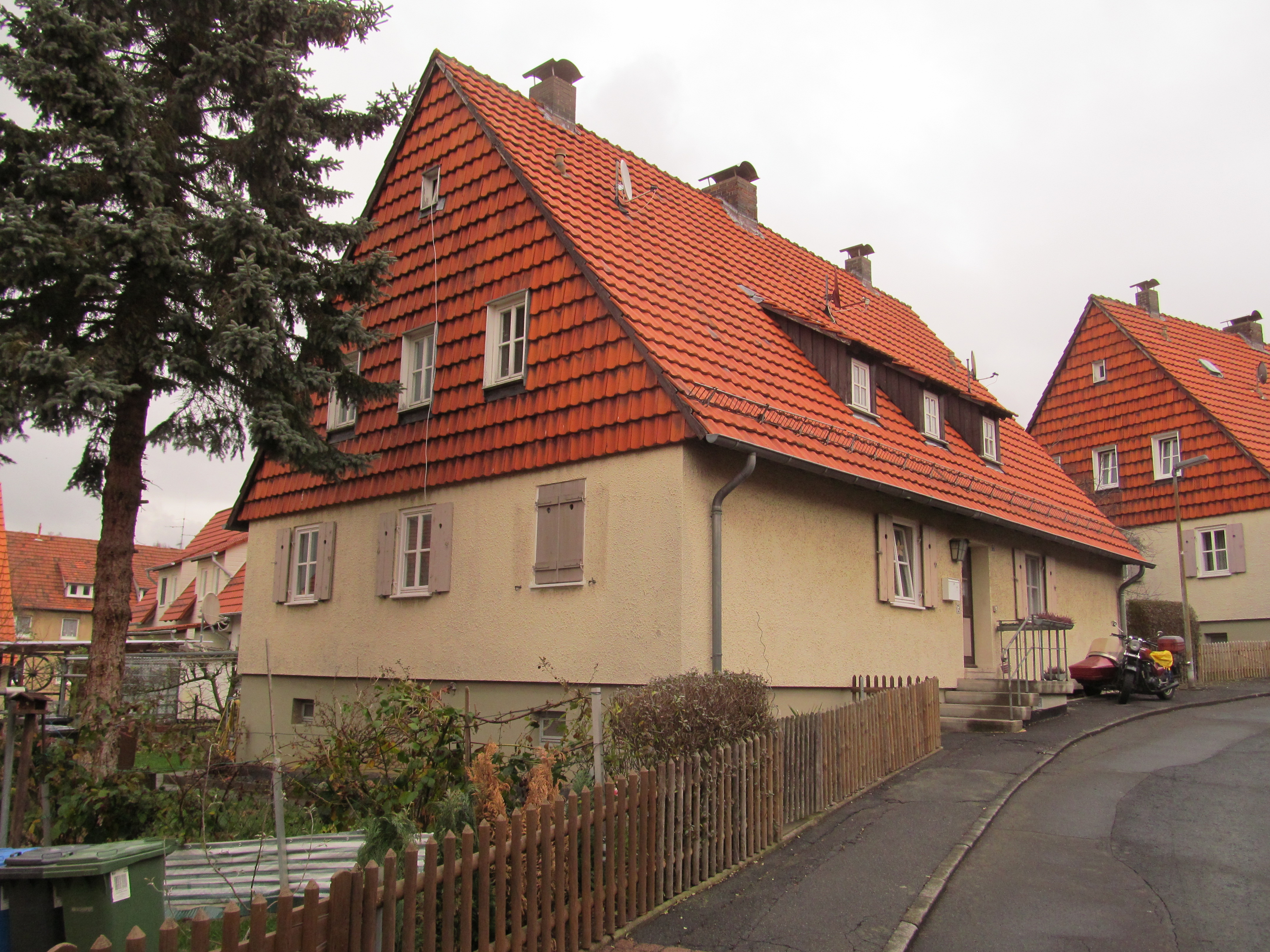
Lindenstraße 7
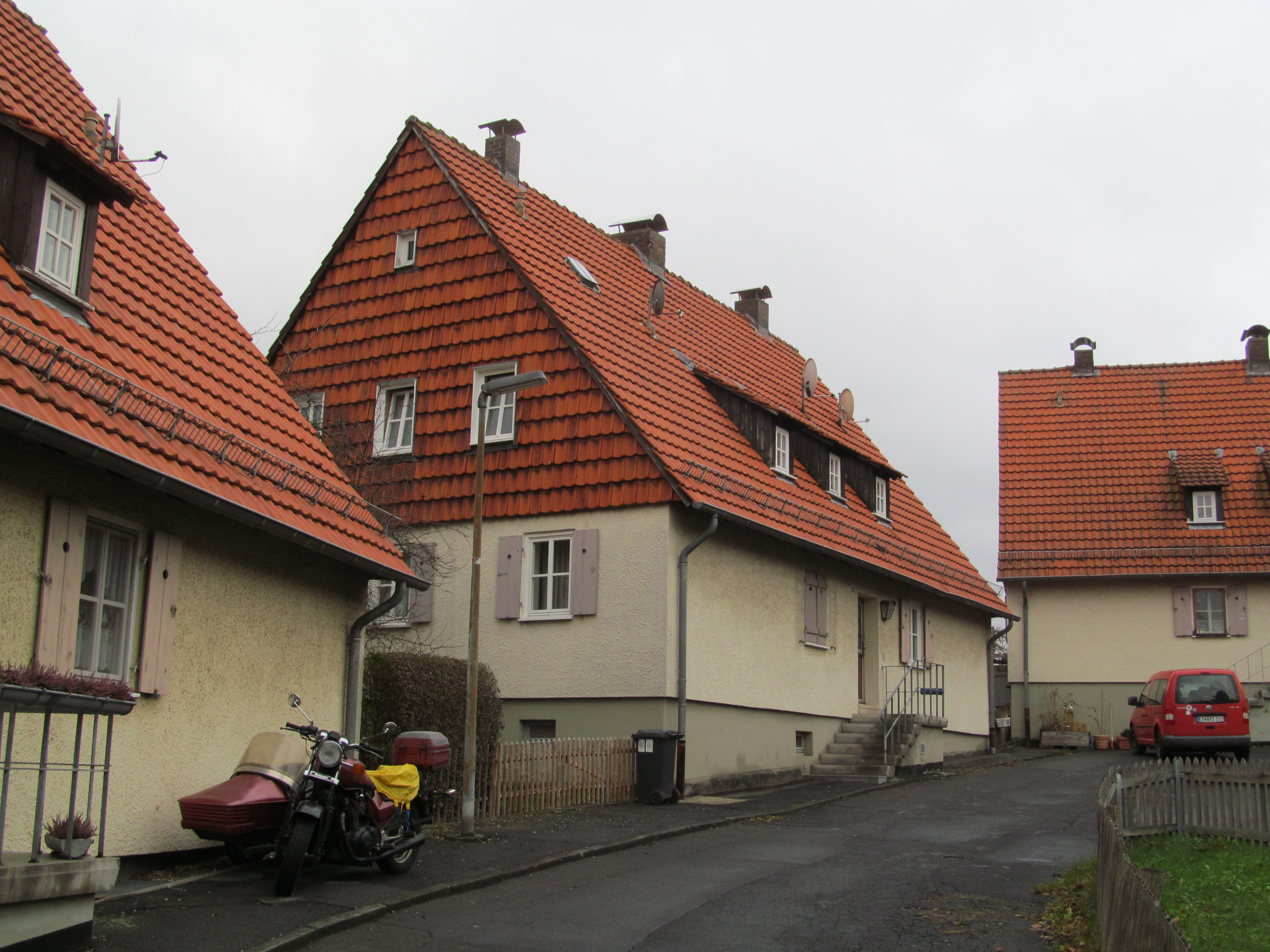
Lindenstraße 9
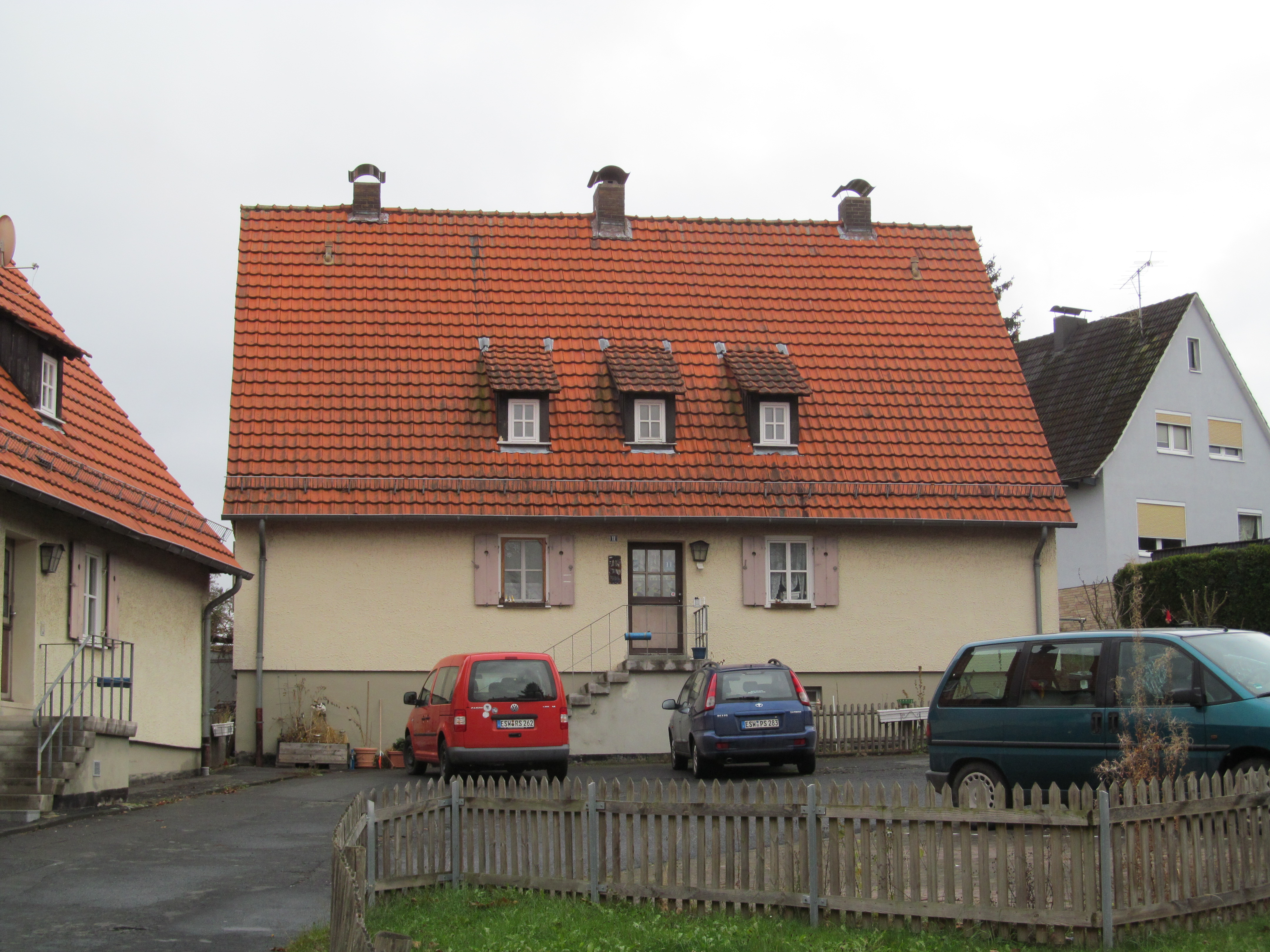
Lindenstraße 11
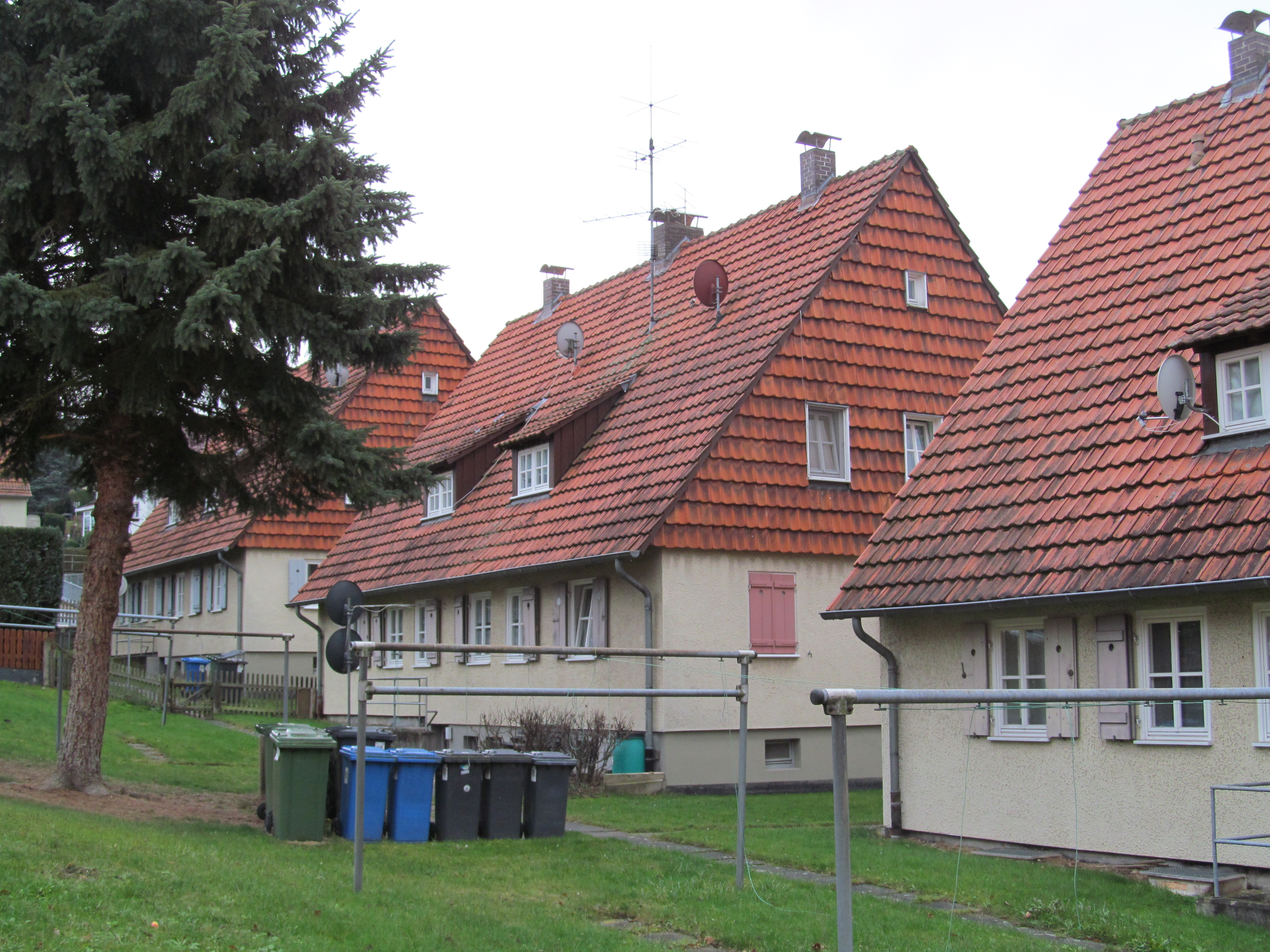
Lindenstraße 15
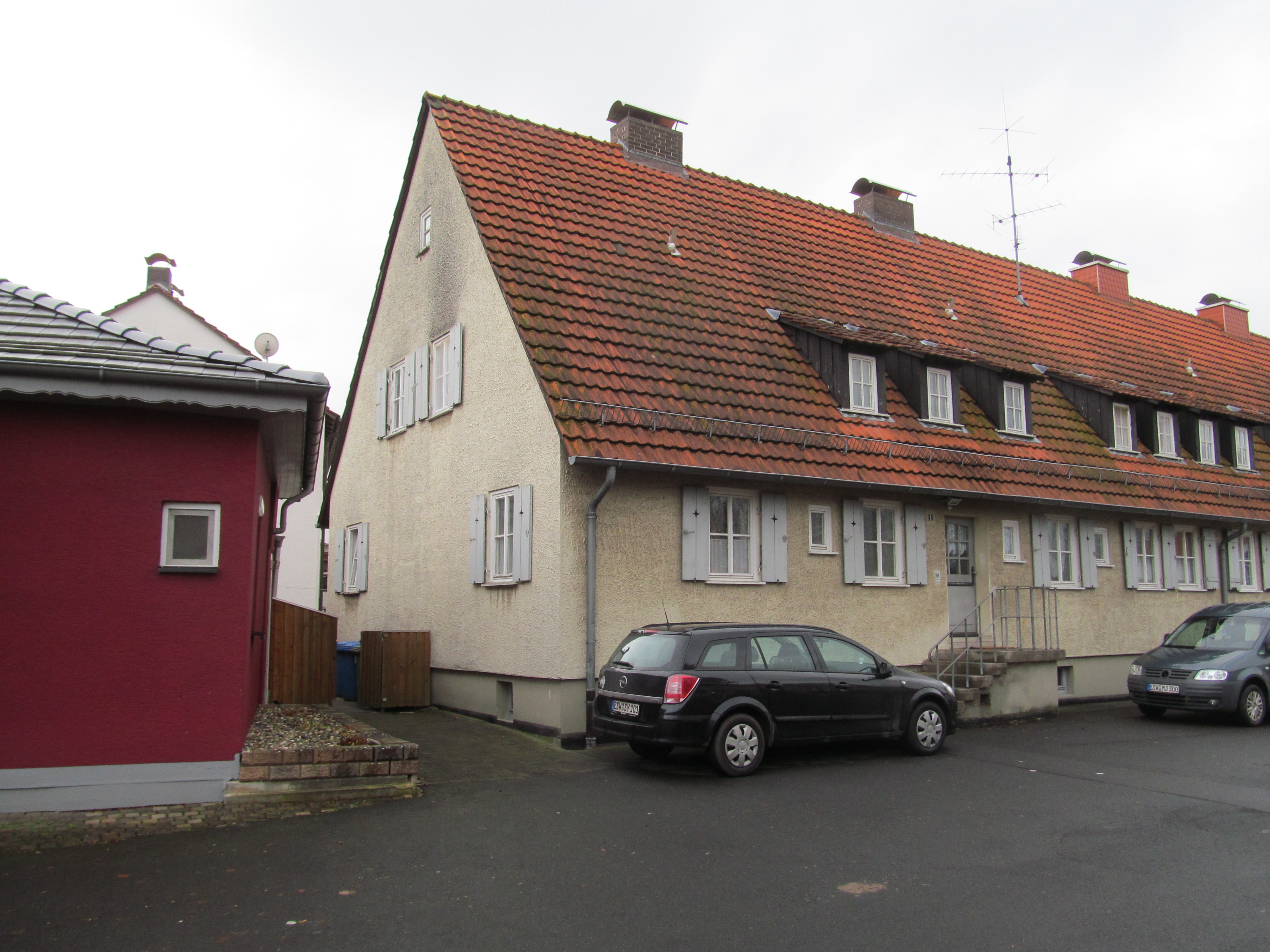
Thingstätte 1
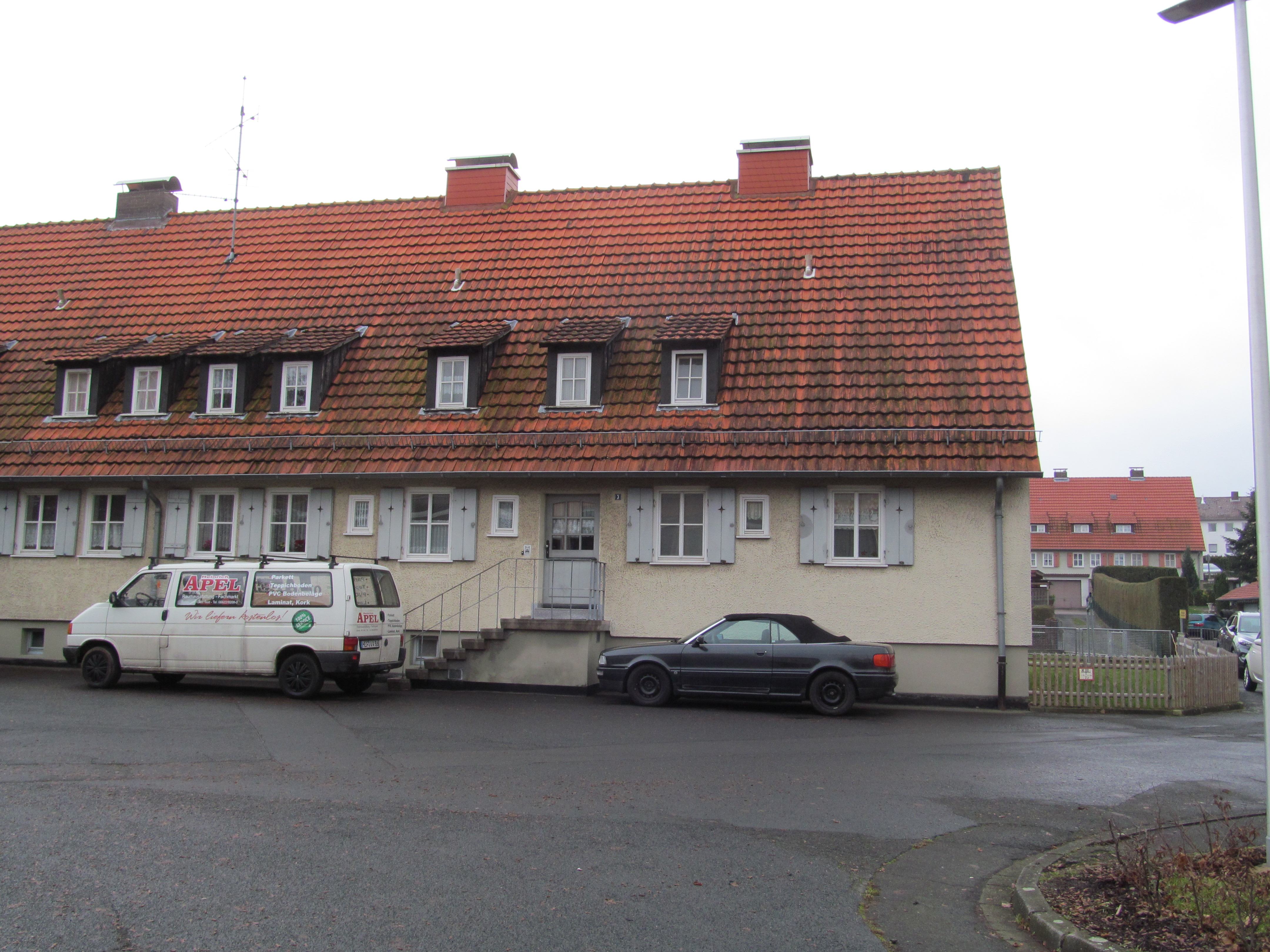
Thingstätte 3
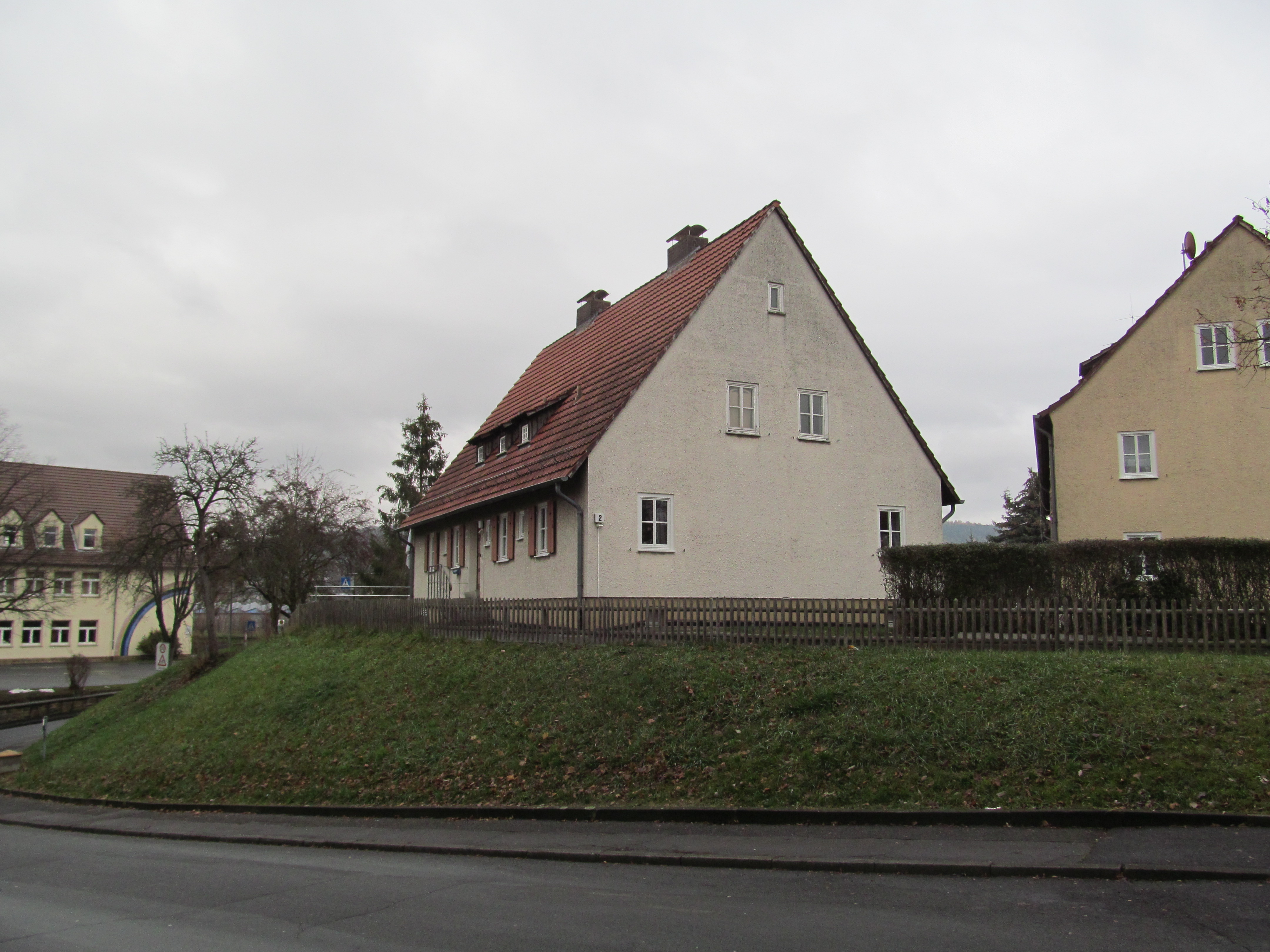
Weldaer Straße 2
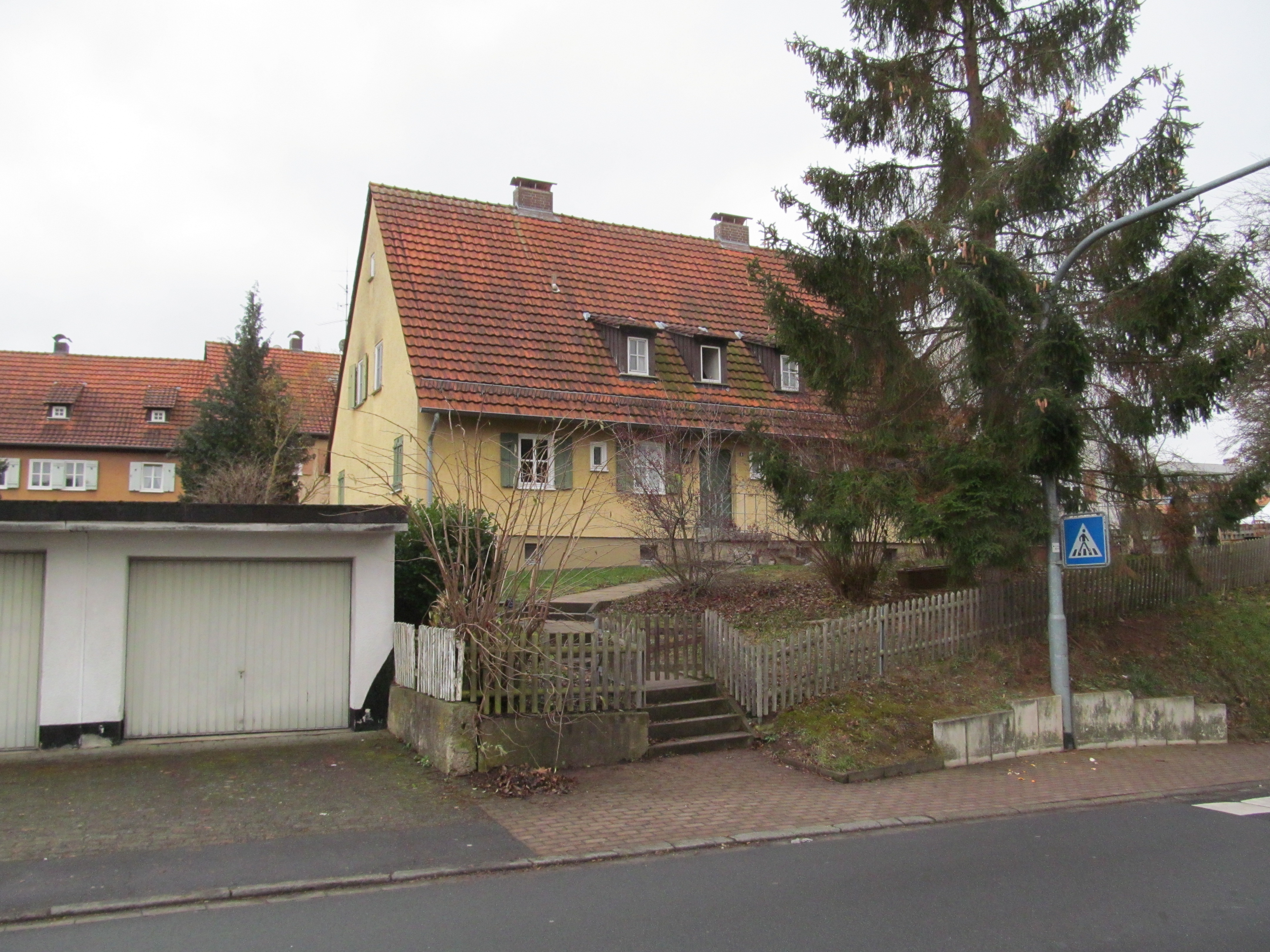
Weldaer Straße 4
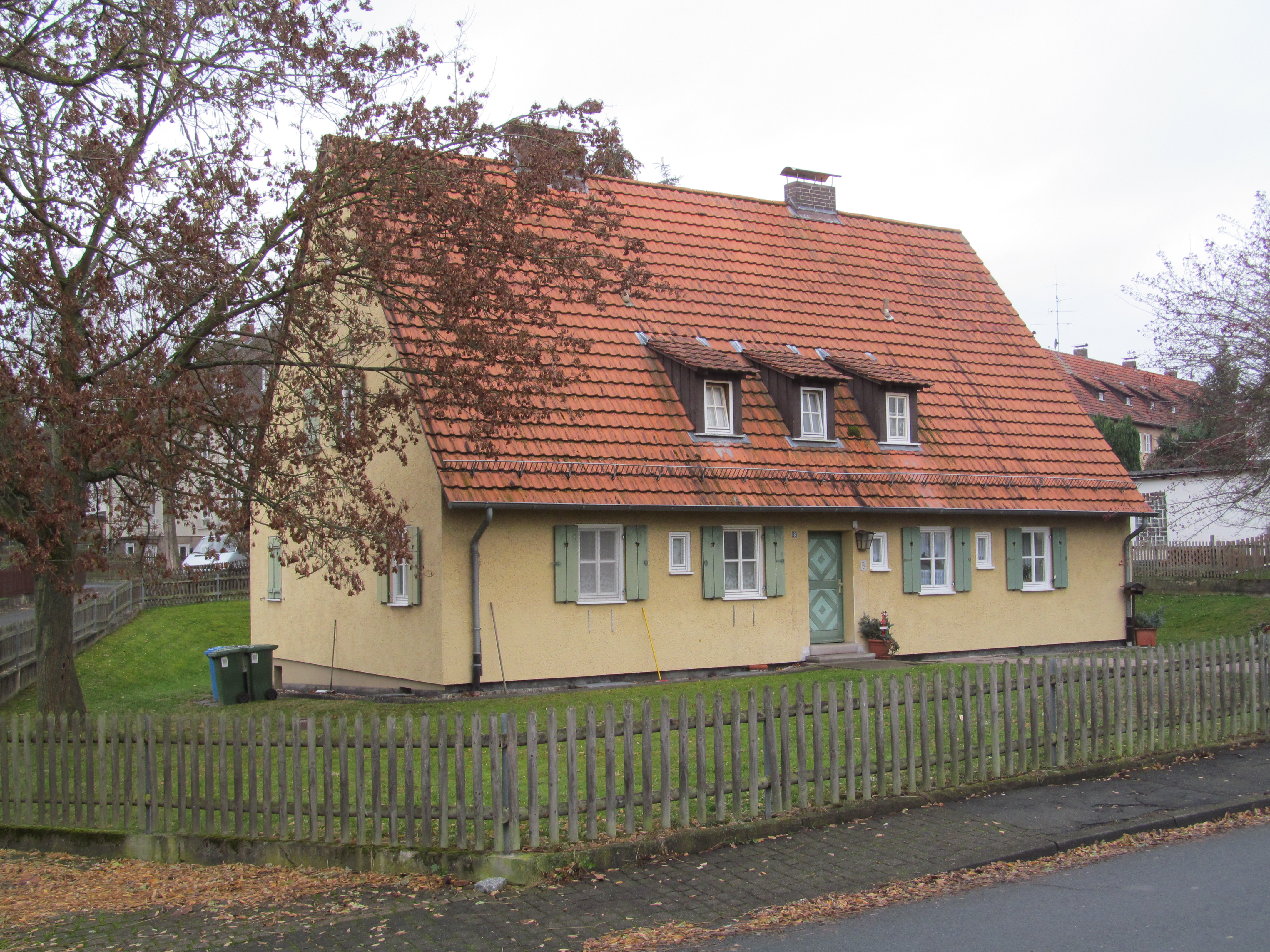
Weldaer Straße 8
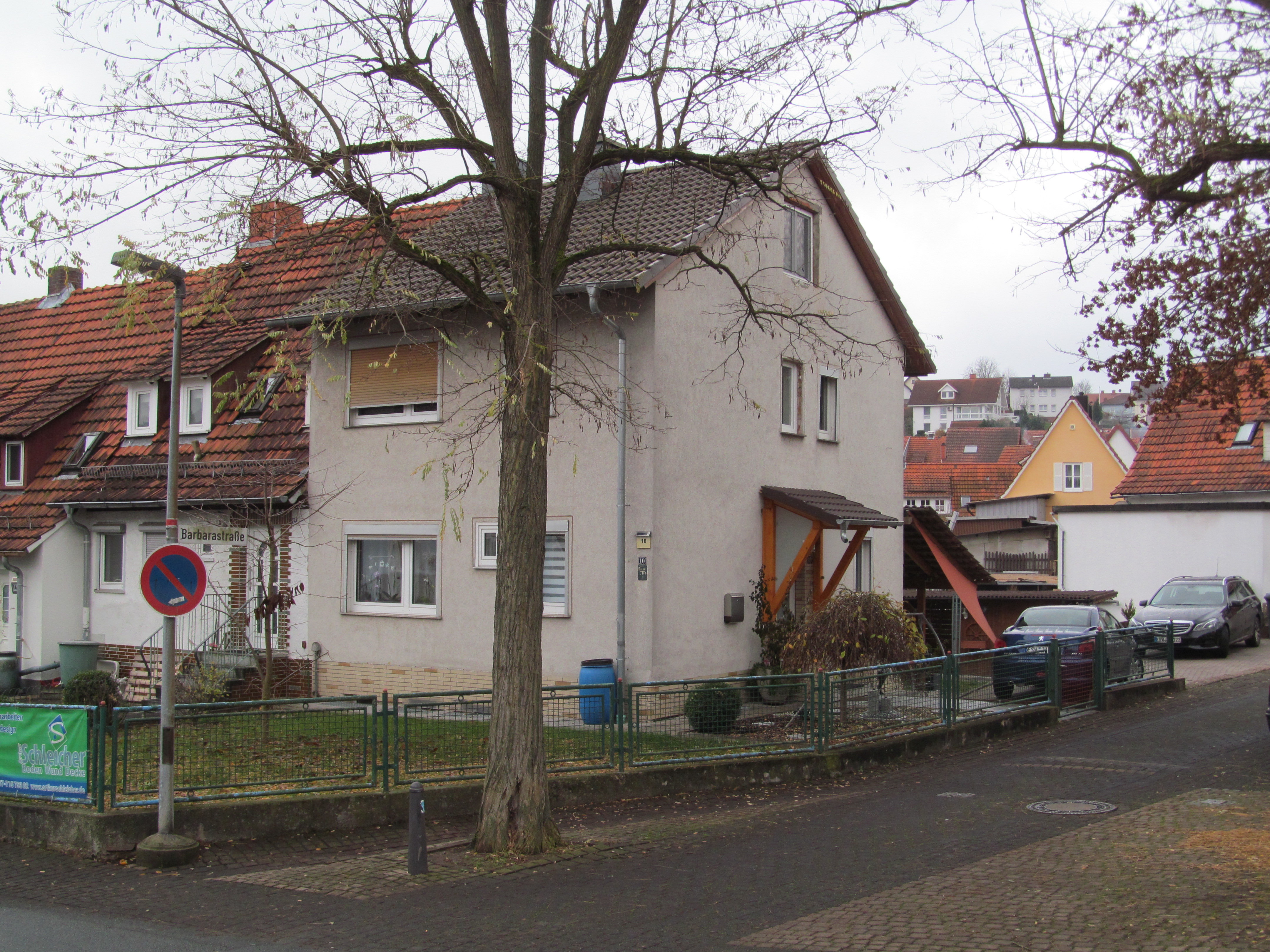
Weldaer Straße 10
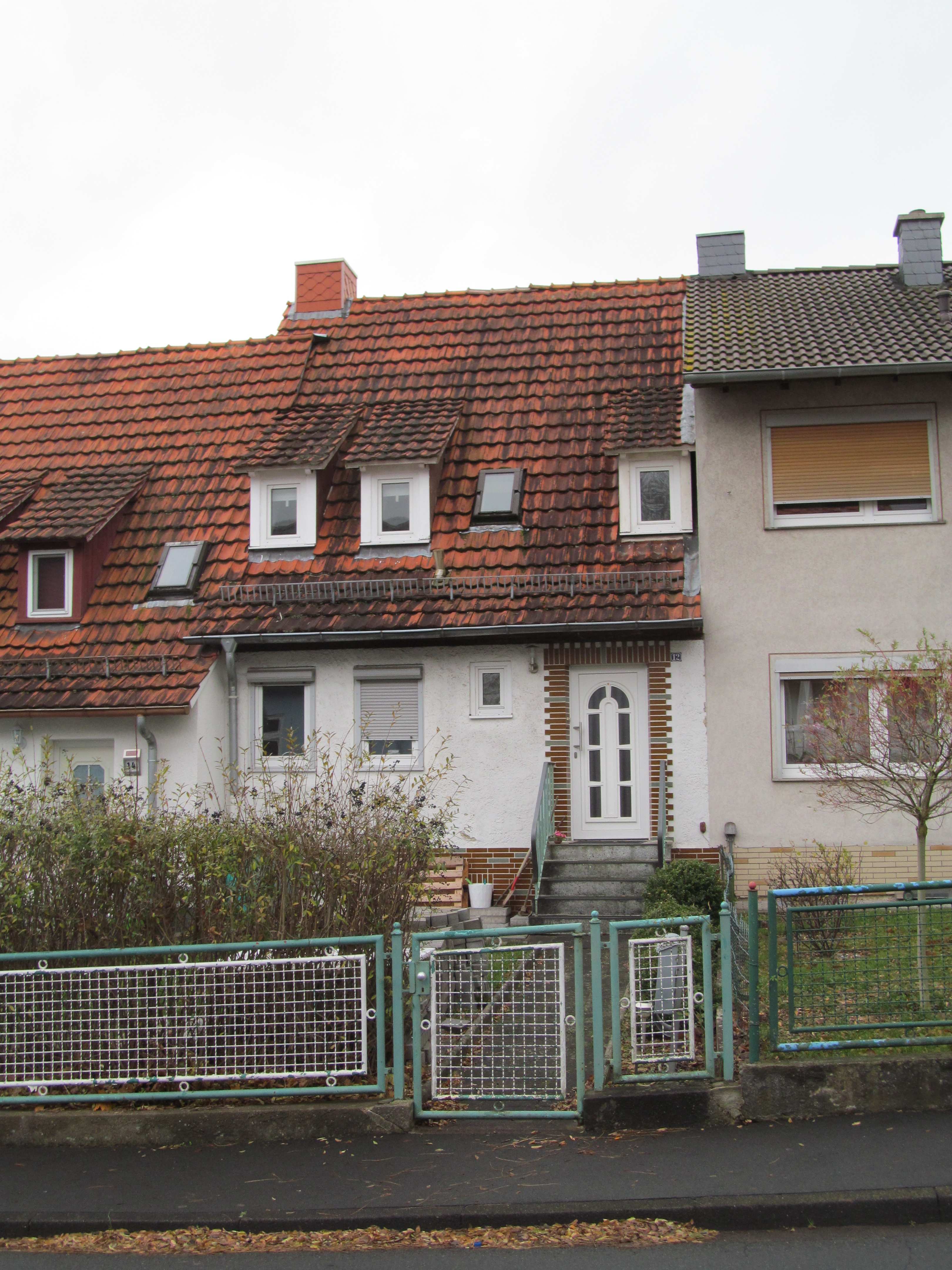
Weldaer Straße 12
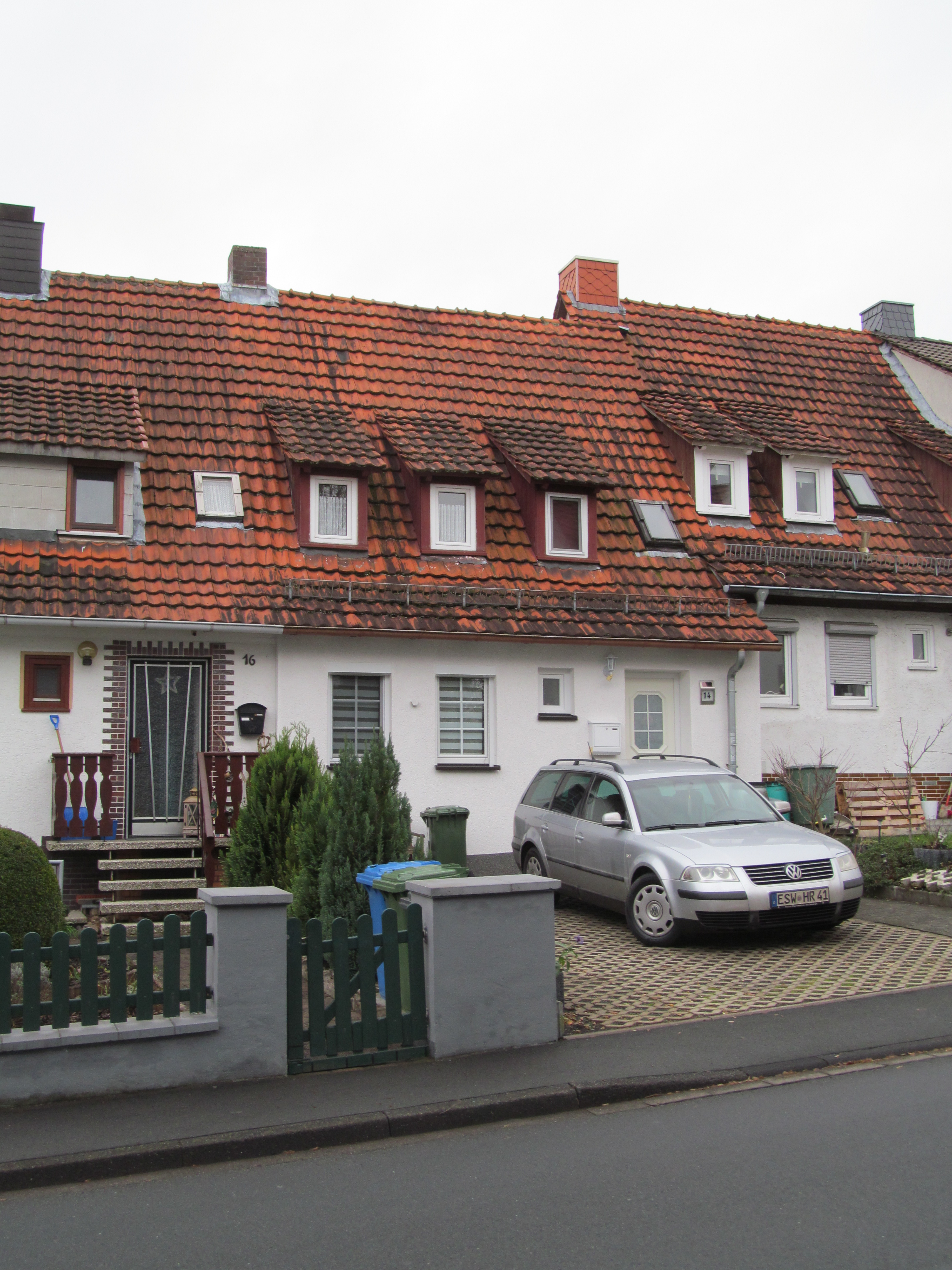
Weldaer Straße 14
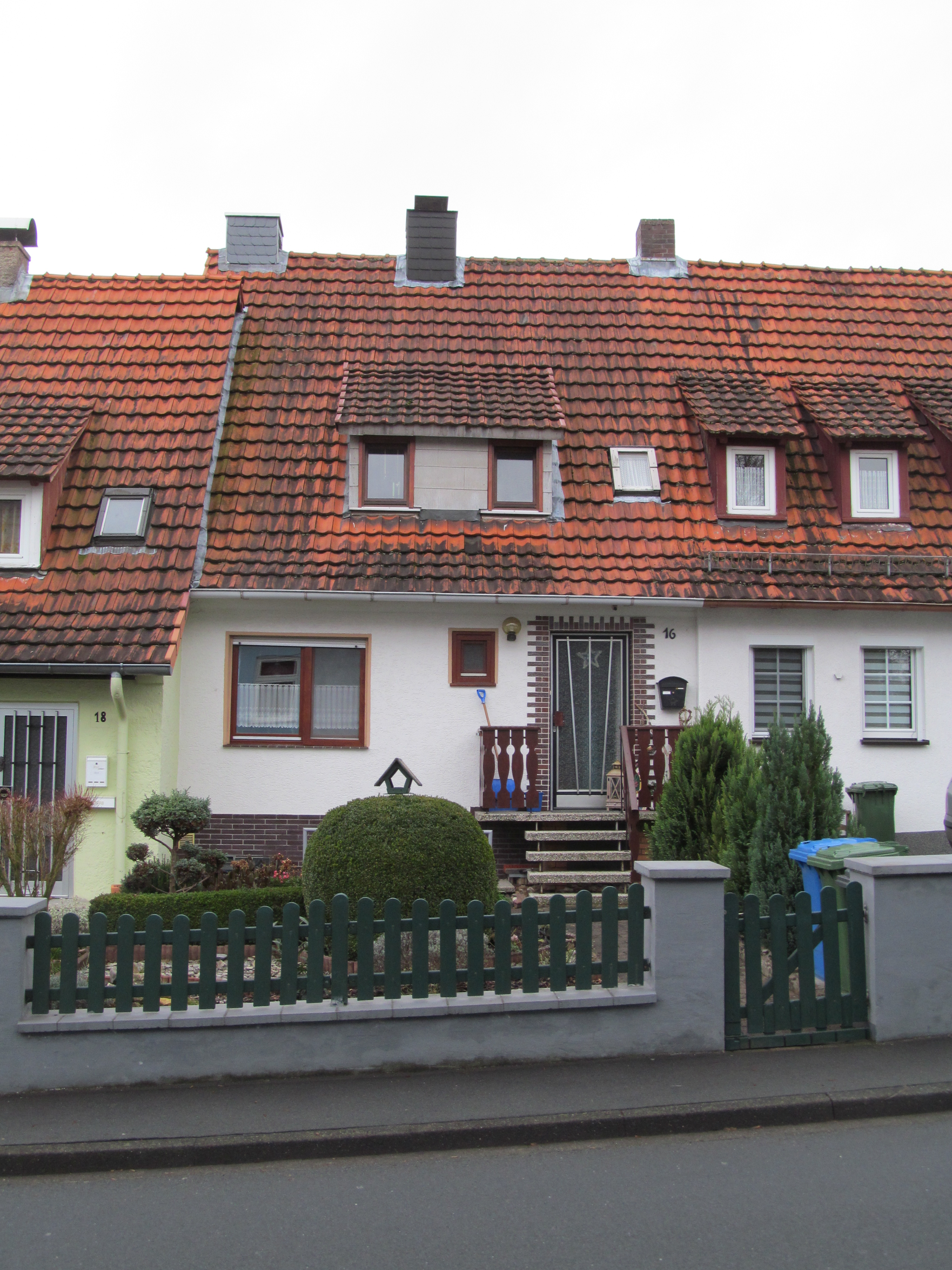
Weldaer Straße 16
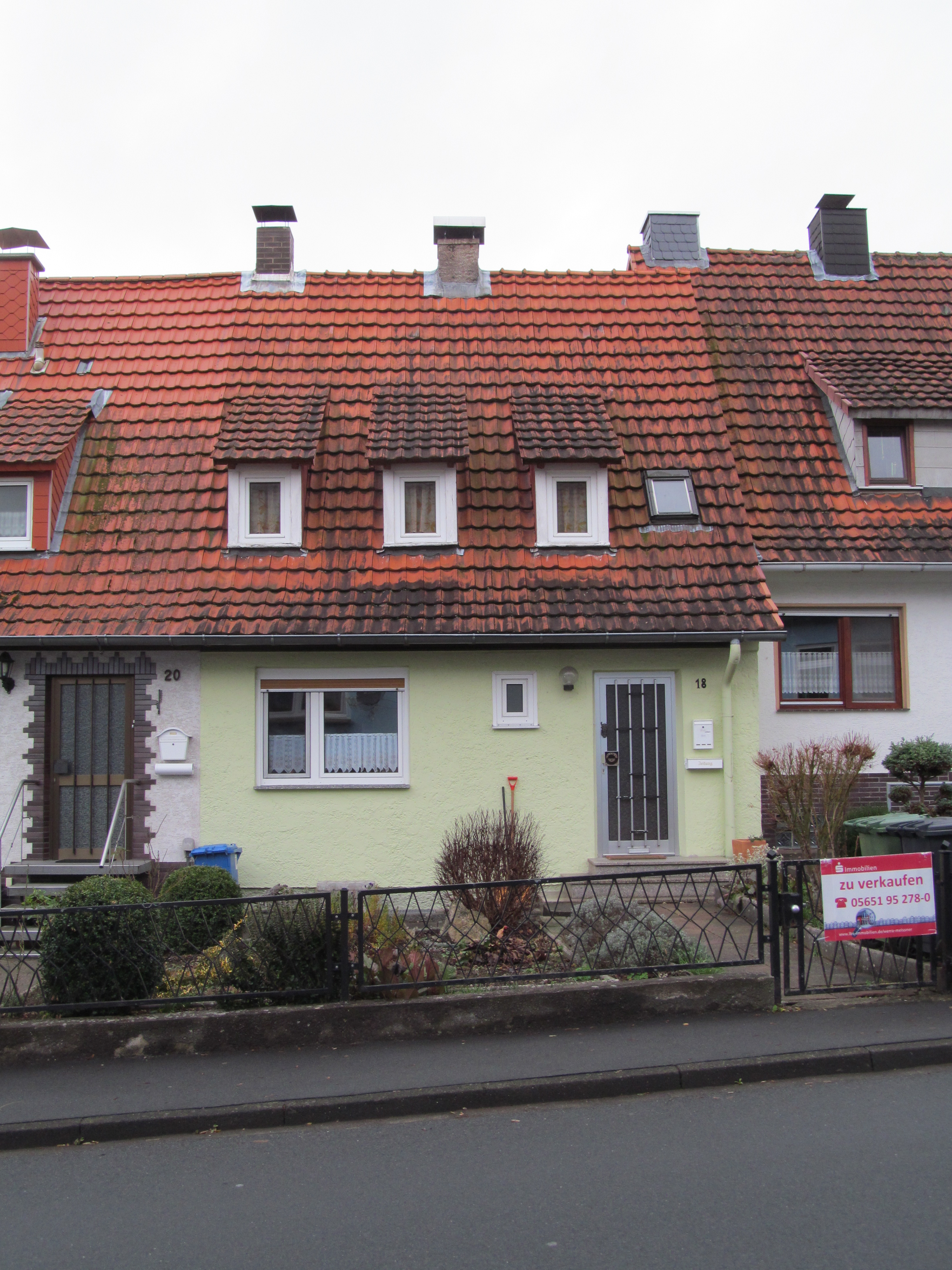
Weldaer Straße 18
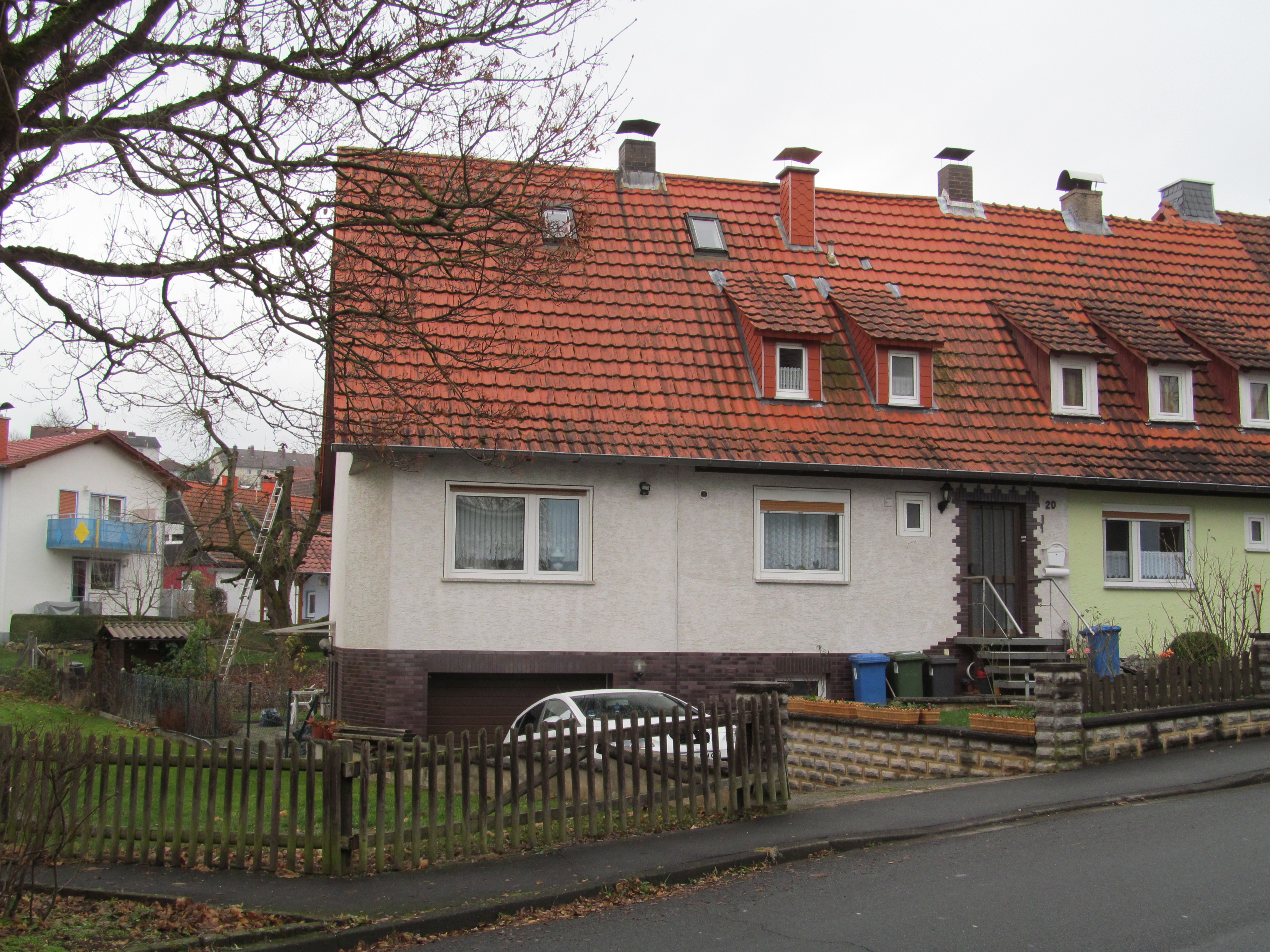
Weldaer Straße 20
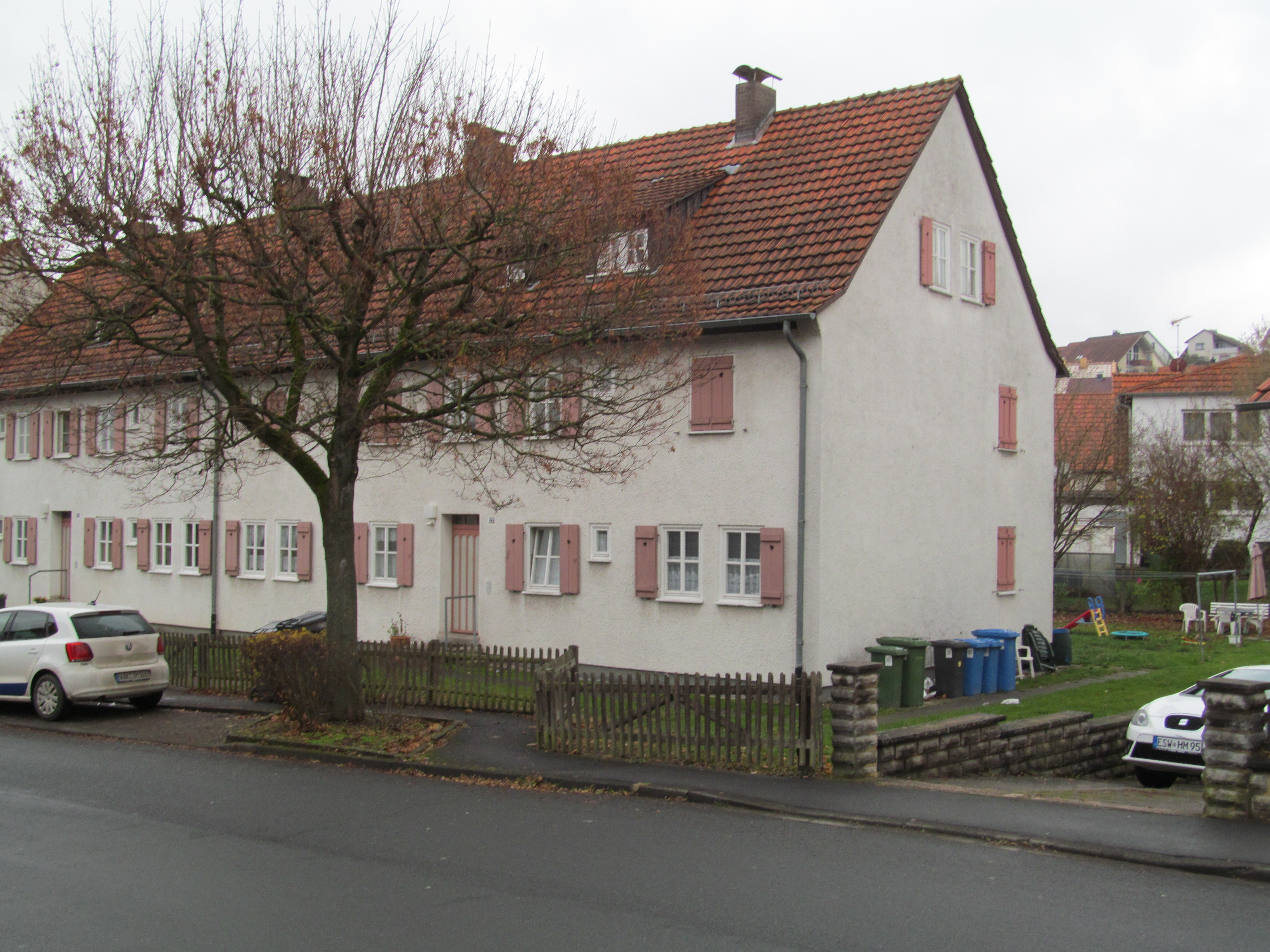
Weldaer Straße 22
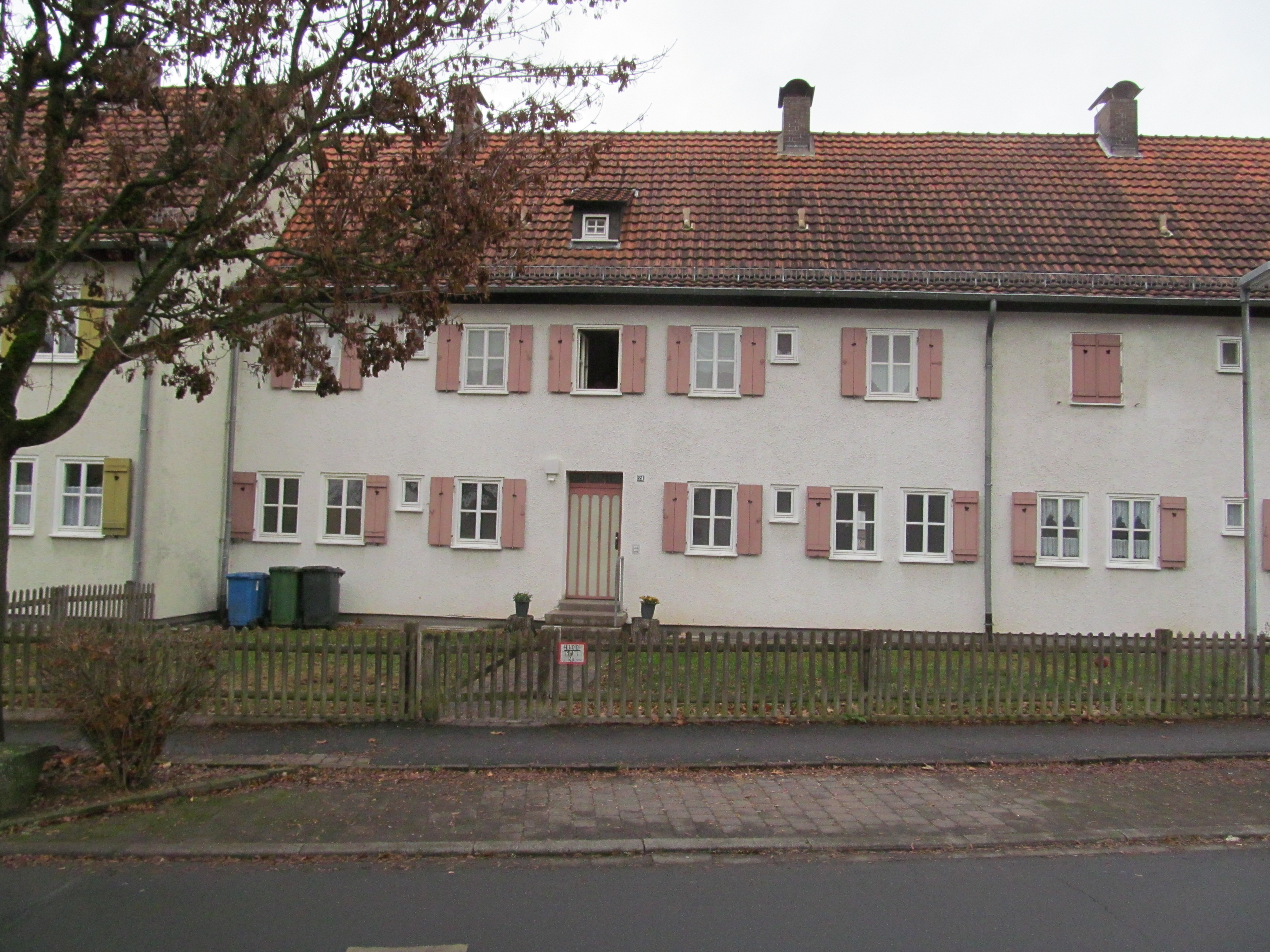
Weldaer Straße 24
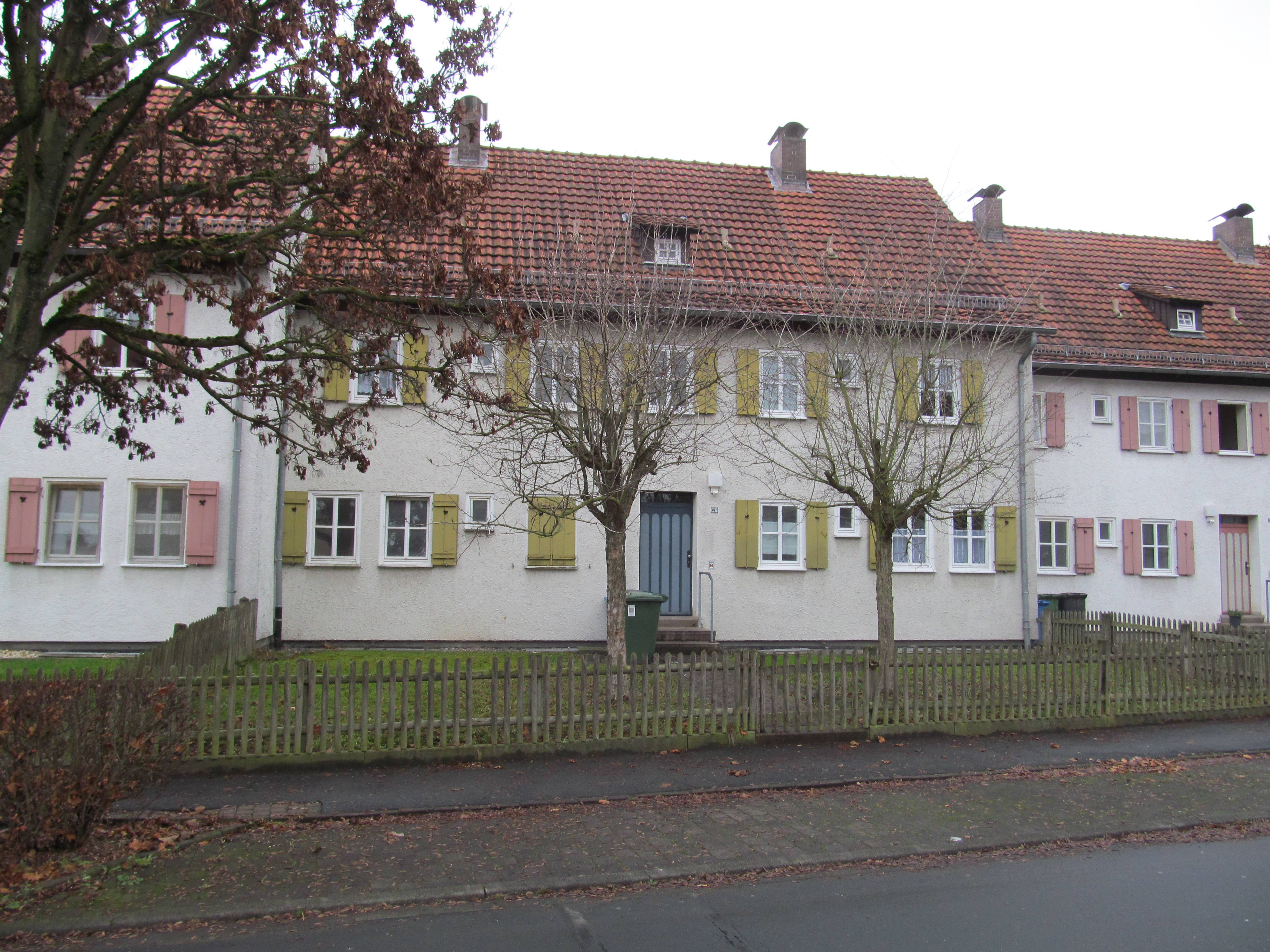
Weldaer Straße 26
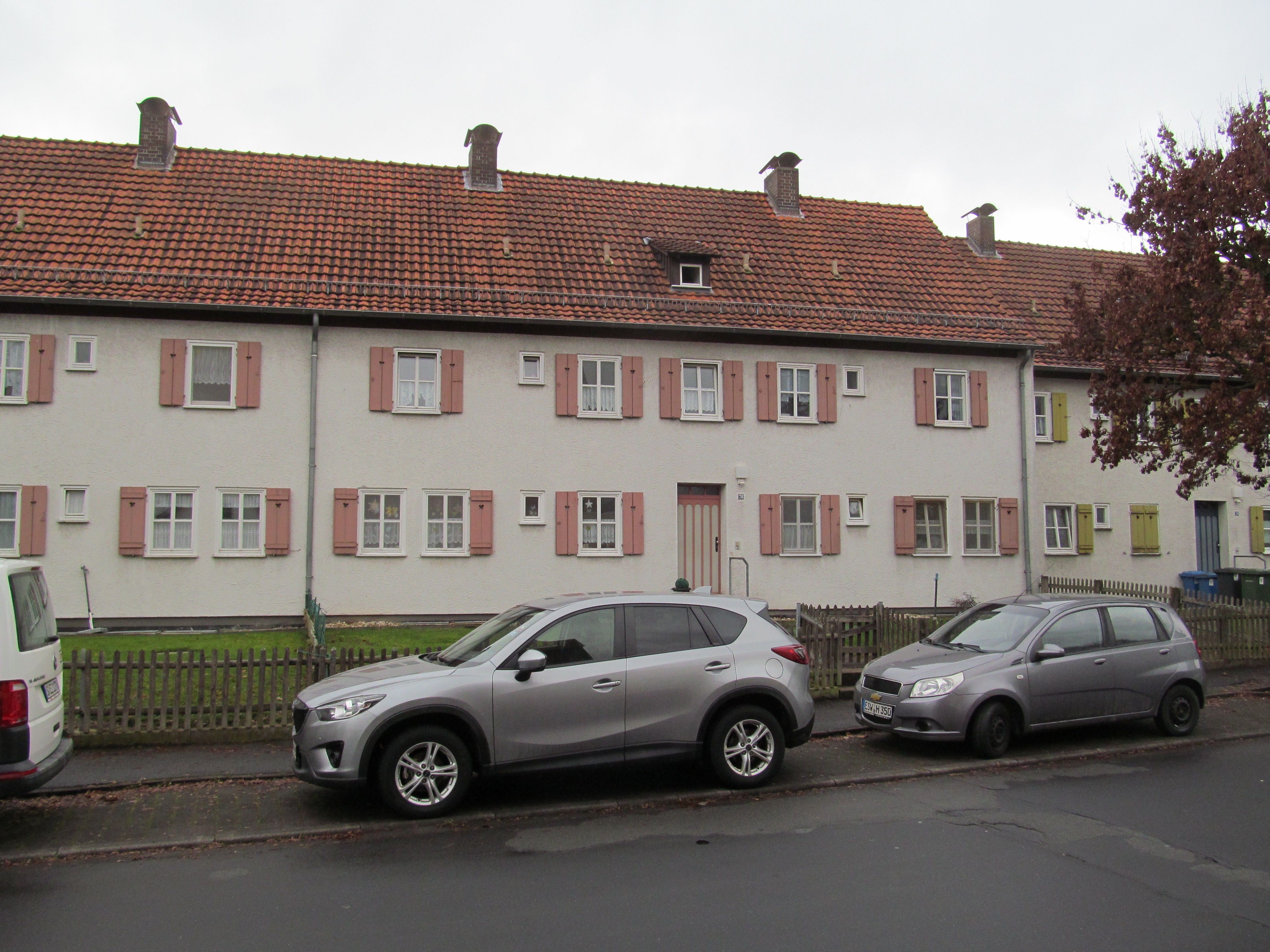
Weldaer Straße 28
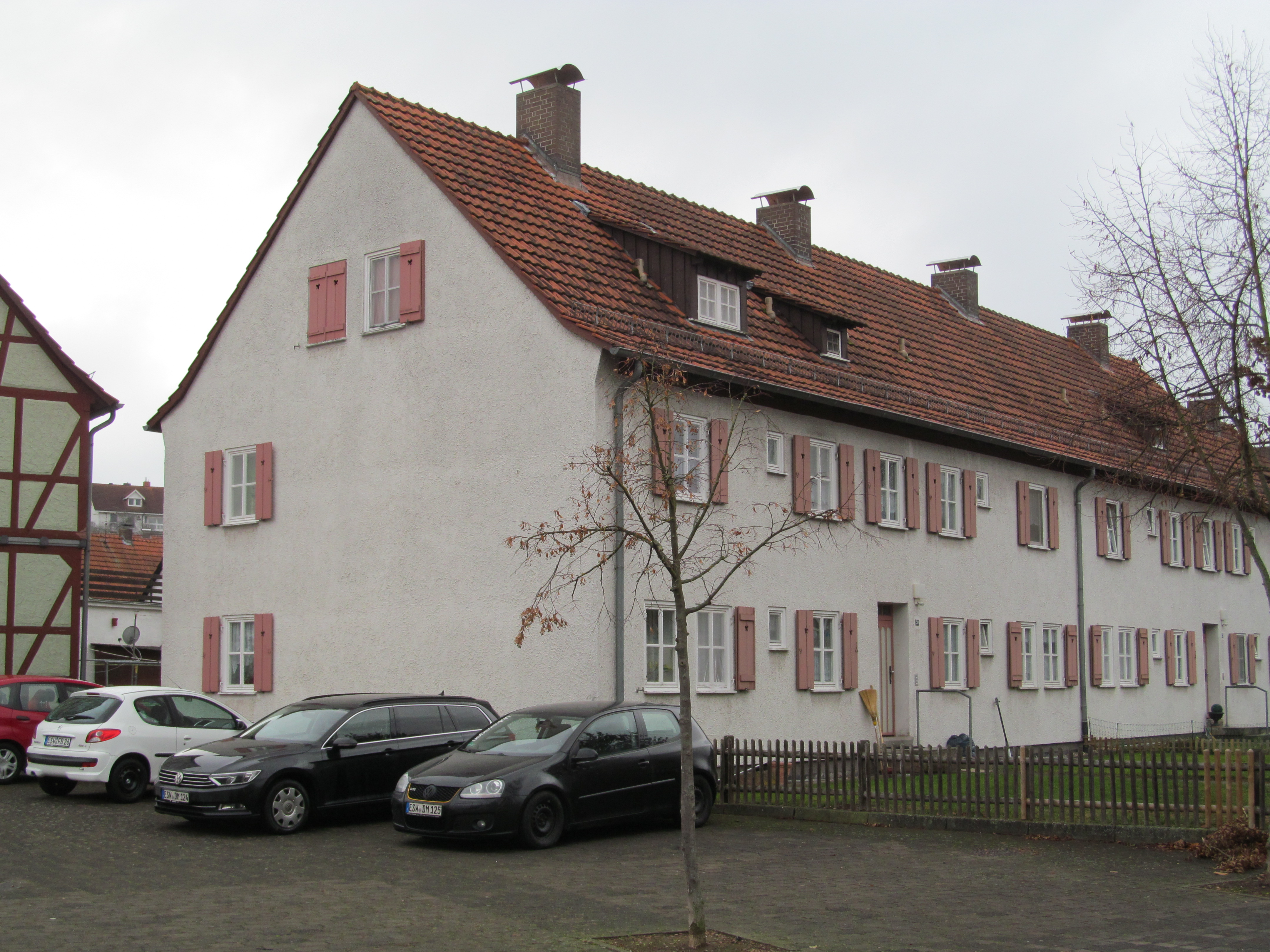
Weldaer Straße 30

Denkmäler der Gesamtanlage Glück-Auf-Platz ohne eigenen Eintrag in der Topographie
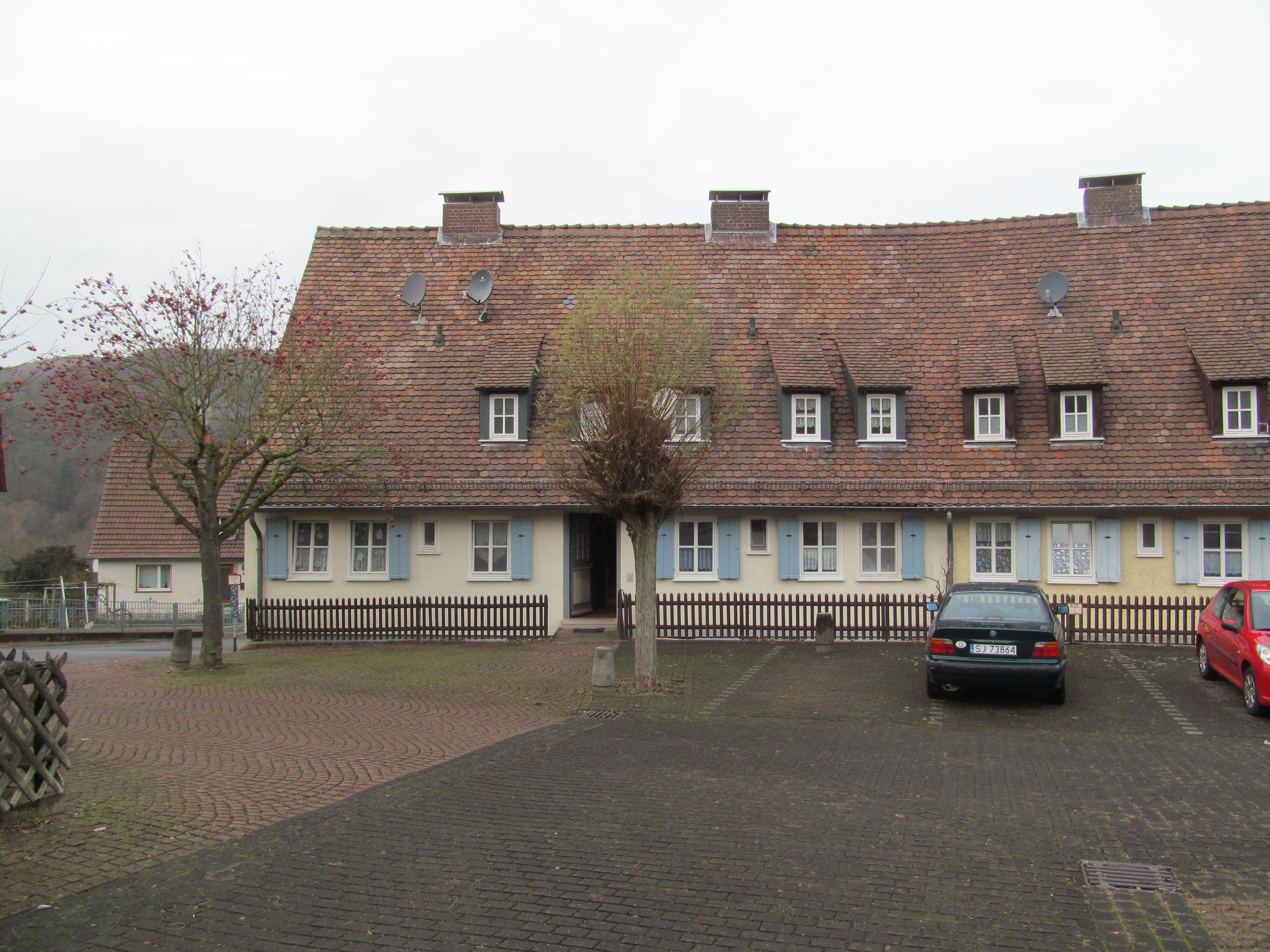
Glück-Auf-Platz 1
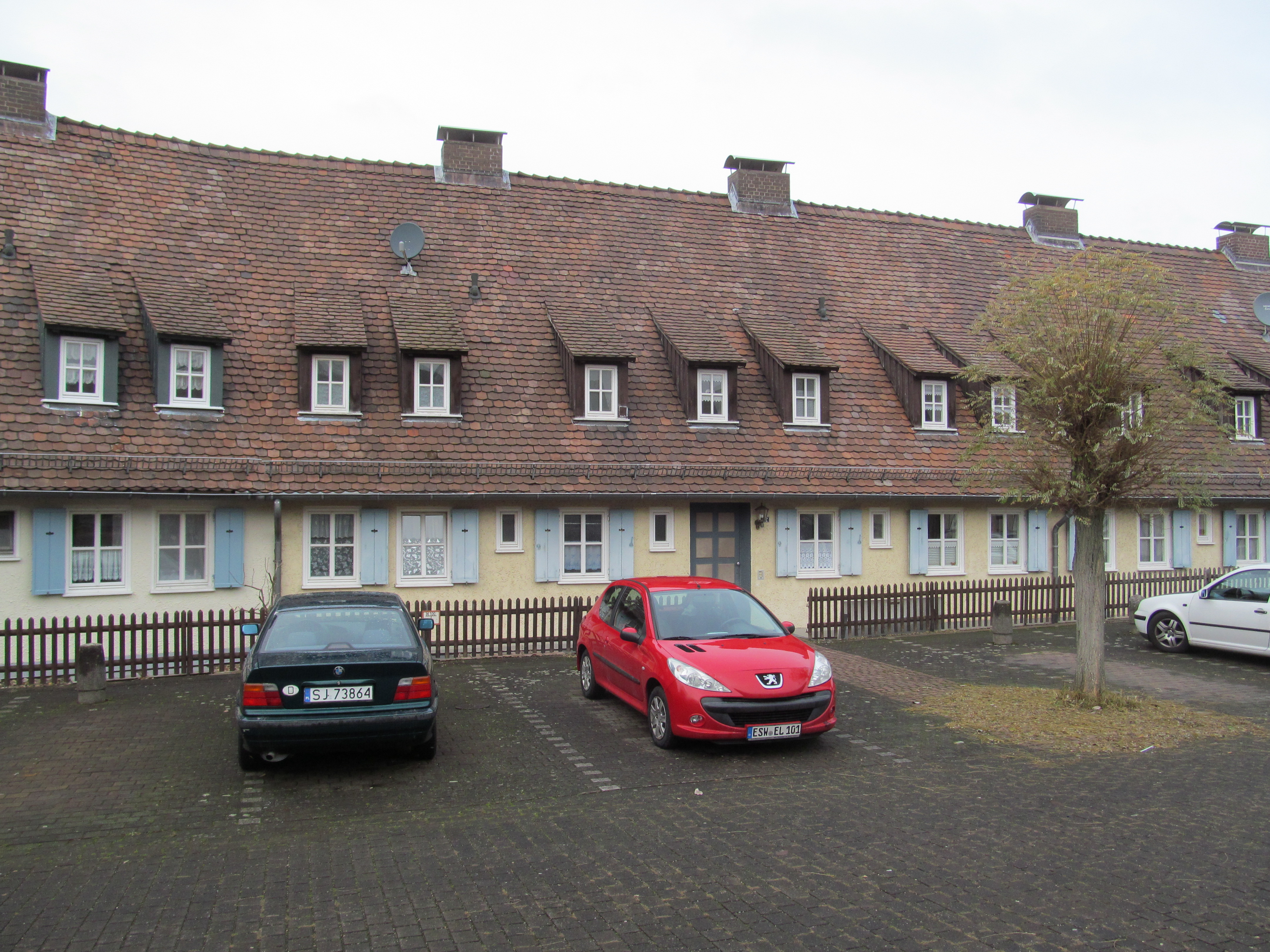
Glück-Auf-Platz 2
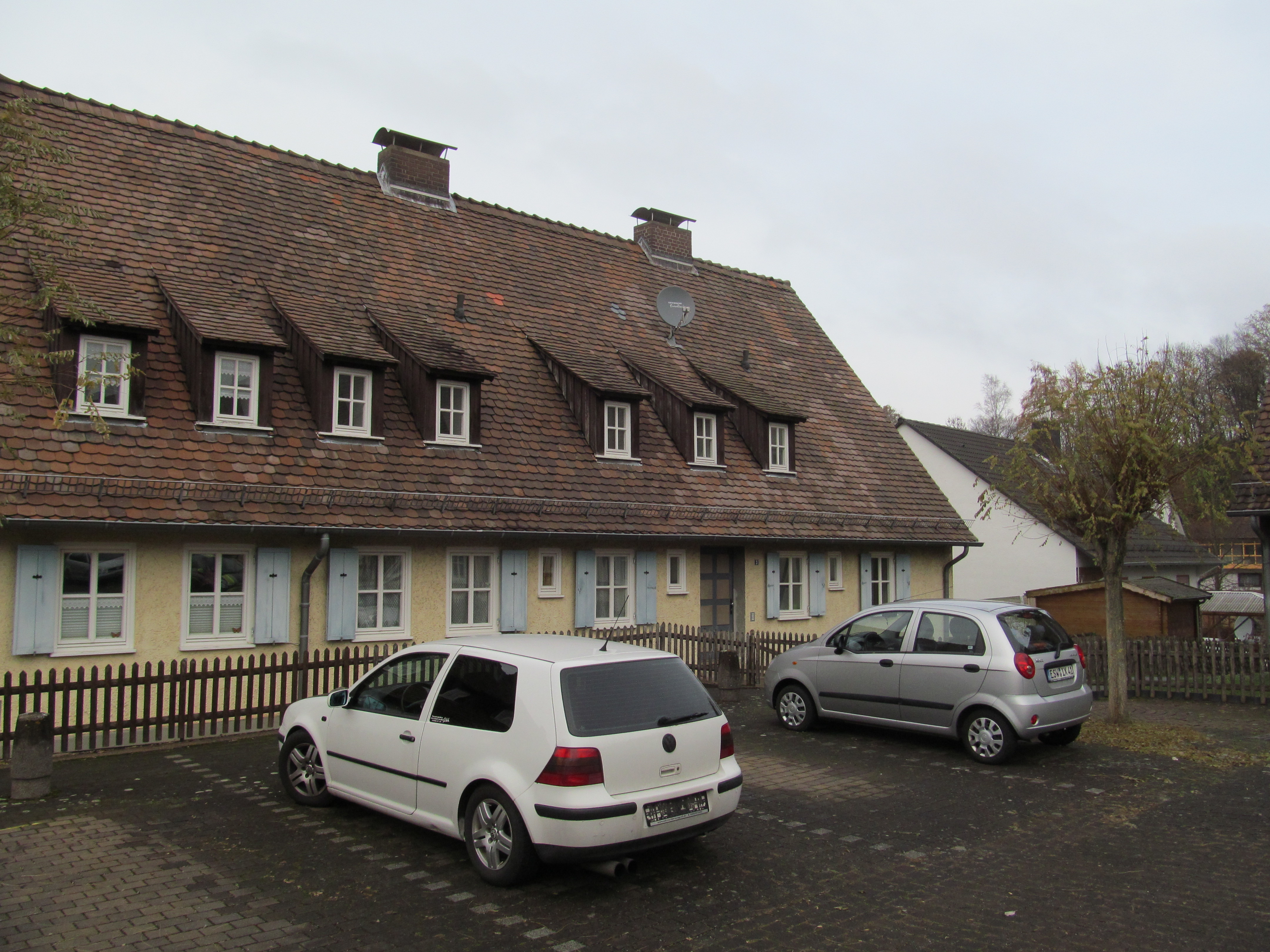
Glück-Auf-Platz 3
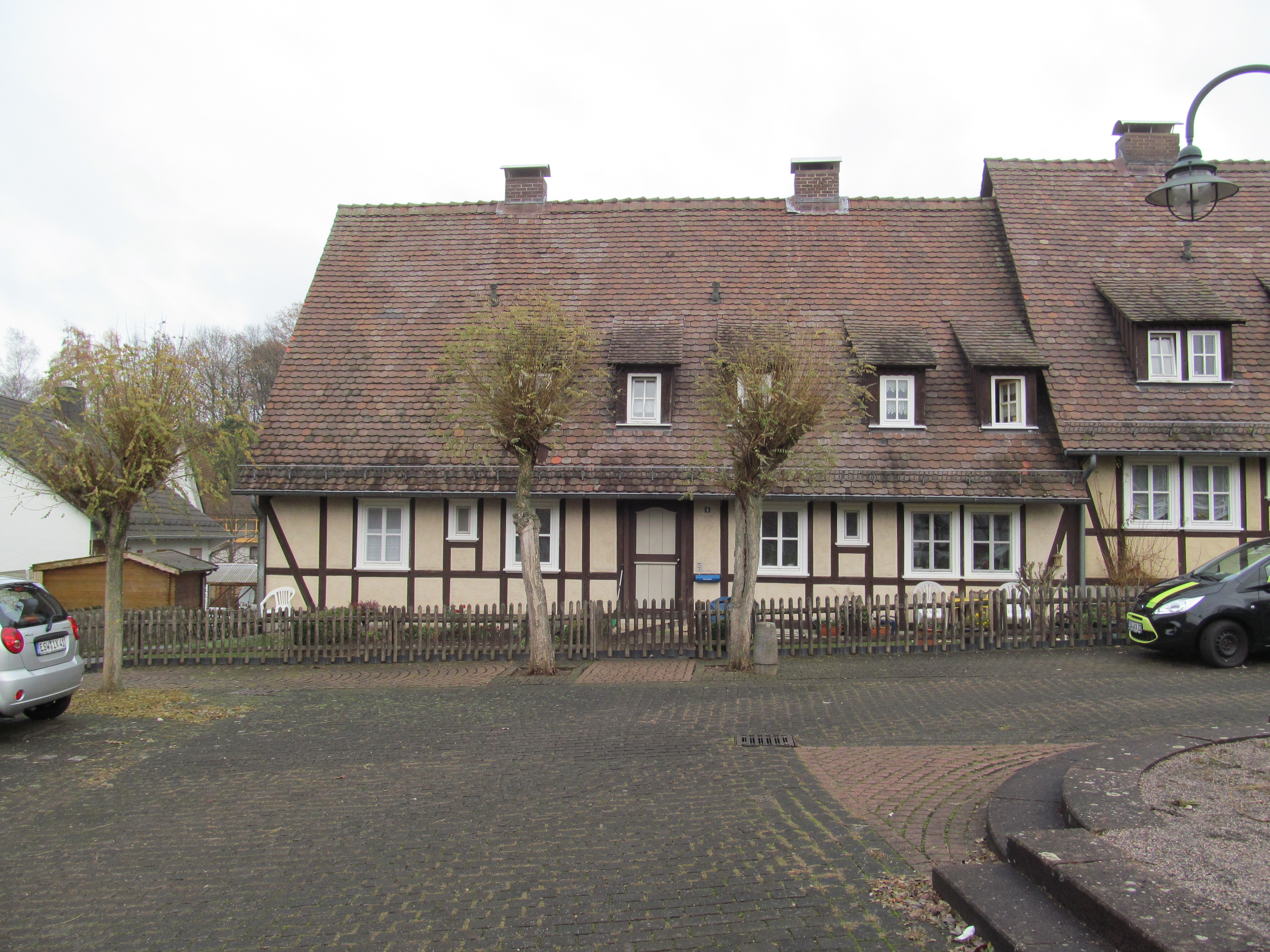
Glück-Auf-Platz 4
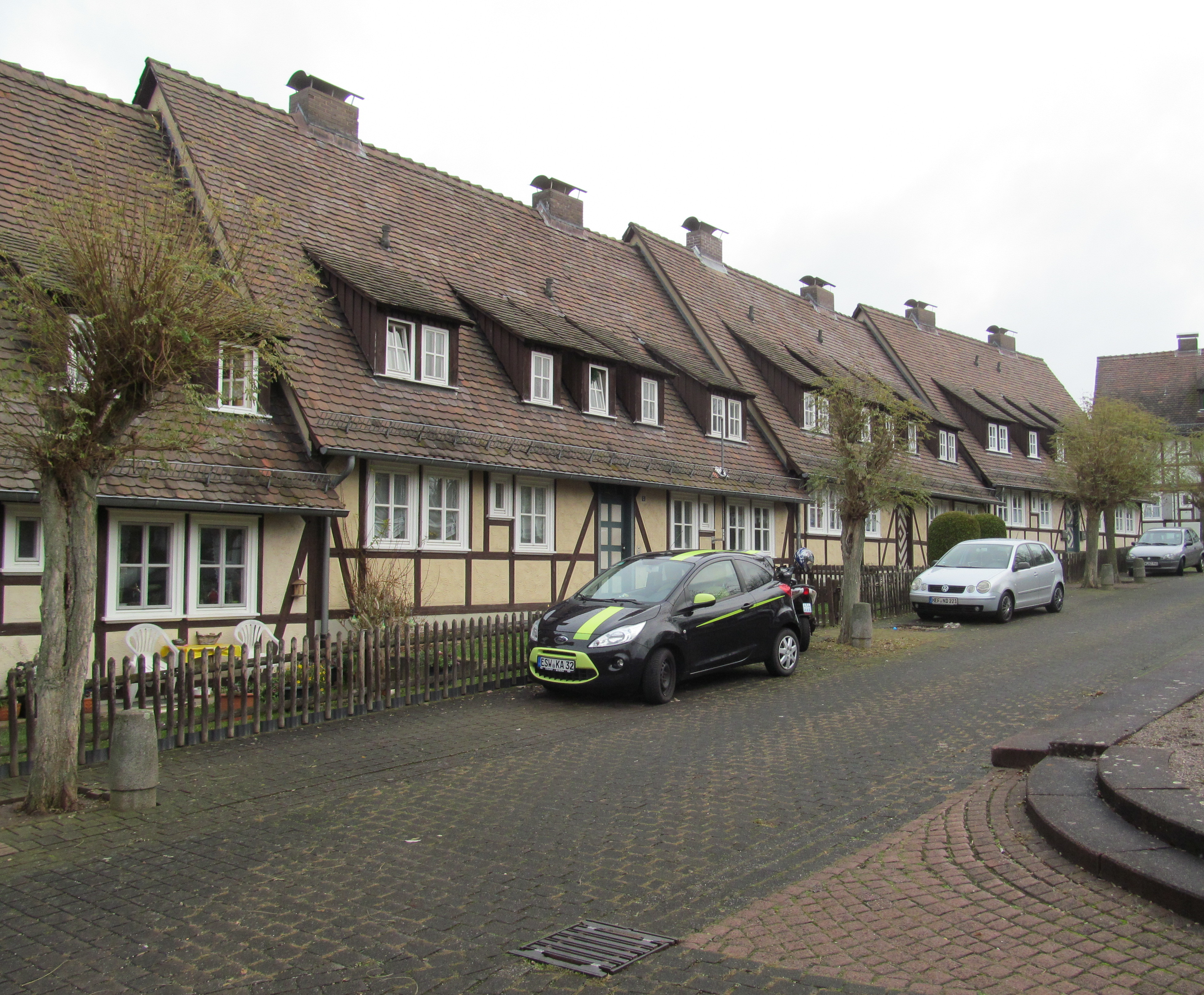
Glück-Auf-Platz 5
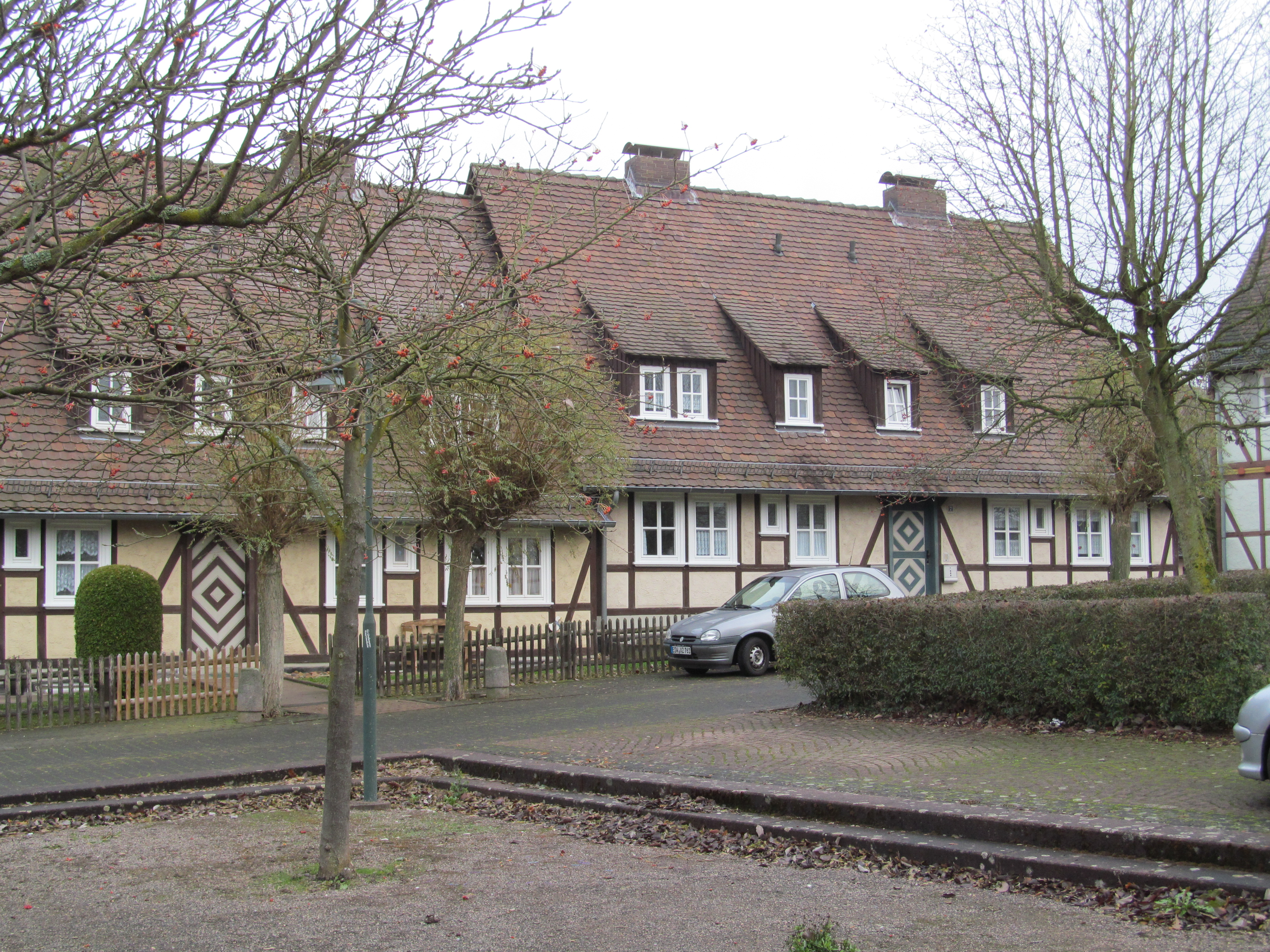
Glück-Auf-Platz 7
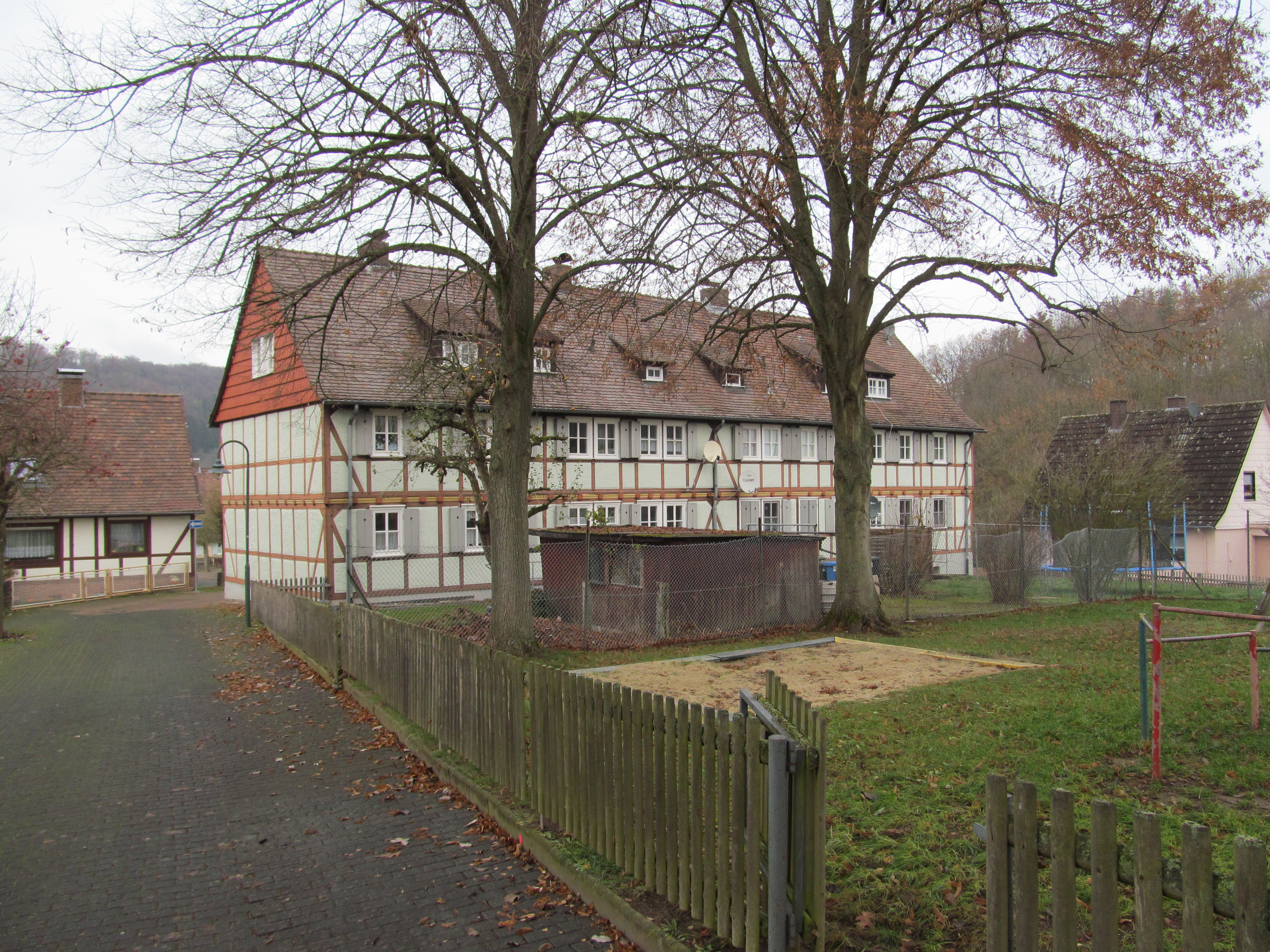
Glück-Auf-Platz 8
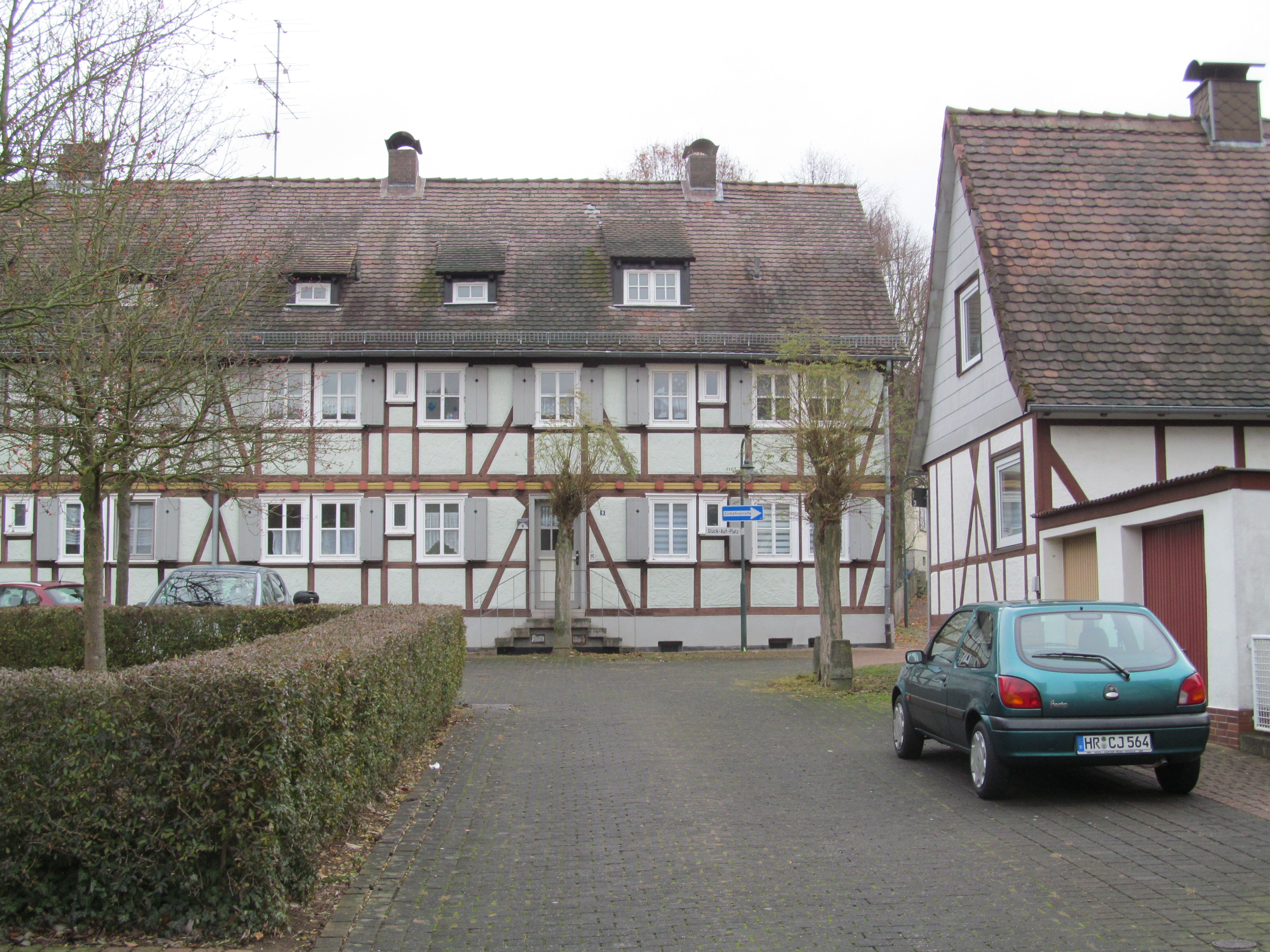
Glück-Auf-Platz 9
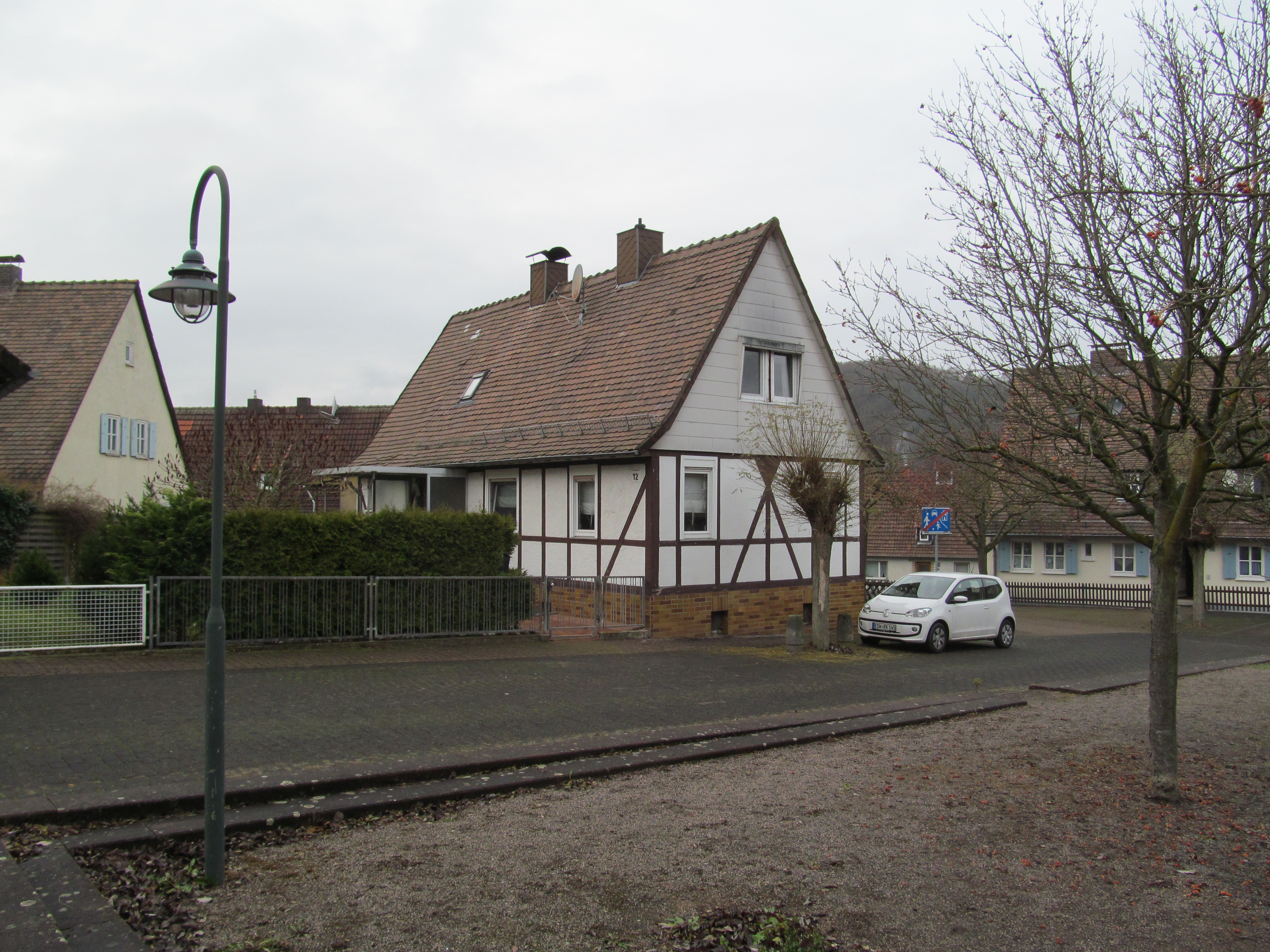
Glück-Auf-Platz 12
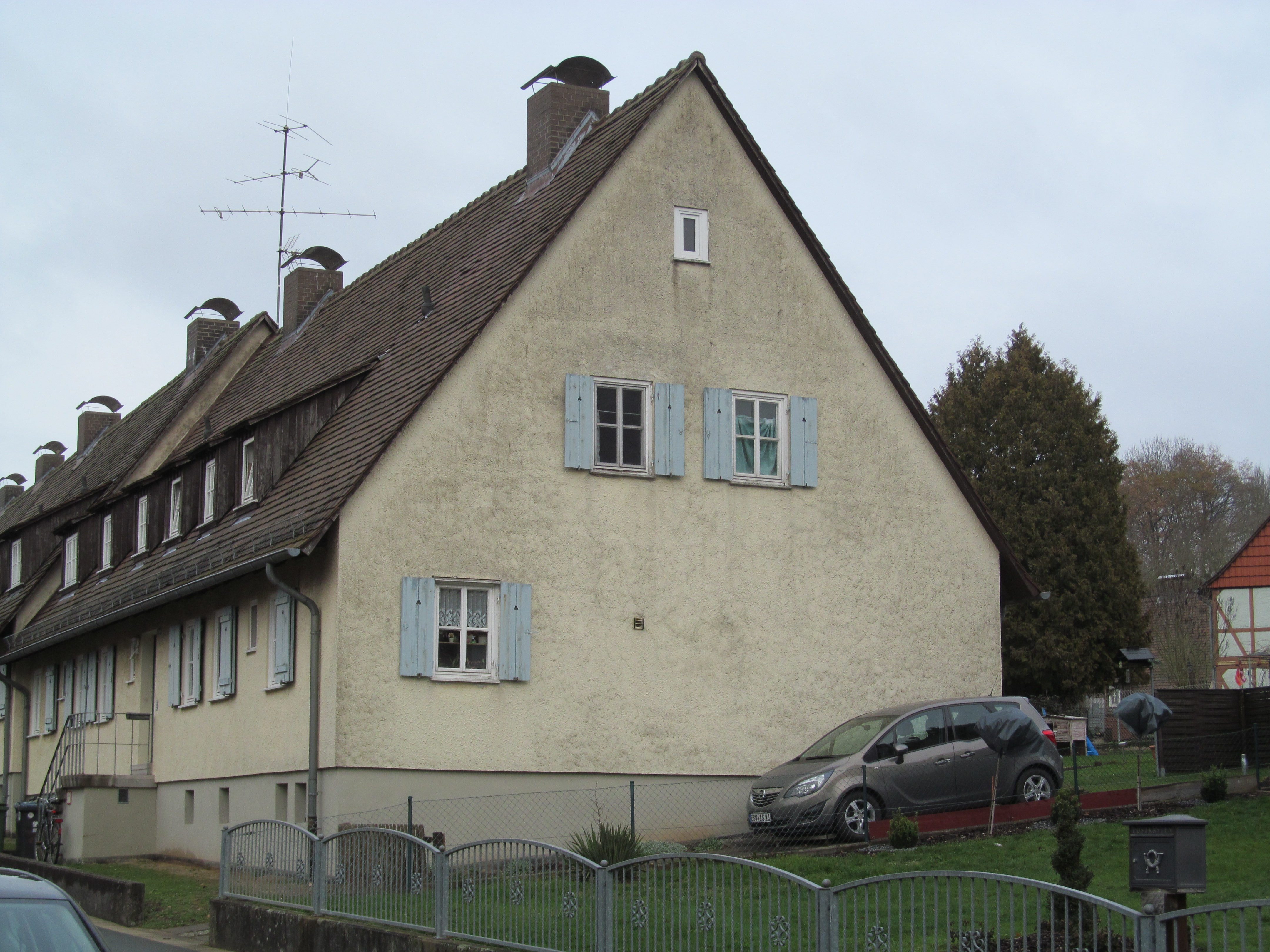
Knappenstraße 40
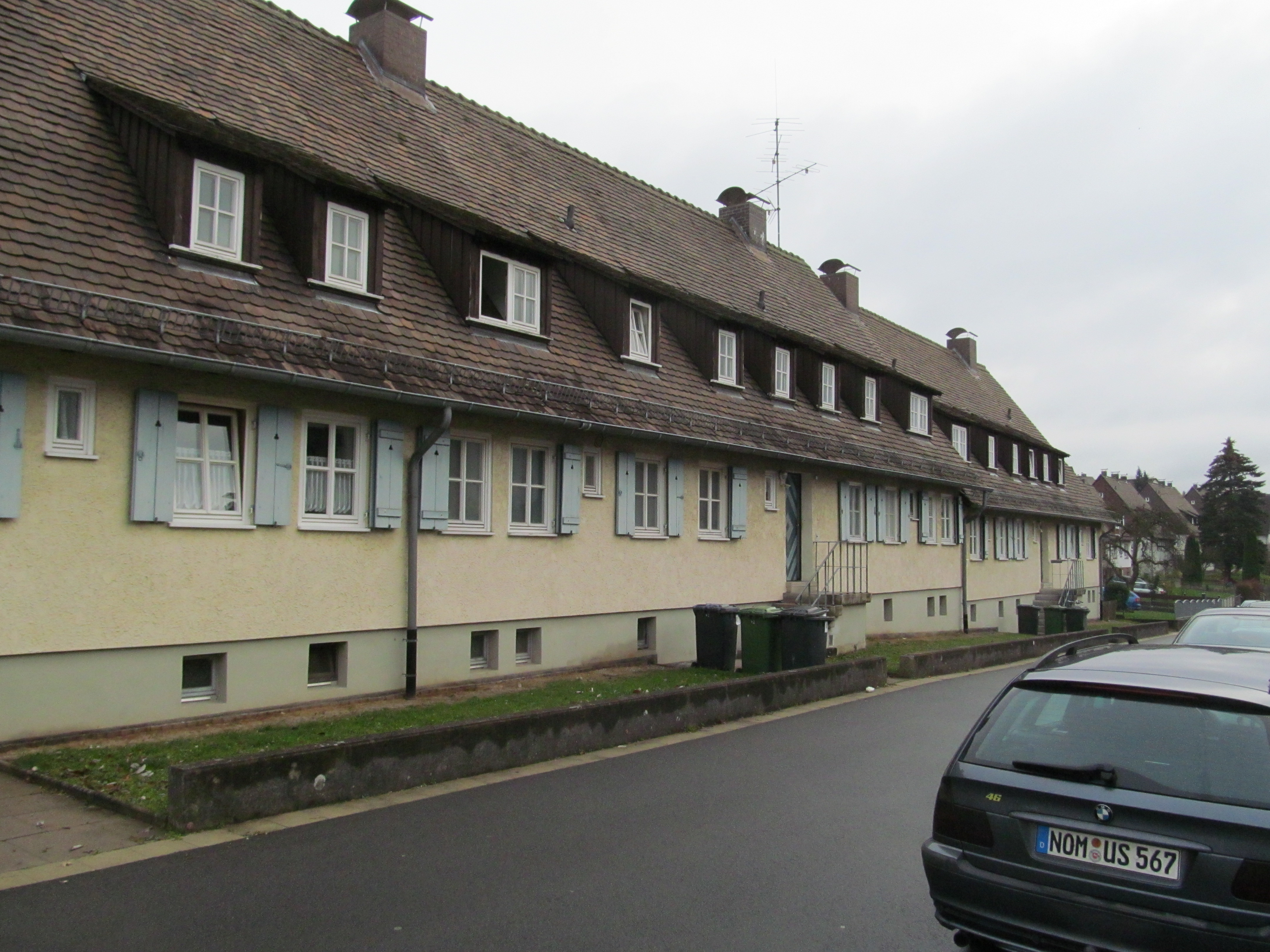
Knappenstraße 42
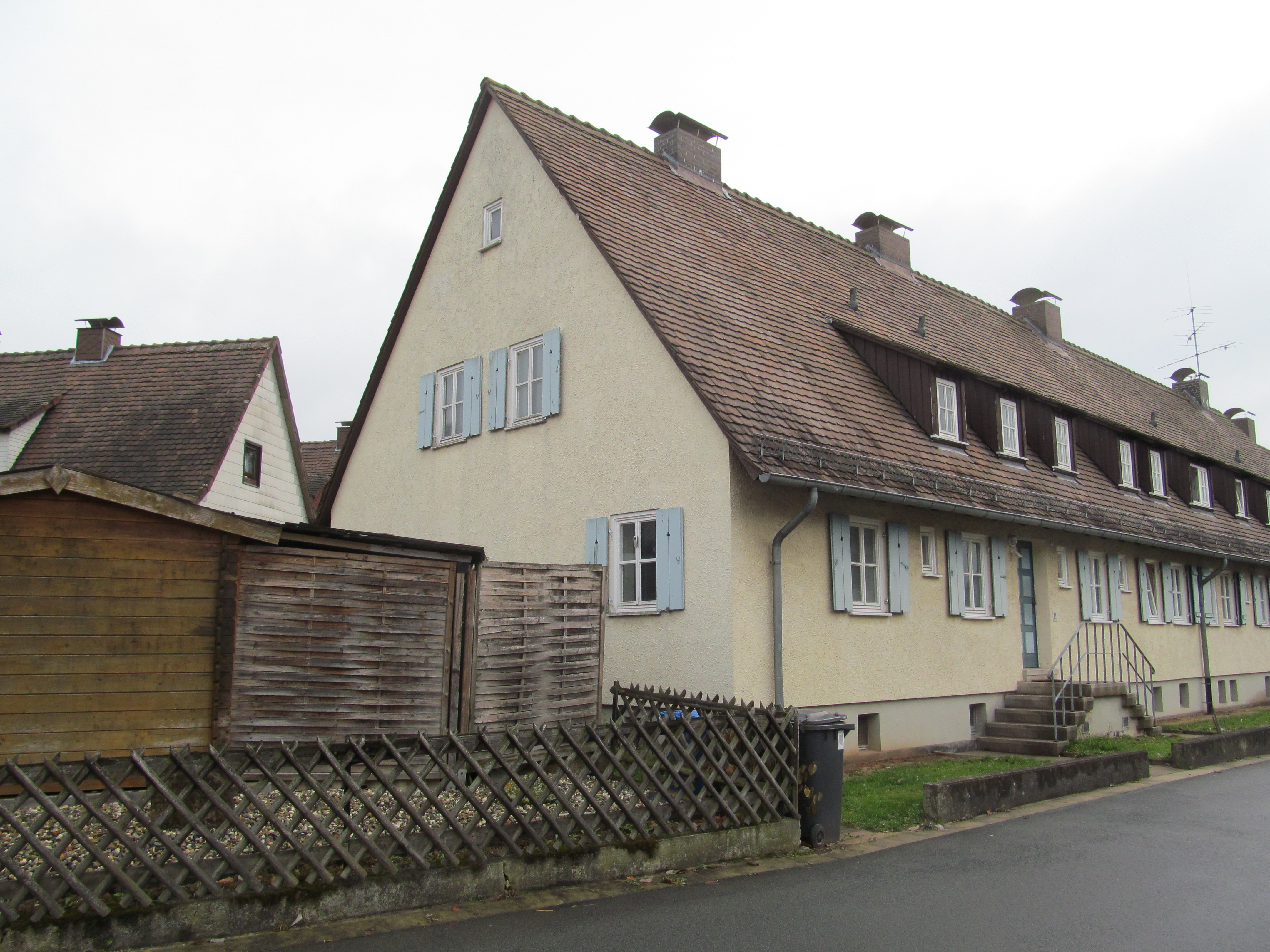
Knappenstraße 44
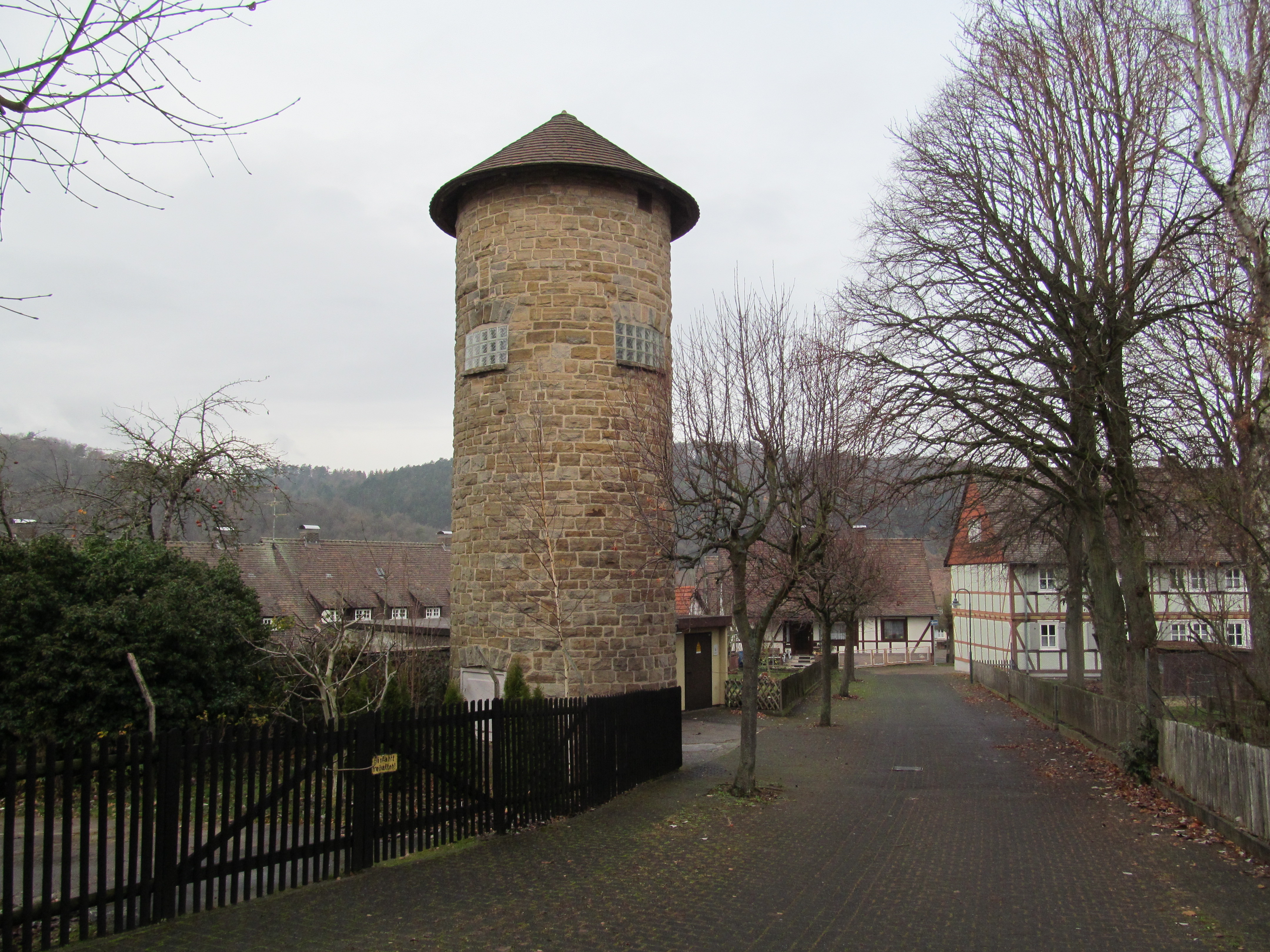
Knappensprung
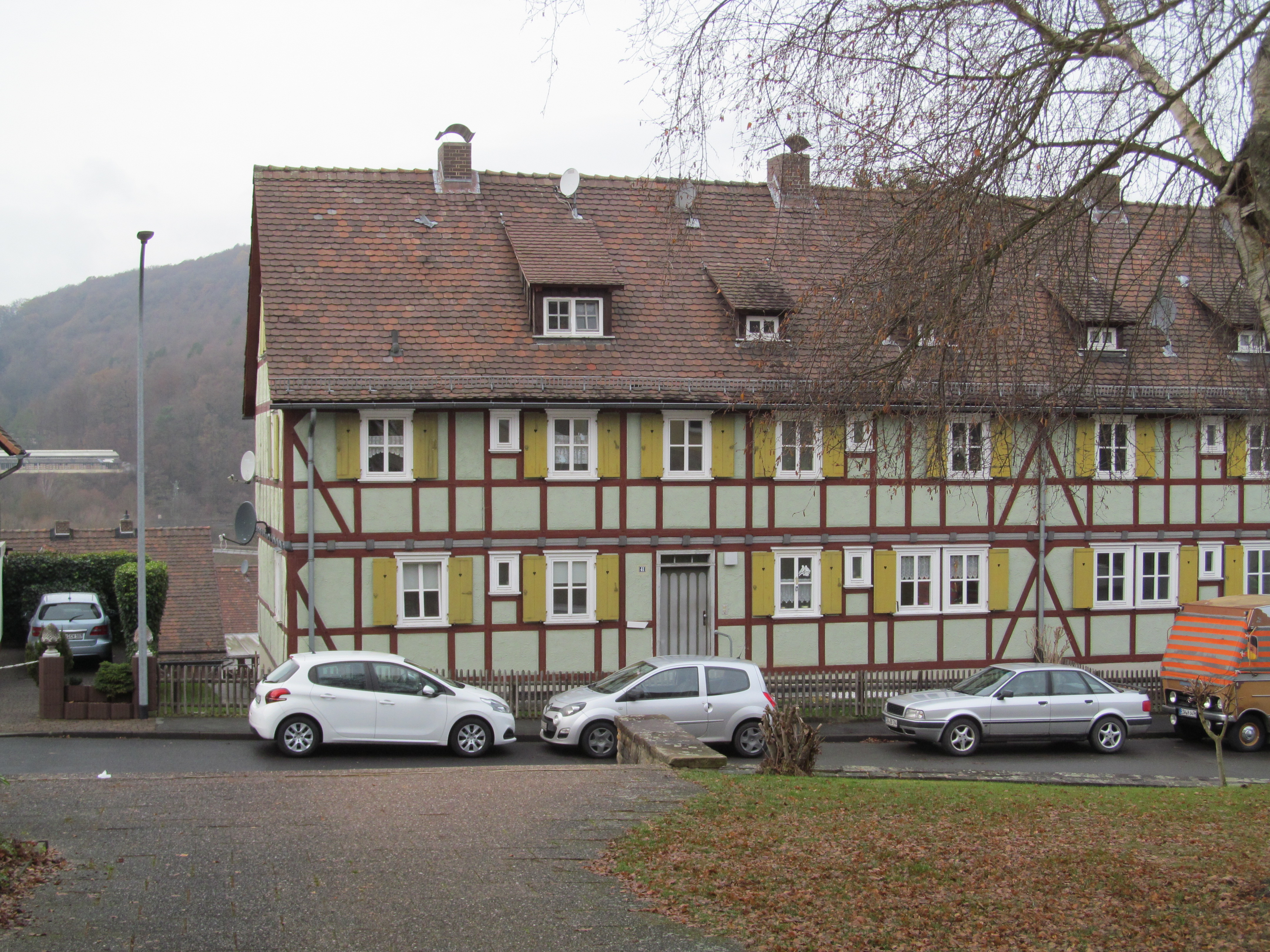
Schulstraße 41
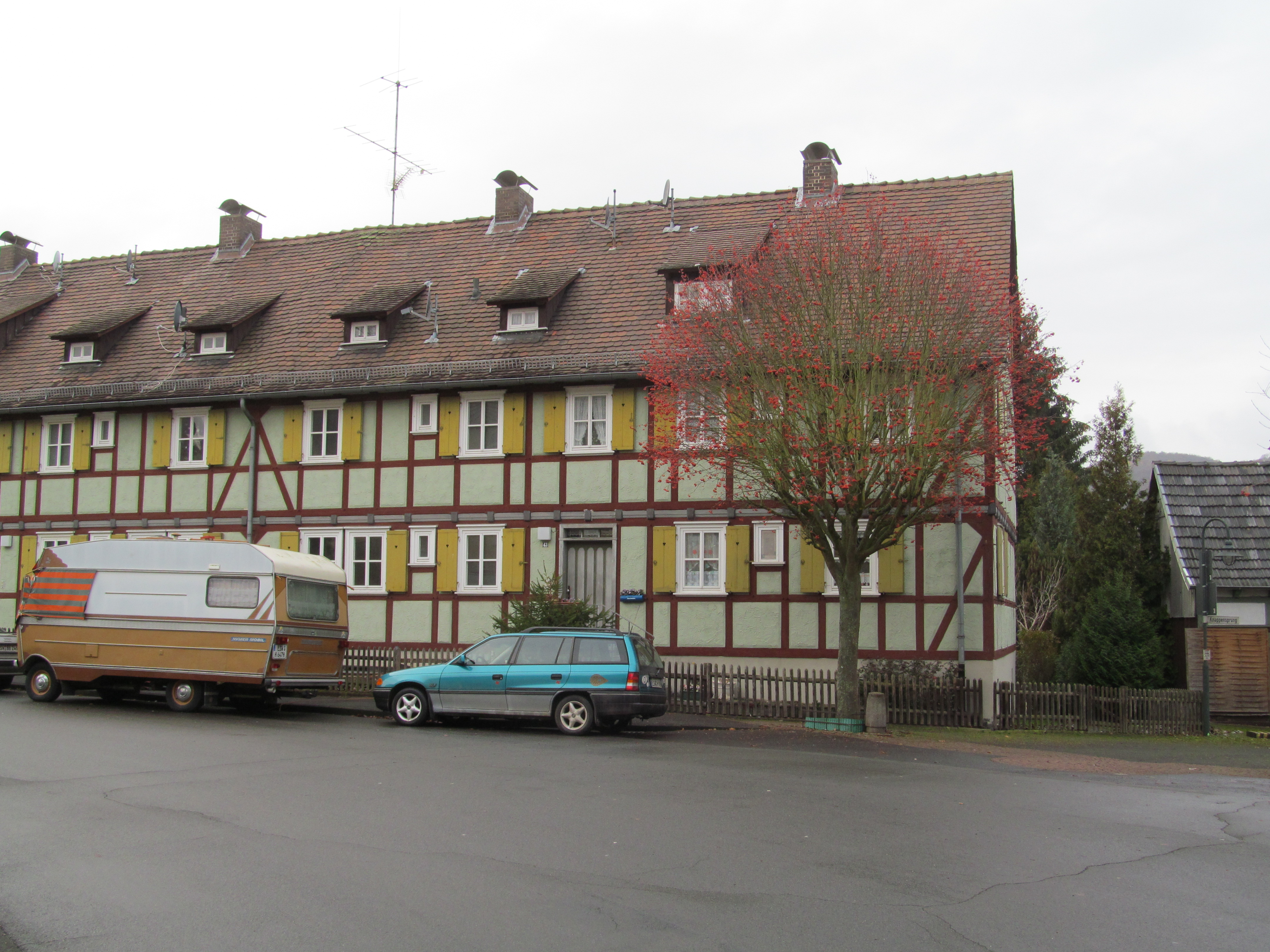
Schulstraße 43
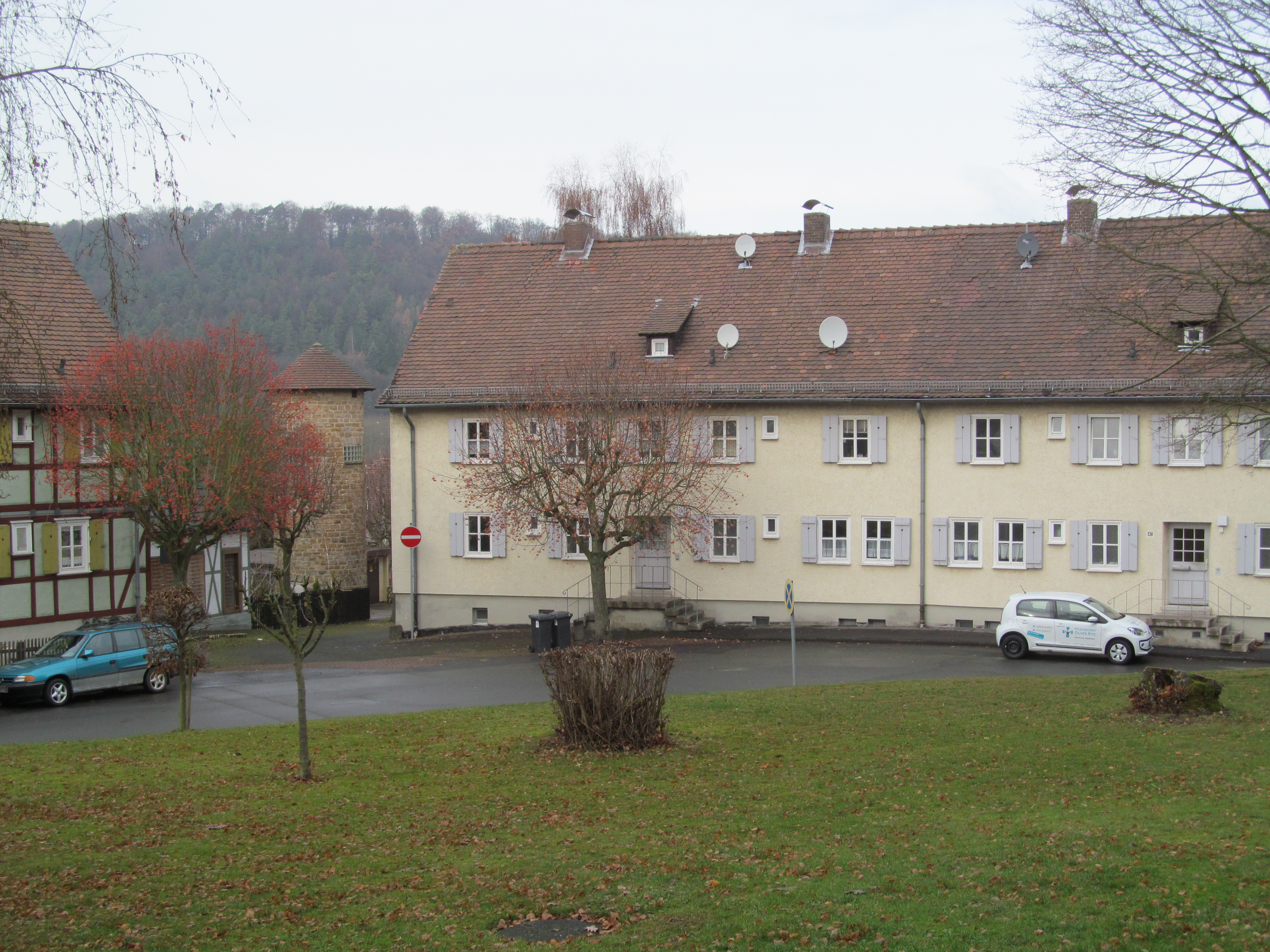
Schulstraße 45
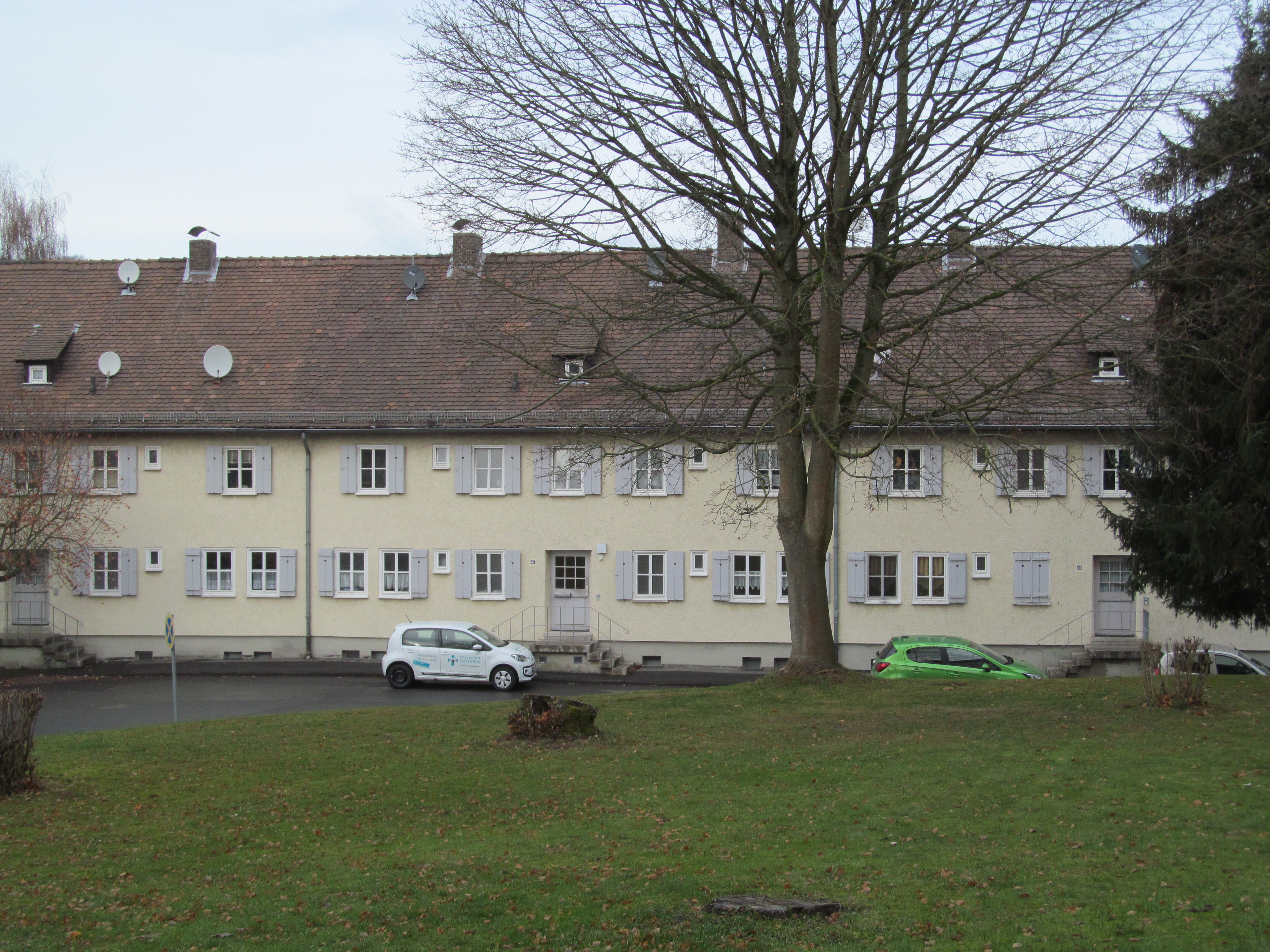
Schulstraße 47
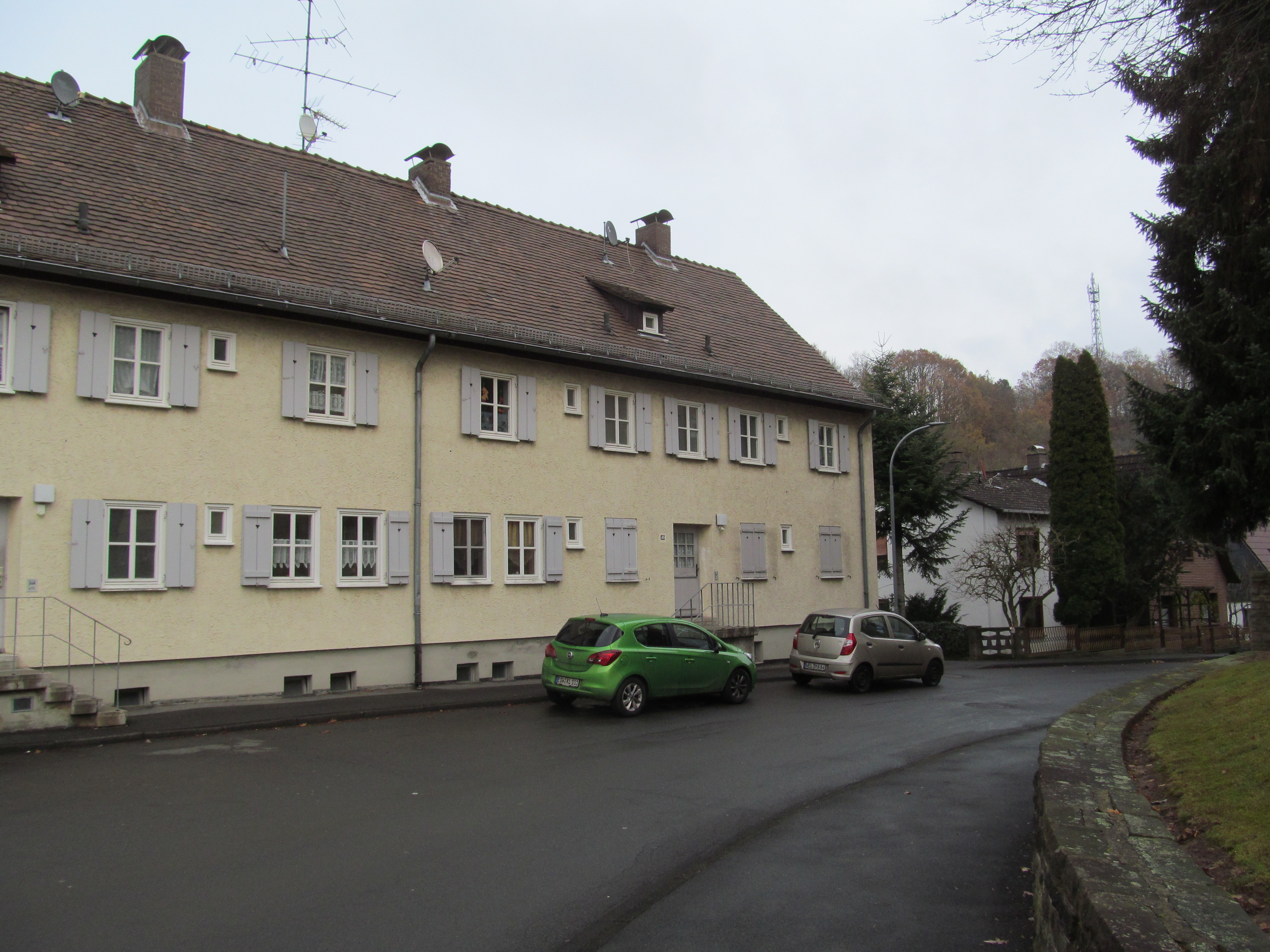
Schulstraße 49

### Sachgesamtheit Steinmühle
| Bild           | Bezeichnung | Lage                                                        | Beschreibung | Bauzeit | Objekt-Nr. |
| -------------- | ----------- | ----------------------------------------------------------- | ------------ | ------- | ---------- |
| weitere Bilder | Steinmühle  | Steinmühlenweg 5 LageFlur: 7, Flurstück: 19/6, 22, 23, 24/1 |              |         | 38576 DDB  |
| Wohnhaus       | Wohnhaus    | Steinmühlenweg 5 LageFlur: 7, Flurstück: 19/6               |              |         | 38576 DDB  |
| Scheune        | Scheune     | Steinmühlenweg 5 LageFlur: 7, Flurstück: 19/6               |              |         | 38576 DDB  |
| Backhaus       | Backhaus    | Steinmühlenweg 5 LageFlur: 7, Flurstück: 19/6               |              |         | 38576 DDB  |

### Einzeldenkmale
| Bild                    | Bezeichnung                                   | Lage                                                                    | Beschreibung                                                         | Bauzeit                                    | Objekt-Nr. |
| ----------------------- | --------------------------------------------- | ----------------------------------------------------------------------- | -------------------------------------------------------------------- | ------------------------------------------ | ---------- |
| weitere Bilder          | Wohnhaus                                      | Bäckergasse 1 LageFlur: 15, Flurstück: 152                              |                                                                      | Mitte 17. Jahrhundert                      | 38525 DDB  |
| Bild gesucht BW         | Hofanlage                                     | Bäckergasse 5 LageFlur: 15, Flurstück: 225/2                            |                                                                      | Zweite Hälfte 17. Jahrhundert              | 38526 DDB  |
| weitere Bilder          | Wohnhaus                                      | Bäckergasse 9 vormals 7 LageFlur: 15, Flurstück: 218                    |                                                                      | Mitte 17. Jahrhundert                      | 38527 DDB  |
| weitere Bilder          | Wohnhaus                                      | Bäckergasse 9 LageFlur: 15, Flurstück: 218                              |                                                                      | Ende 17. Jahrhundert                       | 38528 DDB  |
| weitere Bilder          | Wohnhaus                                      | Bäckergasse 11 LageFlur: 15, Flurstück: 217                             |                                                                      | 1790                                       | 38529 DDB  |
| weitere Bilder          | Wohnhaus                                      | Bäckergasse 18 LageFlur: 15, Flurstück: 163/2                           |                                                                      | Mitte 17. Jahrhundert                      | 38530 DDB  |
| weitere Bilder          | Wohnhaus                                      | Bäckergasse 20 LageFlur: 15, Flurstück: 166                             |                                                                      | Mitte 17. Jahrhundert                      | 38530 DDB  |
| weitere Bilder          | Wohnhaus                                      | Bäckergasse 22 LageFlur: 15, Flurstück: 167                             |                                                                      | Mitte 17. Jahrhundert                      | 38531 DDB  |
| Postgebäude             | Postgebäude                                   | Bahnhofstraße 9 LageFlur: 15, Flurstück: 26/3                           |                                                                      | Anfang 20. Jahrhundert                     | 38532 DDB  |
| Bild gesucht BW         | Villa                                         | Bahnhofstraße 15 LageFlur: 27, Flurstück: 7/1                           |                                                                      | um 1900                                    | 38533 DDB  |
| Bild gesucht BW         | Geschäftshaus                                 | Bahnhofstraße 18 LageFlur: 15, Flurstück: 84/3                          |                                                                      | um 1900                                    | 38534 DDB  |
| weitere Bilder          | Bahnhof                                       | Bahnhofstraße 32 LageFlur: 13, Flurstück: 2                             | Bahnhof der Bebra-Friedländer Eisenbahn                              | 1875                                       | 38535 DDB  |
| weitere Bilder          | Wohn- und Geschäftshaus                       | Braugasse 5 LageFlur: 16, Flurstück: 100/2                              |                                                                      | zweite Hälfte des 17. Jahrhunderts         | 38536 DDB  |
| weitere Bilder          |                                               | Braugasse 7 LageFlur: 16, Flurstück: 101/1                              |                                                                      | zweite Hälfte des 17. Jahrhunderts         | 38536 DDB  |
| Bild gesucht BW         | Verwaltungsgebäude                            | Brodberg 7 LageFlur: 41, Flurstück: 53/28                               |                                                                      | 1930er Jahre                               | 38537 DDB  |
| Bild gesucht BW         | Streckhof                                     | Brückenland 1 LageFlur: 35, Flurstück: 71/12                            |                                                                      | um 1880                                    | 38538 DDB  |
| Bild gesucht BW         | Herrenhaus des ehemaligen Thonschen Gutes     | Brückenland 5 LageFlur: 35, Flurstück: 73/6                             |                                                                      |                                            | 38539 DDB  |
| Bild gesucht BW         | Gut Metzlar                                   | Domäne Metzlar LageFlur: 1, Flurstück: 49/1                             |                                                                      |                                            | 38522 DDB  |
| Bild gesucht BW         | Aumühle                                       | Fuldaer Straße 20 LageFlur: 27, Flurstück: 45/2                         |                                                                      | 1938                                       | 130648 DDB |
| Bild gesucht BW         | Gaststätte und Wohnhaus                       | Herrenstraße 8/10 LageFlur: 15, Flurstück: 115, 116                     |                                                                      | 1719                                       | 38541 DDB  |
| Bild gesucht BW         | Wohnhaus                                      | Herrenstraße 20 LageFlur: 15, Flurstück: 124/1                          |                                                                      |                                            | 38542 DDB  |
| Bild gesucht BW         | Fischereigrenzstein – Forst- und Weidegrenzen | Hinterm Pfaffenkopf (Außerhalb der Ortslage) LageFlur: 2, Flurstück: 23 | Inschrift: SFG/WFG 1841                                              |                                            | 39281 DDB  |
| Jüdischer Friedhof      | Jüdischer Friedhof                            | Jahnstraße LageFlur: 12, Flurstück: 68/3                                | neuer jüdischer Friedhof                                             |                                            | 38521 DDB  |
| Bild gesucht BW         | Wohnhaus                                      | Kirchgasse 1 LageFlur: 15, Flurstück: 241/1                             |                                                                      | Erstes Drittel 17. Jahrhundert             | 38543 DDB  |
| Bild gesucht BW         | Wohnhaus                                      | Kirchgasse 2 LageFlur: 15, Flurstück: 235                               |                                                                      | Erste Hälfte 18. Jahrhundert               | 38544 DDB  |
| Bild gesucht BW         | Wohnhaus                                      | Kirchgasse 10 LageFlur: 15, Flurstück: 222/2                            |                                                                      | Erste Hälfte 17. Jahrhundert               | 38545 DDB  |
| Bild gesucht BW         | Pfarrhaus                                     | Kirchgasse 12 LageFlur: 15, Flurstück: 220/1                            |                                                                      | Zweite Hälfte 18. Jahrhundert              | 38546 DDB  |
| Wirtschaftsgebäude      | Wirtschaftsgebäude                            | Kirchplatz 5 LageFlur: 17, Flurstück: 47/12                             | ehemaliges Wirtschaftsgebäude des Hessisch-Rotenburgischen Amtshofes | 1768                                       | 38547 DDB  |
| Bild gesucht BW         | Fachwerkhaus                                  | Kirchplatz 9 LageFlur: 17, Flurstück: 30/1                              | verputztes, kleinformatiges Fachwerkwohnhaus mit Ladenanbau          | aus den 20er Jahren des 20. Jahrhunderts   | 38548 DDB  |
| weitere Bilder          | Ev. Stadtkirche                               | Kirchplatz 10 LageFlur: 15, Flurstück: 266                              | Kirche St. Marien                                                    | 1558                                       | 38549 DDB  |
| weitere Bilder          | Wohnhaus                                      | Lindenauer Straße 5 LageFlur: 16, Flurstück: 61/3                       |                                                                      | Erste Hälfte 18. Jahrhundert               | 38550 DDB  |
| Bild gesucht BW         | Wirtschaftsgebäude                            | Lindenauer Straße 6 LageFlur: 16, Flurstück: 152                        |                                                                      | Mitte 18. Jahrhundert                      | 38551 DDB  |
| Bild gesucht BW         | Wohnhaus                                      | Lindenauer Straße 16 LageFlur: 16, Flurstück: 166/1                     |                                                                      | um 1780                                    | 38552 DDB  |
| weitere Bilder          | Rathaus                                       | Marktplatz 6 LageFlur: 15, Flurstück: 236                               |                                                                      | 1686                                       | 38554 DDB  |
| Bild gesucht BW         | Fachwerkwohnhaus mit Seitengebäude            | Marktplatz 8 LageFlur: 15, Flurstück: 149/1                             |                                                                      |                                            | 130645 DDB |
| Bild gesucht BW         | Wohnhaus                                      | Marktplatz 16 LageFlur: 15, Flurstück: 103/3                            |                                                                      | um 1620                                    | 38557 DDB  |
| Bild gesucht BW         | Wohn- und Geschäftshaus                       | Marktplatz 17 LageFlur: 15, Flurstück: 102/2                            |                                                                      | Letztes Drittel 17. Jahrhundert            | 38558 DDB  |
| Bild gesucht BW         | Wohnhaus                                      | Mühlenweg 2 LageFlur: 15, Flurstück: 56/1                               |                                                                      | 19. Jahrhundert                            | 38559 DDB  |
| Bild gesucht BW         | früheres Amtsgericht                          | Neues Tor 8 LageFlur: 17, Flurstück: 61/4                               |                                                                      | um 1830                                    | 38560 DDB  |
| Bild gesucht BW         | Wohn- und Geschäftshaus                       | Niederstadt 6 LageFlur: 16, Flurstück: 145/4                            |                                                                      | Zweite Hälfte 17. Jahrhundert              | 38563 DDB  |
| Bild gesucht BW         | Wohnhaus                                      | Niederstadt 9 LageFlur: 16, Flurstück: 123/1                            |                                                                      | 1757                                       | 38564 DDB  |
| weitere Bilder          | stattliches Wohnhaus                          | Niederstadt 16 LageFlur: 16, Flurstück: 63/9                            |                                                                      | Ende des 17. Jahrhunderts                  | 38565 DDB  |
| weitere Bilder          | traufständiges Wohnhaus                       | Niederstadt 18 LageFlur: 16, Flurstück: 63/19                           |                                                                      | im Kern vermutlich aus dem 18. Jahrhundert | 38566 DDB  |
| weitere Bilder          | Wohnhaus                                      | Niederstadt 20 LageFlur: 16, Flurstück: 64/3                            |                                                                      | um 1830                                    | 38567 DDB  |
| weitere Bilder          |                                               | Niederstadt 22 LageFlur: 16, Flurstück: 64/2                            |                                                                      | spätes 18. Jahrhundert                     | 38568 DDB  |
| Wohnhaus                | Wohnhaus                                      | Niederstadt 23 LageFlur: 16, Flurstück: 97                              |                                                                      | um 1840                                    | 38570 DDB  |
| Wohn- und Geschäftshaus | Wohn- und Geschäftshaus                       | Niederstadt 25 LageFlur: 16, Flurstück: 95/1                            |                                                                      | letztes Drittel 17. Jahrhundert            | 38571 DDB  |
| Wohn- und Geschäftshaus | Wohn- und Geschäftshaus                       | Niederstadt 27 LageFlur: 16, Flurstück: 94/1                            |                                                                      | Ende 17. Jahrhundert                       | 38569 DDB  |
| weitere Bilder          | Wohn- und Geschäftshaus                       | Niederstadt 41 LageFlur: 16, Flurstück: 84/5                            |                                                                      | 1562                                       | 38573 DDB  |
| weitere Bilder          | Wohnhaus der ehemaligen Untermühle            | Niederstadt 43 LageFlur: 16, Flurstück: 82/1                            | Teil der Gesamtanlage Altstadt                                       |                                            | 963943     |
| Sammelfriedhof          | Sammelfriedhof                                | Quesselsberg LageFlur: 10, Flurstück: 61                                | alter jüdischer Friedhof, sogenannter Sammelfriedhof                 |                                            | 38523 DDB  |
| Bild gesucht BW         | Wohn- und Geschäftshaus                       | Rosengasse 2 LageFlur: 16, Flurstück: 184                               |                                                                      | um 1800                                    | 38575 DDB  |

## Berneburg
| Bild            | Bezeichnung                                  | Lage                                                                         | Beschreibung | Bauzeit                      | Objekt-Nr. |
| --------------- | -------------------------------------------- | ---------------------------------------------------------------------------- | --- | ---------------------------- | ---------- |
| Bild gesucht BW | Gesamtanlage Ortschaft Berneburg             | Berneburg Lage                                                               | Ortskern entlang der Berneburger Straße |                              | 38588 DDB  |
| Bild gesucht BW | Gesamtanlage Berneburg Hübenthal             | Berneburg Lage                                                               | Siedelung Hübenthal |                              | 38589 DDB  |
| Friedhof        | Friedhof                                     | Berneburg, Am Kirchberg o.N. LageFlur: 7, Flurstück: 14/6                    | Die älteren der Grabsteine aus dem 18. und 19. Jahrhundert, die wegen ihrer geschichtlichen und künstlerischen Bedeutung geschützt werden, bestehen aus einem Inschriftenmedaillon und einem darüber liegenden Giebelfeld mit figürlichen Darstellungen. Neben den steinernen Grabmalen sind noch einige gusseiserne Kreuze aus dem 19. Jahrhundert vorhanden. |                              | 38598 DDB  |
| Anger           | Anger                                        | Berneburg, Anger (Berneburger Straße) LageFlur: 9, Flurstück: 61/23          | Der um 1750 angelegte Anger ist als ehemalige Gerichts- und Versammlungsstätte aus orts- und sozialgeschichtlichen Gründen erhaltenswert. | um 1750                      | 38591 DDB  |
| Bild gesucht BW | Wohnhaus                                     | Berneburg, Berneburger Straße 4 LageFlur: 9, Flurstück: 54/8                 | | Mitte 18. Jahrhundert        | 38592 DDB  |
| Bild gesucht BW | Wohnhaus mit Scheune                         | Berneburg, Berneburger Straße 11 LageFlur: 8, Flurstück: 56/2                | | Erste Hälfte 17. Jahrhundert | 38593 DDB  |
| weitere Bilder  | Sachgesamtheit Kemenate                      | Berneburg, Biehlweg 3 LageFlur: 8, Flurstück: 66/2                           | Wohnturm (kurz nach 1385), Wohnhaus (1656), Scheune (1880) | kurz nach 1385               | 38594 DDB  |
| Bild gesucht BW | Burgsitz der Herren von Hundelshausen        | Berneburg, Biehlweg 4 LageFlur: 8, Flurstück: 45/6                           | | Ende 16. Jahrhundert         | 38595 DDB  |
| Bild gesucht BW | Streckhof                                    | Berneburg, Biehlweg 5 LageFlur: 8, Flurstück: 76/3                           | | 17. Jahrhundert              | 38596 DDB  |
| Bild gesucht BW | Hofanlage                                    | Berneburg, Brunnenstraße 12 LageFlur: 8, Flurstück: 91/4                     | | 1794                         | 38597 DDB  |
| Bild gesucht BW | Evangelische Kirche                          | Berneburg, Klippenstraße 2 LageFlur: 9, Flurstück: 8/1                       | | 1743 bis 1747                | 38599 DDB  |
| Bild gesucht BW | Gebäude mit Mauerresten des 14. Jahrhunderts | Berneburg, Oberland 7 LageFlur: 8, Flurstück: 9/3                            | | 14. Jahrhundert              | 38600 DDB  |
| Bild gesucht BW | Wohnhaus einer Hofanlage                     | Berneburg, Unterdorf 2 LageFlur: 9, Flurstück: 49/2                          | | 2. Hälfte 18. Jahrhundert    | 38601 DDB  |
| Bild gesucht BW | Wohnhaus                                     | Berneburg, Unterdorf 4 LageFlur: 9, Flurstück: 45/1                          | | 1814                         | 38602 DDB  |
| Bild gesucht BW | Mühle                                        | Berneburg, Unterdorf 8 LageFlur: 9, Flurstück: 32/2                          | Hofanlage einer Mühle | 1734                         | 38603 DDB  |
| Bild gesucht BW | Reste eines Kalkofens                        | Berneburg, Weite Kuten (Außerhalb der Ortslage) LageFlur: 6, Flurstück: 55/1 | |                              | 38590 DDB  |

## Blankenbach
| Bild                     | Bezeichnung                     | Lage                                                            | Beschreibung | Bauzeit                         | Objekt-Nr. |
| ------------------------ | ------------------------------- | --------------------------------------------------------------- | ------------ | ------------------------------- | ---------- |
| Gesamtanlage Blankenbach | Gesamtanlage Blankenbach        | Blankenbach Lage                                                |              |                                 | 38605 DDB  |
| Bild gesucht BW          | Wohnhaus einer Hofanlage        | Blankenbach, Flachsröste 3 LageFlur: 3, Flurstück: 13/1         |              | 1849                            | 38606 DDB  |
| Bild gesucht BW          | Wohnhaus einer ehemaligen Mühle | Blankenbach, Flachsröste 4 LageFlur: 3, Flurstück: 19/2         |              | 1600                            | 38607 DDB  |
| Bild gesucht BW          | Wohnhaus                        | Blankenbach, Heßberg 3 LageFlur: 3, Flurstück: 21/3             |              | 1842                            | 38608 DDB  |
| Bild gesucht BW          | Wohnhaus                        | Blankenbach, Heßberg 8 LageFlur: 5, Flurstück: 49               |              | Erstes Drittel 18. Jahrhundert  | 38609 DDB  |
| weitere Bilder           | Evangelische Kirche             | Blankenbach, Kirchberg 9 LageFlur: 2, Flurstück: 79             |              | 1788 bis 1791                   | 38611 DDB  |
| Bild gesucht BW          | Hofanlage                       | Blankenbach, Nentershäuser Straße 2 LageFlur: 3, Flurstück: 6/1 |              | 1770                            | 38612 DDB  |
| Bild gesucht BW          | Wohnhaus                        | Blankenbach, Nentershäuser Straße 5 LageFlur: 3, Flurstück: 59  |              | 1837                            | 38613 DDB  |
| Bild gesucht BW          | Wohnhaus                        | Blankenbach, Wildecker Straße 1 LageFlur: 3, Flurstück: 28/7    |              | letztes Drittel 18. Jahrhundert | 38615 DDB  |

## Breitau
| Bild            | Bezeichnung                                     | Lage                                                             | Beschreibung | Bauzeit                               | Objekt-Nr. |
| --------------- | ----------------------------------------------- | ---------------------------------------------------------------- | --- | ------------------------------------- | ---------- |
| Bild gesucht BW | Gesamtanlage Breitau                            | Breitau Lage                                                     | |                                       | 38619 DDB  |
| weitere Bilder  | Steinkreuz *4926.1 – Gedenk- und Sühnesteine    | Breitau, An der zweiten Richelsdelle LageFlur: 17, Flurstück: 17 | Das Steinkreuz soll an zwei Fuhrleute aus Breitau und Ulfen erinnern, die sich im Streit gegenseitig mit ihren Äxten erschlagen haben. |                                       | 39284 DDB  |
| Bild gesucht BW | Wohnhaus                                        | Breitau, Kehre 2 LageFlur: 15, Flurstück: 101                    | Teil der Gesamtanlage Breitau | Ende 18. Jahrhundert                  | 871742     |
| Bild gesucht BW | Wohnhaus einer Hofanlage                        | Breitau, Kehre 4 LageFlur: 15, Flurstück: 98                     | | 1875                                  | 38621 DDB  |
| Bild gesucht BW | Wohnhaus                                        | Breitau, Kehre 11 LageFlur: 15, Flurstück: 88/1                  | | um 1780                               | 38622 DDB  |
| Bild gesucht BW | Evangelische Kirche                             | Breitau, Kirchrain 10 LageFlur: 15, Flurstück: 77                | | 13. Jahrhundert (Turm), 1893 (Schiff) | 38624 DDB  |
| Bild gesucht BW | Wohnhaus                                        | Breitau, Kirchtal 2 LageFlur: 15, Flurstück: 83                  | |                                       | 38623 DDB  |
| Bild gesucht BW | Wohnhaus                                        | Breitau, Kremptal 1 LageFlur: 15, Flurstück: 41/3                | | letztes Drittel 18. Jahrhundert       | 38625 DDB  |
| Bild gesucht BW | Kressenteich, Brunnenhaus und Wassermeisterhaus | Breitau, Kressenteichweg 5 LageFlur: 17, Flurstück: 1, 2         | | 1930er Jahre                          | 38626 DDB  |
| Bild gesucht BW | Wohnhaus                                        | Breitau, Kromenweg 3 LageFlur: 15, Flurstück: 142/1              | | 1739                                  | 38627 DDB  |
| Bild gesucht BW | Wohnhaus                                        | Breitau, Nürnberger Straße 26 LageFlur: 15, Flurstück: 28        | | um 1730                               | 38628 DDB  |
| Bild gesucht BW | Wohnhaus                                        | Breitau, Nürnberger Straße 32 LageFlur: 15, Flurstück: 124       | | 1625                                  | 38629 DDB  |

## Diemerode
| Bild            | Bezeichnung         | Lage                                                                                               | Beschreibung | Bauzeit                       | Objekt-Nr. |
| --------------- | ------------------- | -------------------------------------------------------------------------------------------------- | ------------ | ----------------------------- | ---------- |
| Bild gesucht BW | Jüdischer Friedhof  | Diemerode, Auf der Ledigen Laube (Außerhalb der Ortslage) LageFlur: 5, Flurstück: 14               |              | 1862                          | 38631 DDB  |
| Bild gesucht BW | Wohnhaus            | Diemerode, Königswälder Weg 2 LageFlur: 7, Flurstück: 139/3                                        |              | um 1700                       | 38632 DDB  |
| Bild gesucht BW | Evangelische Kirche | Diemerode, Pfaffenbergweg 13, Pfaffenbergweg LageFlur: 7, Flurstück: 33/1, 34                      |              | 1757                          | 38633 DDB  |
| Bild gesucht BW | Backhaus            | Diemerode, Stölzinger Straße o. Nr. LageFlur: 7, Flurstück: 87/6                                   |              | 19. Jahrhundert               | 38639 DDB  |
| Bild gesucht BW | Wohnhaus            | Diemerode, Stölzinger Straße 13 LageFlur: 9, Flurstück: 8/3                                        |              | Zweite Hälfte 19. Jahrhundert | 38634 DDB  |
| Bild gesucht BW | Wohnhaus            | Diemerode, Stölzinger Straße 20 LageFlur: 8, Flurstück: 98/3                                       |              |                               | 38635 DDB  |
| Bild gesucht BW | Wohnhaus            | Diemerode, Stölzinger Straße 24 LageFlur: 7, Flurstück: 42/1                                       |              | um 1700                       | 38636 DDB  |
| Bild gesucht BW | Hofanlage           | Diemerode, Stölzinger Straße 28, Stölzinger Straße, Im Dorf LageFlur: 7, Flurstück: 35/3, 35/4, 46 |              | Anfang 19. Jahrhundert        | 38638 DDB  |
| Bild gesucht BW | Schmiede            | Diemerode, Stölzinger Straße 39 LageFlur: 7, Flurstück: 86/3                                       |              | Anfang 20. Jahrhundert        | 38640 DDB  |

## Heyerode
| Bild            | Bezeichnung                                     | Lage                                                                          | Beschreibung           | Bauzeit                                | Objekt-Nr. |
| --------------- | ----------------------------------------------- | ----------------------------------------------------------------------------- | ---------------------- | -------------------------------------- | ---------- |
| Bild gesucht BW | Gesamtanlage Heyerode                           | Heyerode Lage                                                                 |                        |                                        | 38642 DDB  |
| Bild gesucht BW | Evangelische Kirche                             | Heyerode, Am Berg 10 LageFlur: 3, Flurstück: 61/2                             |                        | 14. Jahrhundert (Turm) 1771 (Langhaus) | 38644 DDB  |
| Bild gesucht BW | Wohnhaus                                        | Heyerode, Bornberg 1 LageFlur: 3, Flurstück: 17/5                             |                        | etwa 1770                              | 38645 DDB  |
| Bild gesucht BW | 7 Grenzsteine – Justizamts- und Gerichtsgrenzen | Heyerode, Hinter dem Damm (Außerhalb der Ortslage) LageFlur: 5, Flurstück: 78 |                        |                                        | 39280 DDB  |
| Bild gesucht BW | Wohnhaus einer Hofanlage                        | Heyerode, Talstraße 5 LageFlur: 4, Flurstück: 52/1                            |                        |                                        | 38646 DDB  |
| Bild gesucht BW | Wohn-Wirtschaftsgebäude                         | Heyerode, Talstraße 16, Talstraße 14 LageFlur: 3, Flurstück: 67/2, 67/3       |                        | 1718                                   | 38647 DDB  |
| Bild gesucht BW | Wohnhaus                                        | Heyerode, Talstraße 18 LageFlur: 3, Flurstück: 74/1                           |                        | 1776                                   | 38648 DDB  |
| Bild gesucht BW | Wohnhaus                                        | Heyerode, Talstraße 22 LageFlur: 3, Flurstück: 9/1                            |                        | um 1700                                | 38649 DDB  |
| Bild gesucht BW | Obermühle                                       | Heyerode, Talstraße 25 LageFlur: 7, Flurstück: 84/1                           | Wohnhaus der Obermühle | 1798                                   | 38643 DDB  |

## Hornel
| Bild                | Bezeichnung                           | Lage                                                                       | Beschreibung | Bauzeit                               | Objekt-Nr. |
| ------------------- | ------------------------------------- | -------------------------------------------------------------------------- | --- | ------------------------------------- | ---------- |
| Gesamtanlage Hornel | Gesamtanlage Hornel                   | Hornel, Gesamtanlage Lage                                                  | Zu der denkmalgeschützten Gesamtanlage des Ortes Hornel gehören die Kupferstraße, deren Straßenbild von teils stattlichen Hofanlagen geprägt wird und mit einbezogen wurden der Hof Birkenstraße 4 sowie die Kirche mit dem angrenzenden ehemaligen Friedhof |                                       | 38577 DDB  |
| Bild gesucht BW     | Hofanlage                             | Hornel, Birkenweg 4 LageFlur: 40, Flurstück: 46                            | | 19. Jahrhundert                       | 38579 DDB  |
| Bild gesucht BW     | Friedhof                              | Hornel, Im Dorf (Hinter der Kirche) LageFlur: 40, Flurstück: 59/1          | Etwa 25 Grabsteine des 19. Jahrhunderts | 19. Jahrhundert                       | 38580 DDB  |
| Bild gesucht BW     | Fachwerkwohnhaus                      | Hornel, Kupferstraße 19 LageFlur: 38, Flurstück: 16/1                      | | Anfang 17. Jahrhundert                | 38581 DDB  |
| Bild gesucht BW     | Fachwerkwohnhaus                      | Hornel, Kupferstraße 20 LageFlur: 40, Flurstück: 5/3                       | | um 1700                               | 38582 DDB  |
| Bild gesucht BW     | Fachwerkwohnhaus                      | Hornel, Kupferstraße 24 LageFlur: 40, Flurstück: 54                        | | 1770                                  | 38583 DDB  |
| Bild gesucht BW     | Hofanlage                             | Hornel, Kupferstraße 32 LageFlur: 40, Flurstück: 33/4                      | | um 1780                               | 38584 DDB  |
| Bild gesucht BW     | Wegweiser – Verkehrsmale              | Hornel, L 3249 LageFlur: 41, Flurstück: 57                                 | |                                       | 39282 DDB  |
| Evangelische Kirche | Evangelische Kirche                   | Hornel, Schottenbergweg 2 LageFlur: 40, Flurstück: 58                      | | 15. Jahrhundert (Turm), 1822 (Schiff) | 38585 DDB  |
| Bild gesucht BW     | Fachwerkwohnhaus                      | Hornel, Schottenbergweg 8 LageFlur: 40, Flurstück: 69                      | | 1700                                  | 38586 DDB  |
| Bild gesucht BW     | Eisenbahnviadukt / „Hase Italviadukt“ | Hornel, Starßenfeld (Außerhalb der Ortslage) LageFlur: 31, Flurstück: 35/1 | | 1875                                  | 38578 DDB  |

## Krauthausen
| Bild            | Bezeichnung                             | Lage                                                                            | Beschreibung | Bauzeit                      | Objekt-Nr. |
| --------------- | --------------------------------------- | ------------------------------------------------------------------------------- | ------------ | ---------------------------- | ---------- |
| Bild gesucht BW | Hofanlage                               | Krauthausen, Goldbach 2 LageFlur: 13, Flurstück: 20/1                           |              | 1879                         | 38651 DDB  |
| Bild gesucht BW | Backhaus                                | Krauthausen, Ulfetalstraße o. Nr. LageFlur: 13, Flurstück: 47/5                 |              | Mitte 19. Jahrhundert        | 38656 DDB  |
| Bild gesucht BW | Hofanlage                               | Krauthausen, Ulfetalstraße 6 LageFlur: 13, Flurstück: 21                        |              | 1846                         | 38652 DDB  |
| Bild gesucht BW | Wohnhaus und gegenüber liegende Scheune | Krauthausen, Ulfetalstraße 9, Ulfetalstraße LageFlur: 13, Flurstück: 33/5, 85/1 |              | 1824                         | 38653 DDB  |
| Bild gesucht BW | Wohnhaus                                | Krauthausen, Ulfetalstraße 15 LageFlur: 13, Flurstück: 41/2                     |              | Erste Hälfte 17. Jahrhundert | 38654 DDB  |
| Bild gesucht BW | Evangelische Kirche                     | Krauthausen, Ulfetalstraße 17 LageFlur: 13, Flurstück: 43/1                     |              | 12. / 13. Jahrhundert        | 38655 DDB  |

## Lindenau
| Bild            | Bezeichnung           | Lage                                              | Beschreibung | Bauzeit                         | Objekt-Nr. |
| --------------- | --------------------- | ------------------------------------------------- | ------------ | ------------------------------- | ---------- |
| Bild gesucht BW | Gesamtanlage Lindenau | Lindenau Lage                                     |              |                                 | 38659 DDB  |
| Bild gesucht BW | Wohnhaus              | Lindenau, Im Dorfe 2 LageFlur: 1, Flurstück: 79/1 |              | 1780                            | 38660 DDB  |
| Bild gesucht BW | Wohnhaus              | Lindenau, Im Dorfe 6 LageFlur: 1, Flurstück: 60/4 |              | Letztes Drittel 18. Jahrhundert | 38661 DDB  |

## Mitterode
| Bild            | Bezeichnung             | Lage                                                                                              | Beschreibung | Bauzeit                         | Objekt-Nr. |
| --------------- | ----------------------- | ------------------------------------------------------------------------------------------------- | ------------ | ------------------------------- | ---------- |
| Bild gesucht BW | Hakenhof                | Mitterode, Fliederweg 1 LageFlur: 15, Flurstück: 29                                               |              | Mitte 19. Jahrhundert           | 38663 DDB  |
| weitere Bilder  | Gut Wellingerode        | Mitterode, Gut Wellingerode, Vorm Kirchberg (südlich des Ortes) LageFlur: 8, 10, Flurstück: 7, 14 |              | 1593                            | 38667 DDB  |
| Bild gesucht BW | Wohnhaus                | Mitterode, Kastanienweg 1 LageFlur: 14, Flurstück: 15/1                                           |              | Letztes Drittel 18. Jahrhundert | 38664 DDB  |
| weitere Bilder  | Evangelische Kirche     | Mitterode, Ligusterweg o. Nr. LageFlur: 14, Flurstück: 41/1                                       |              | 17. Jahrhundert                 | 38666 DDB  |
| Bild gesucht BW | Wohn-Wirtschaftsgebäude | Mitterode, Ligusterweg 8 LageFlur: 14, Flurstück: 27/1                                            |              | 1680                            | 38665 DDB  |

## Stadthosbach
| Bild                      | Bezeichnung               | Lage | Beschreibung | Bauzeit               | Objekt-Nr. |
| ------------------------- | ------------------------- | --- | ------------ | --------------------- | ---------- |
| Gesamtanlage Stadthosbach | Gesamtanlage Stadthosbach | Stadthosbach Lage                                                                                                 |              |                       | 38669 DDB  |
| Bild gesucht BW           | Wohnhaus und Garten       | Stadthosbach, Am Hosbach, Im Dorfe, Heyeröder Weg 4, Heyeröder Weg LageFlur: 3, Flurstück: 66/2, 66/4, 66/6, 66/7 |              | Mitte 18. Jahrhundert | 38670 DDB  |
| Bild gesucht BW           | Wohnhaus                  | Stadthosbach, Heyeröder Weg 6 LageFlur: 3, Flurstück: 63/2                                                        |              | Mitte 18. Jahrhundert | 38671 DDB  |
| Bild gesucht BW           | Wohnhaus                  | Stadthosbach, Holunderweg 1 LageFlur: 3, Flurstück: 24/2                                                          |              | 1819                  | 38672 DDB  |
| weitere Bilder            | Evangelische Kirche       | Stadthosbach, Holunderweg 2 LageFlur: 3, Flurstück: 35/1                                                          |              | 1829/30               | 38673 DDB  |
| Bild gesucht BW           | Wohn-Wirtschaftsgebäude   | Stadthosbach, Holunderweg 12 LageFlur: 3, Flurstück: 48                                                           |              | 1805                  | 38674 DDB  |
| Bild gesucht BW           | Hofanlage                 | Stadthosbach, Sontraer Straße 16 LageFlur: 3, Flurstück: 7/8                                                      |              | 1733                  | 38675 DDB  |

## Thurnhosbach
| Bild                      | Bezeichnung               | Lage                                                      | Beschreibung | Bauzeit                         | Objekt-Nr. |
| ------------------------- | ------------------------- | --------------------------------------------------------- | ------------ | ------------------------------- | ---------- |
| Gesamtanlage Thurnhosbach | Gesamtanlage Thurnhosbach | Thurnhosbach Lage                                         |              |                                 | 38677 DDB  |
| Bild gesucht BW           | Hofanlage                 | Thurnhosbach, Dorfstraße 4 LageFlur: 2, Flurstück: 27/4   |              | 18. / 19. Jahrhundert           | 38678 DDB  |
| Bild gesucht BW           | Wohnhaus                  | Thurnhosbach, Dorfstraße 11 LageFlur: 2, Flurstück: 40/1  |              | um 1730                         | 38679 DDB  |
| Bild gesucht BW           | Wohnhaus                  | Thurnhosbach, Dorfstraße 12 LageFlur: 2, Flurstück: 43/1  |              | Letztes Drittel 18. Jahrhundert | 38680 DDB  |
| Bild gesucht BW           | Wohnhaus                  | Thurnhosbach, Dorfstraße 17 LageFlur: 2, Flurstück: 48/2  |              | 1783                            | 38681 DDB  |
| Bild gesucht BW           | Wohnhaus                  | Thurnhosbach, Dorfstraße 19 LageFlur: 2, Flurstück: 49/1  |              | 1723                            | 38682 DDB  |
| weitere Bilder            | Evangelische Kirche       | Thurnhosbach, Kappeler Weg 1 LageFlur: 2, Flurstück: 14/1 |              | 14. Jahrhundert                 | 38683 DDB  |

## Ulfen
| Bild               | Bezeichnung                                     | Lage                                                                              | Beschreibung          | Bauzeit                         | Objekt-Nr. |
| ------------------ | ----------------------------------------------- | --------------------------------------------------------------------------------- | --------------------- | ------------------------------- | ---------- |
| Gesamtanlage Ulfen | Gesamtanlage Ulfen                              | Ulfen Lage                                                                        |                       |                                 |            |
| Bild gesucht BW    | Ehemaliges Küster- und Schulhaus                | Ulfen, Am Johannesberg 2 LageFlur: 3, Flurstück: 25/4                             |                       | Zweite Hälfte 18. Jahrhundert   | 38688 DDB  |
| Bild gesucht BW    | Wohnhaus                                        | Ulfen, Am Johannesberg 17, Am Johannesberg LageFlur: 3, Flurstück: 33/1, 33/2     |                       | 1870                            | 38689 DDB  |
| Bild gesucht BW    | Hakenhof                                        | Ulfen, Hauptstraße 19 LageFlur: 2, Flurstück: 71                                  |                       | um 1800                         | 38692 DDB  |
| Fachwerkwohnhaus   | Fachwerkwohnhaus                                | Ulfen, Hauptstraße 34 LageFlur: 2, Flurstück: 30                                  |                       | Letztes Drittel 18. Jahrhundert | 38693 DDB  |
| Bild gesucht BW    | Doppelwohnhaus                                  | Ulfen, Hauptstraße 35/37 LageFlur: 2, Flurstück: 55/1, 56/2                       |                       | um 1800                         | 38694 DDB  |
| Bild gesucht BW    | Hofanlage                                       | Ulfen, Im Kreuzchen 1 LageFlur: 2, Flurstück: 8                                   |                       | Erste Hälfte 19. Jahrhundert    | 38739 DDB  |
| Bild gesucht BW    | Doppelhaus                                      | Ulfen, Im Kreuzchen 3/5 LageFlur: 2, Flurstück: 10, 11                            |                       | Um 1600                         | 38695 DDB  |
| Bild gesucht BW    | Brunnen                                         | Ulfen, Im Steinbühlsgraben (Außerhalb der Ortslage) LageFlur: 14, Flurstück: 30/4 |                       |                                 | 39285 DDB  |
| Bild gesucht BW    | Wohnhaus                                        | Ulfen, Im Unterland 7 LageFlur: 4, Flurstück: 35                                  |                       | Mitte 19. Jahrhundert           | 38696 DDB  |
| Wohnhaus           | Wohnhaus                                        | Ulfen, Im Winkel 1 LageFlur: 3, Flurstück: 68                                     |                       | Anfang 17. Jahrhundert          | 38697 DDB  |
| Bild gesucht BW    | Wohn-Wirtschaftsgebäude                         | Ulfen, Im Winkel 5 LageFlur: 3, Flurstück: 66/1                                   |                       | um 1820                         | 38698 DDB  |
| Bild gesucht BW    | Hof, sogenannte Kemenate                        | Ulfen, Kemenate (Außerhalb der Ortslage) LageFlur: 17, Flurstück: 52              |                       | um 1820                         | 38686 DDB  |
| weitere Bilder     | Evangelische Kirche                             | Ulfen, Kirche o. Nr. LageFlur: 3, Flurstück: 1                                    |                       | 1363                            | 38690 DDB  |
| Bild gesucht BW    | 24 Grenzsteine – Rotenburger Quart              | Ulfen, Kulmrich (Außerhalb der Ortslage) LageFlur: 19, Flurstück: 1/1             | Inschrift: CL/LF 1769 |                                 | 39259 DDB  |
| Bild gesucht BW    | Wohnhaus                                        | Ulfen, Neue Braugasse 1 LageFlur: 3, Flurstück: 62/1                              |                       | 1851                            | 38691 DDB  |
| Bild gesucht BW    | Obermühle                                       | Ulfen, Obermühle (2225) 1 LageFlur: 2, Flurstück: 97                              |                       | Zweite Hälfte 16. Jahrhundert   | 38699 DDB  |
| Bild gesucht BW    | Fundamentreste einer Kapelle                    | Ulfen, Ottilienberg (Außerhalb der Ortslage) LageFlur: 11, Flurstück: 61/1        |                       | 8. / 9. Jahrhundert             | 38687 DDB  |
| Bild gesucht BW    | Scheune                                         | Ulfen, Puppelgasse 1 LageFlur: 3, Flurstück: 36/1                                 |                       | 1847                            | 38700 DDB  |
| Bild gesucht BW    | Wohnhaus                                        | Ulfen, Puppelgasse 2 LageFlur: 3, Flurstück: 38/1                                 |                       | 1819                            | 38701 DDB  |
| Bild gesucht BW    | Wohnhaus                                        | Ulfen, Rendaer Straße 5 LageFlur: 2, Flurstück: 34                                |                       | 1844                            | 38702 DDB  |
| Bild gesucht BW    | ehemalige Schreinerei (zugehörig zu Hausnr. 18) | Ulfen, Rendaer Straße LageFlur: 1, Flurstück: 33/1                                |                       | 1930er Jahre                    | 38703 DDB  |
| Bild gesucht BW    | Wohnhaus                                        | Ulfen, Schmiedestraße 1 LageFlur: 2, Flurstück: 27/1                              |                       | 1732                            | 38704 DDB  |
| Bild gesucht BW    | Scheune                                         | Ulfen, Zur Meierei LageFlur: 2, Flurstück: 79/3                                   |                       | Erste Hälfte 19. Jahrhundert    | 38705 DDB  |

## Weißenborn
| Bild            | Bezeichnung               | Lage                                                     | Beschreibung | Bauzeit                | Objekt-Nr. |
| --------------- | ------------------------- | -------------------------------------------------------- | ------------ | ---------------------- | ---------- |
| Bild gesucht BW | Wohnhaus mit Lehrschmiede | Weißenborn, Am Hollstein 1 LageFlur: 1, Flurstück: 16/1  |              | 1912                   | 38707 DDB  |
| Bild gesucht BW | Wohnhaus                  | Weißenborn, Am Hollstein 2 LageFlur: 1, Flurstück: 17/2  |              | 1872                   | 38708 DDB  |
| Bild gesucht BW | Hofanlage                 | Weißenborn, Am Hollstein 14 LageFlur: 1, Flurstück: 39/1 |              | 1825                   | 38709 DDB  |
| Bild gesucht BW | Hofanlage                 | Weißenborn, Am Hollstein 23 LageFlur: 1, Flurstück: 47   |              | Frühes 19. Jahrhundert | 38710 DDB  |
| weitere Bilder  | Evangelische Kirche       | Weißenborn, Am Hollstein 43 LageFlur: 1, Flurstück: 53   |              | 13. Jahrhundert        | 38712 DDB  |
| Bild gesucht BW | Wohnhaus                  | Weißenborn, Am Hollstein 44 LageFlur: 1, Flurstück: 52   |              | 1835                   | 38711 DDB  |

## Wichmannshausen
| Bild                         | Bezeichnung                       | Lage | Beschreibung | Bauzeit                         | Objekt-Nr. |
| ---------------------------- | --------------------------------- | --- | --- | ------------------------------- | ---------- |
| Gesamtanlage Wichmannshausen | Gesamtanlage Wichmannshausen      | Wichmannshausen Lage | |                                 | 38714 DDB  |
| Bild gesucht BW              | Wohnhaus                          | Wichmannshausen, Am Anger 2 LageFlur: 3, Flurstück: 4/3                                                                           | | 1672                            | 38719 DDB  |
| weitere Bilder               | Evangelische Kirche               | Wichmannshausen, Am Anger 5, Am Anger LageFlur: 3, Flurstück: 76/23, 8                                                            | Zu den ältesten Teilen der St. Martin gewidmeten Kirche gehört der untere Bereich des hohen gotischen Chorturms, dessen Errichtung in das 12. oder 13. Jahrhundert datiert wird. In den 1480er Jahren ist die Holzfachwerkkonstruktion des Obergeschosses auf den Turm gesetzt worden. Das im Dreißigjährigen Krieg zerstörte Kirchenschiff wurde in den ersten Jahren des 18. Jahrhunderts in massivem Sandsteingefüge neu errichtet. Zu den bemerkenswerten Ausstattungsgegenständen gehören das das klassizistische Grabmal der Caroline von Boyneburg aus dem Ende und die Kanzel aus dem ersten Drittel des 18. Jahrhunderts sowie die von Johann Eberhard Dauphin im Jahr 1730 gebaute Orgel. | 12. Jahrhundert                 | 38720 DDB  |
| Bild gesucht BW              | Ehemaliges Pfarrhaus              | Wichmannshausen, Am Anger 8 LageFlur: 3, Flurstück: 13/2                                                                          | | 1686                            | 38721 DDB  |
| Bild gesucht BW              | Steinbrücke                       | Wichmannshausen, Am Eckeberge (Außerhalb der Ortslage) LageFlur: 12, Flurstück: 183/6                                             | |                                 | 38715 DDB  |
| Bild gesucht BW              | Wohnhaus                          | Wichmannshausen, Boyneburger Straße 4 LageFlur: 3, Flurstück: 67/6                                                                | | 1763                            | 38722 DDB  |
| Wohnhaus                     | Wohnhaus                          | Wichmannshausen, Boyneburger Straße 10 LageFlur: 3, Flurstück: 22/1                                                               | | 1672                            | 38723 DDB  |
| Bild gesucht BW              | Wohnhaus                          | Wichmannshausen, Eschweger Straße 24 LageFlur: 1, Flurstück: 33/4                                                                 | | 1697                            | 38724 DDB  |
| Bild gesucht BW              | Wirtshaus                         | Wichmannshausen, Eschweger Straße 38 LageFlur: 1, Flurstück: 23/2                                                                 | | Ende 16. Jahrhundert            | 38725 DDB  |
| Bild gesucht BW              | Wohnhaus                          | Wichmannshausen, Eschweger Straße 41 LageFlur: 3, Flurstück: 71/3                                                                 | | um 1600                         | 38726 DDB  |
| Bild gesucht BW              | Ehemaliges Gasthaus "Zum Löwen"   | Wichmannshausen, Eschweger Straße 44 LageFlur: 4, Flurstück: 9/1                                                                  | | 1702                            | 38727 DDB  |
| Bild gesucht BW              | Wohnhaus                          | Wichmannshausen, Eschweger Straße 48 LageFlur: 4, Flurstück: 10/6                                                                 | | um 1700                         | 38728 DDB  |
| Bild gesucht BW              | Wirtschaftsgebäude                | Wichmannshausen, Eschweger Straße 54 LageFlur: 4, Flurstück: 31/1                                                                 | | Zweite Hälfte 18. Jahrhundert   | 38730 DDB  |
| Bild gesucht BW              | Wohnhaus                          | Wichmannshausen, Eschweger Straße 56 LageFlur: 4, Flurstück: 33/3                                                                 | | 1687                            | 38729 DDB  |
| Bild gesucht BW              | Wohnhaus                          | Wichmannshausen, Eschweger Straße 58 LageFlur: 3, Flurstück: 48/2                                                                 | | 1830                            | 38731 DDB  |
| Gut Boyneburg                | Gut Boyneburg                     | Wichmannshausen, Gut Boyneburk 1–4, Grasgarten (Außerhalb der Ortslage) LageFlur: 18, Flurstück: 15/1, 16, 17/2, 19/1, 21/2, 39/1 | Sachgesamtheit Gut Boyneburg |                                 | 38717 DDB  |
| Bild gesucht BW              | Wohnhaus                          | Wichmannshausen, Hintergasse 2 LageFlur: 3, Flurstück: 63/4                                                                       | | Letztes Drittel 17. Jahrhundert | 38734 DDB  |
| Bild gesucht BW              | Wohnhaus                          | Wichmannshausen, Hintergasse 5 LageFlur: 3, Flurstück: 25/4                                                                       | | um 1580                         | 38733 DDB  |
| Bild gesucht BW              | Brücke                            | Wichmannshausen, Netra (bei B 7) (Außerhalb der Ortslage) LageFlur: 16, Flurstück: 10                                             | |                                 | 38716 DDB  |
| Bild gesucht BW              | Obermühle 1                       | Wichmannshausen, Obermühle 1 LageFlur: 4, Flurstück: 49/4                                                                         | Wohnhaus der Obermühle |                                 | 38732 DDB  |
| weitere Bilder               | Ruine der Boyneburg               | Wichmannshausen, Ruine Boyneburg, Burgplatz (Außerhalb der Ortslage) LageFlur: 20, Flurstück: 3, 4/1                              | | 11. Jahrhundert                 | 38718 DDB  |
| Bild gesucht BW              | Wohnhaus                          | Wichmannshausen, Sandgasse 1 LageFlur: 1, Flurstück: 7/3                                                                          | | Mitte 18. Jahrhundert           | 38736 DDB  |
| weitere Bilder               | Ehemaliges Schloss                | Wichmannshausen, Schlosshof 1/2, Höhenweg 2/4 LageFlur: 3, 11, Flurstück: 14/1, 17/3, 279                                         | Sachgesamtheit Altes Boyneburger Schloss | 1757                            | 38735 DDB  |
| Bild gesucht BW              | Trigonometrischer Punkt 2. Klasse | Wichmannshausen, Vermessungsstein (Außerhalb der Ortslage) Lage                                                                   | Inschrift: KLV 1845 |                                 | 39283 DDB  |

## Wölfterode
| Bild           | Bezeichnung         | Lage                                                  | Beschreibung | Bauzeit | Objekt-Nr. |
| -------------- | ------------------- | ----------------------------------------------------- | ------------ | ------- | ---------- |
| weitere Bilder | Evangelische Kirche | Wölfterode, Landstraße 6 LageFlur: 3, Flurstück: 39/1 |              | 1715    | 38738 DDB  |